# Histoire des Landes
Le département français des Landes l'un des douze que compte la région Nouvelle-Aquitaine. Cet article traite de son Histoire au regard de ses limites administratives actuelles.

## Présentation
Le département des Landes est créé pendant la Révolution française, le 4 mars 1790, en application de la loi du 22 décembre 1789, à partir d'une partie de la province de Gascogne. Plus précisément, diverses entités territoriales héritées de l'Ancien Régime sont alors réunies, ce qui confère à ce territoire administratif une certaine hétérogénéité, entre les pays de l'Adour landais au sud et une grande partie des Landes de Gascogne au nord.
Jusqu'à l'orée des années 1850, la majeure partie du département est couverte de landes mal drainées sur sa partie septentrionale (sur environ 60 % à 70 % de sa superficie totale), qui lui donnent son nom. La frange sud est quant à elle constituée de coteaux aux sols plus riches, cultivés et boisés. Cette lande est à l'époque entretenue par écobuage : elle sert à nourrir les grands troupeaux de brebis landaises (1 million de bêtes en 1850), surveillés par des bergers landais montés sur des échasses ; l'usage de ces dernières leur permet d'accomplir plus facilement de grandes distances, tout en surveillant le troupeau, du fait d'une quasi absence de relief. Avant la loi relative à l'assainissement et de mise en culture des Landes de Gascogne du 19 juin 1857, le système agropastoral est généralisé : il puise sa force dans le libre usage des communaux majoritaires. Après cette date, la systématisation des plantations de pins maritimes (exploités pour leur résine et leur bois), accompagnée de la vente des communaux durant la deuxième moitié du XIXe siècle, modifie complètement le paysage et l'économie des deux tiers du département, tout en contribuant à son enrichissement rapide.
Depuis les premiers travaux d'archéologie de Pierre-Eudoxe Dubalen et de Robert Arambourou, les différentes campagnes de fouilles menées successivement mettent peu à peu en lumière une présence et une activité humaines très anciennes dans le département.

## Préhistoire
- Paléolithique inférieur (vers 500 000 ans av. J.-C.) : différents sites archéologiques témoignent de la présence du genre Homo dans les Landes[1].
- Paléolithique moyen (vers 250 000 ans - 45 000 ans av. J.-C.) : des Hommes de Néandertal sont présents à Tercis-les-Bains et à Baigts[1].
- Paléolithique supérieur (vers 40 000 ans av. J.-C.) : à la fin de la dernière période glaciaire, Homo sapiens arrive dans les Landes[1].
  - Gravettien : de cette époque nous est parvenue la célèbre Dame de Brassempouy (vers 25 000 AP), fragment de statuette en ivoire constituant l'une des plus anciennes représentations réalistes du visage humain, découvert dans le village landais de Brassempouy, en Chalosse, ainsi que « La Poire », autre statuette façonnée à partir d'ivoire de mammouth[1]
  - Magdalénien : de cette époque nous sont parvenus des outils trouvés sur le site de la grotte Duruthy, à Sorde-l'Abbaye[1].

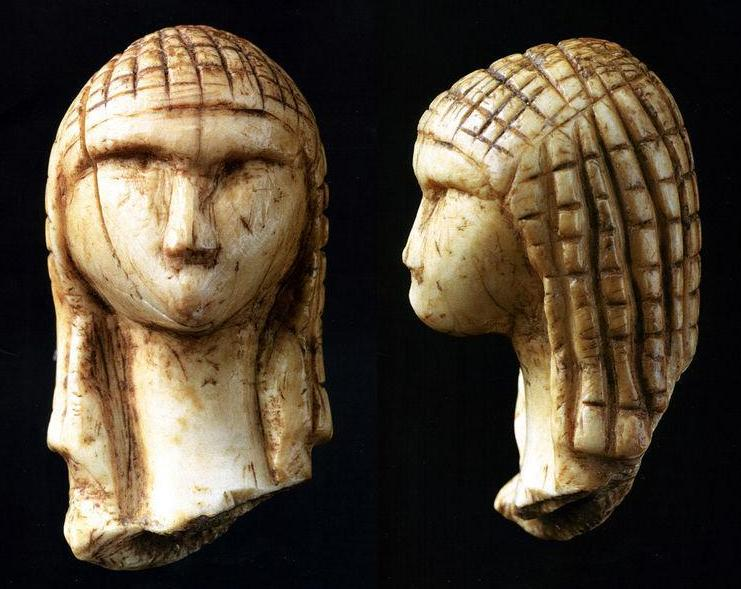
Dame de Brassempouy, découverte dans la grotte du Pape.
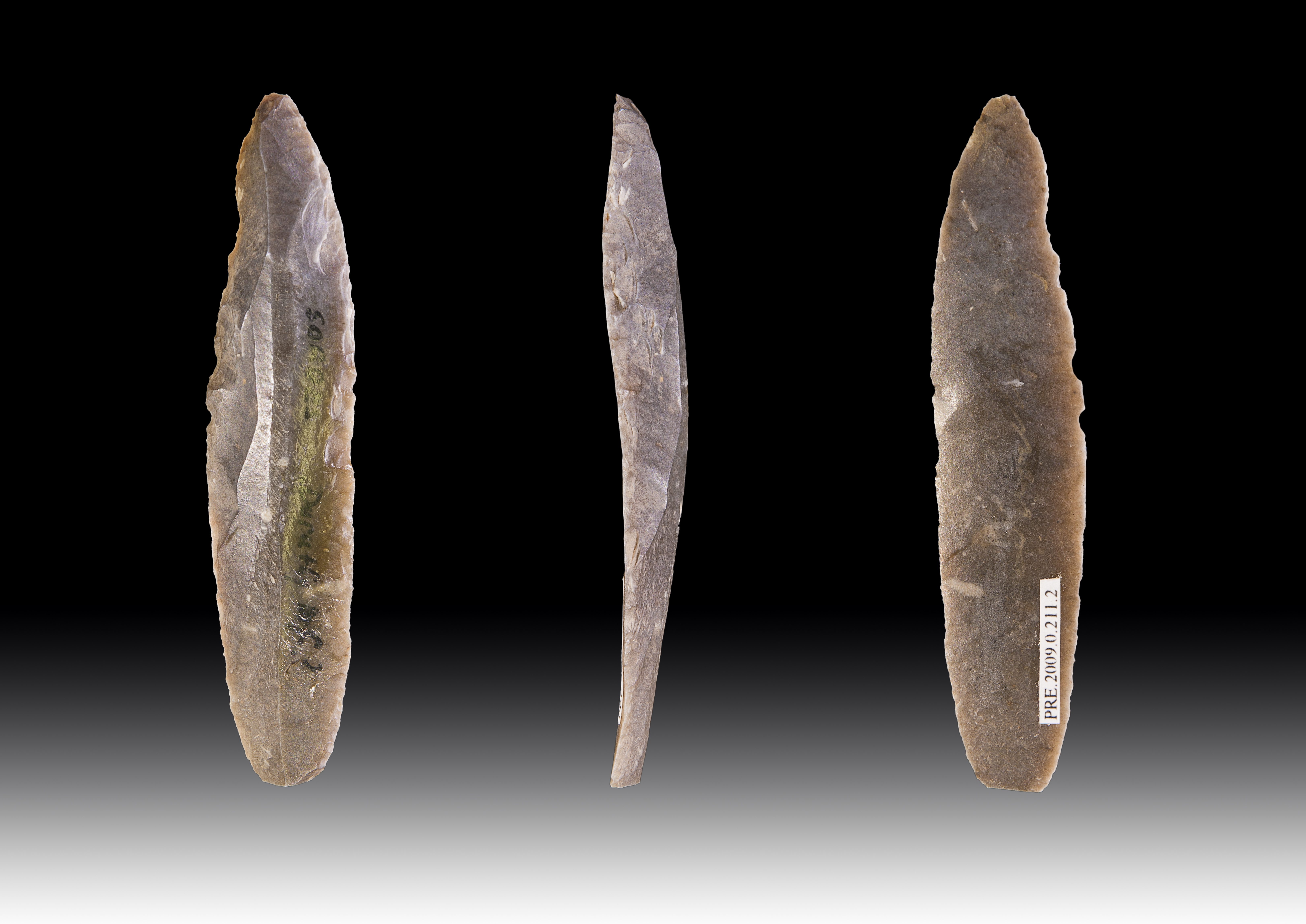
Lames de silex provenant de la grotte Duruthy.

### Mésolithique
Des traces d'occupation humaine et d'industrie microlithique de la période du Mésolithique ont été découvertes dans la vallée de la Leyre, vers Sabres et Labrit.

### Néolithique
(Vers 6000 - 2300 ans av. J.-C.)
Le sud des Landes a été particulièrement riche en mégalithes datant du Néolithique, notamment en Tursan (groupe du Bahus) et en Chalosse autour d'Hagetmau et de Pomarez (dont le menhir gravé de Guillay à Larrivière, classé MH en 1978, ou la Peyre de Pithié à Fargues). Pour des raisons géologiques, le phénomène des tumulus est cantonné dans le sud du département : au nord de l'Adour se trouvent les sables des Landes où le calcaire affleure rarement ; tandis qu'au sud de ce cours d'eau, c'est-à-dire en Chalosse et dans le Tursan, on trouve les grès quartzitique de l'Eocène inférieur (Ilerdien) affleurant en discontinu sur environ 25 km dans les vallées du Bahus et du Louts, et bordant le flanc sud de l'anticlinal d'Audignon sur 500 m de largeur entre Classun à l'Est et Préchacq à l'Ouest. Ce « grès de Coudures », lieu où il était autrefois exploité, est très dur, d'aspect saccharoïde, à cassure blanche ou rosée, et se présente souvent sous forme de blocs allongés de 5 à 10 m.
Les remembrements des années 1950-1970 et le développement de la culture du maïs sont fatals à la plupart de ces sites.

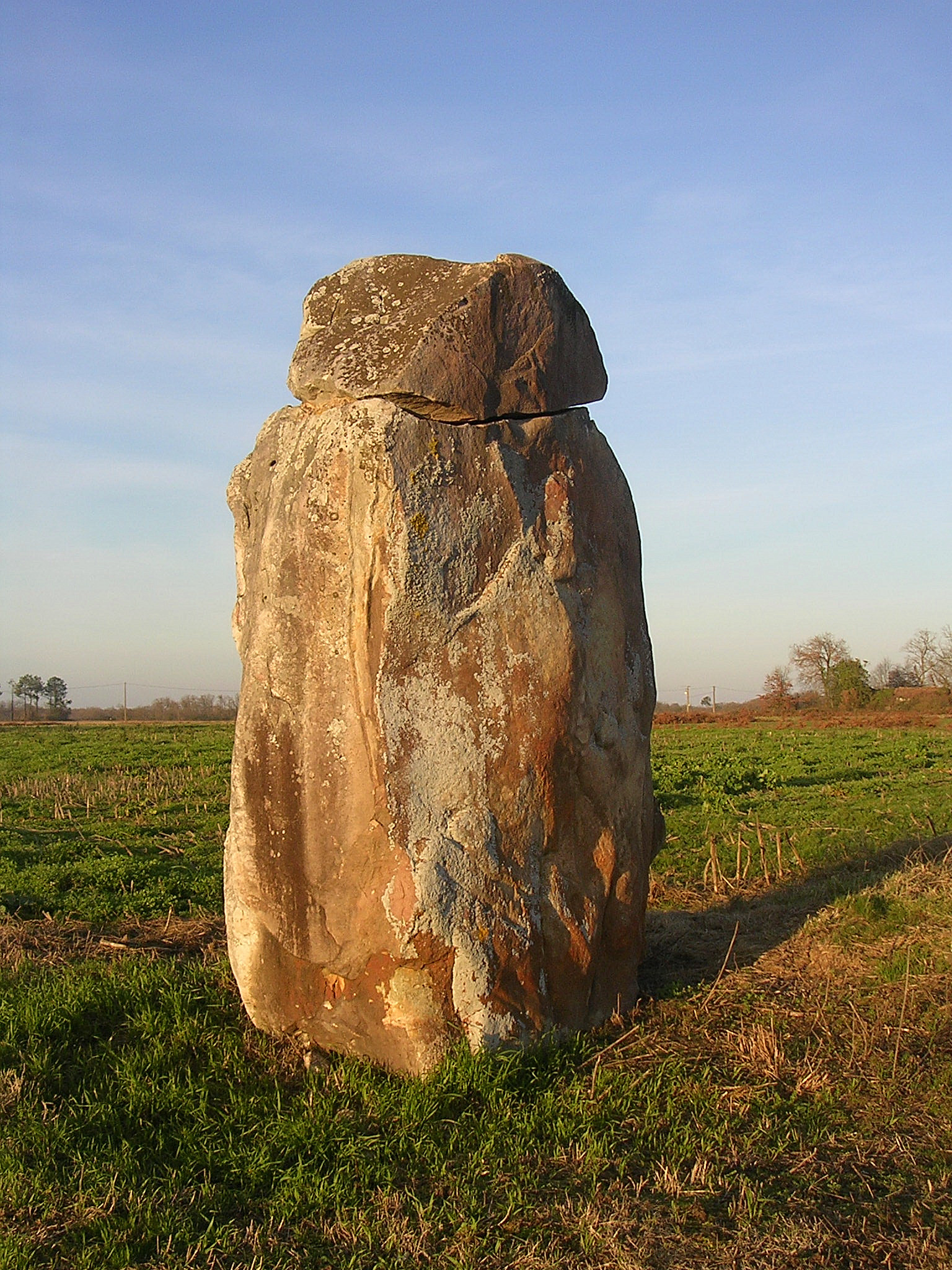
Mégalithe de Guillay, à Larrivière-Saint-Savin.
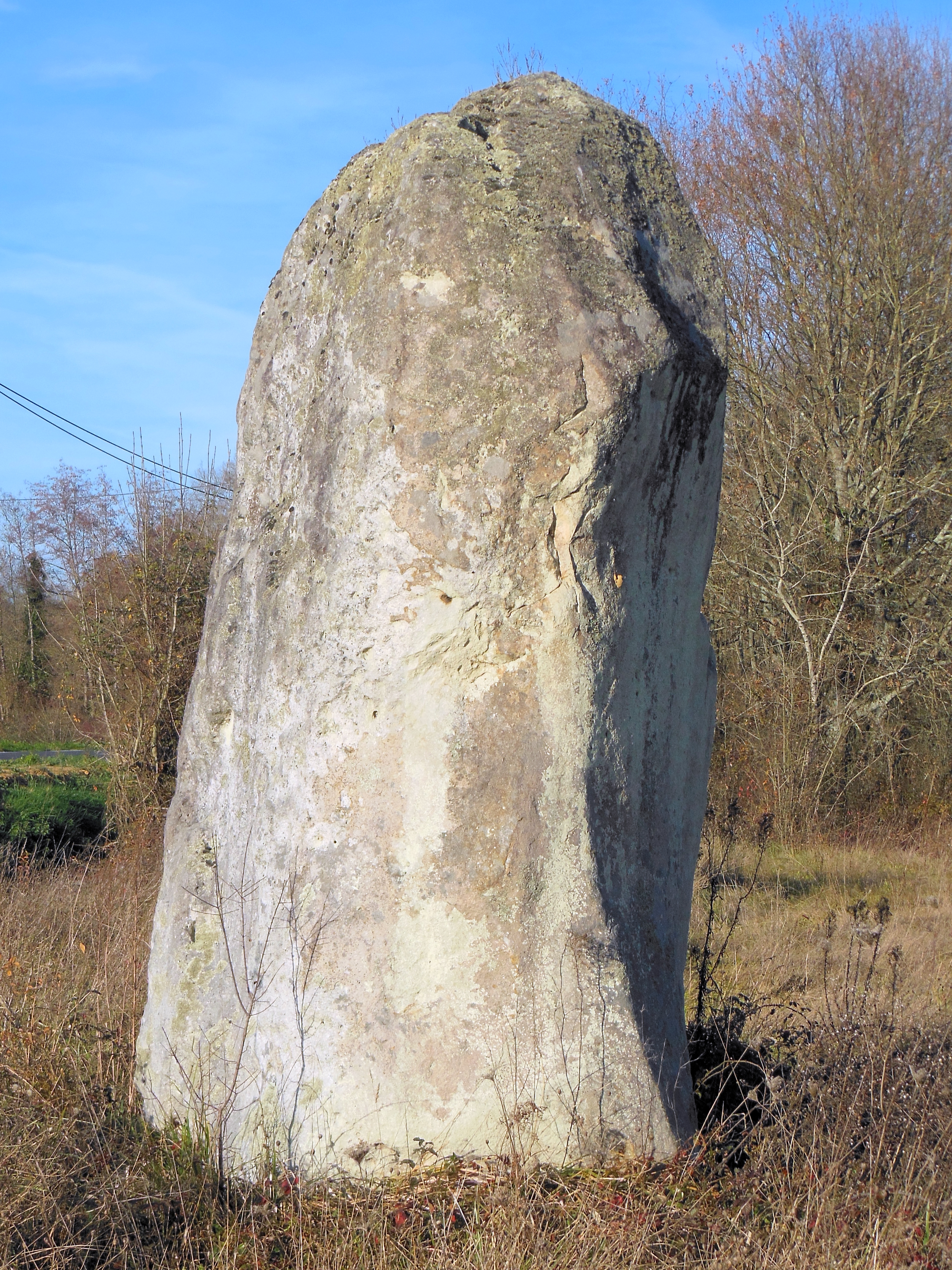
Menhir de Capdoubos, à Sainte-Colombe.
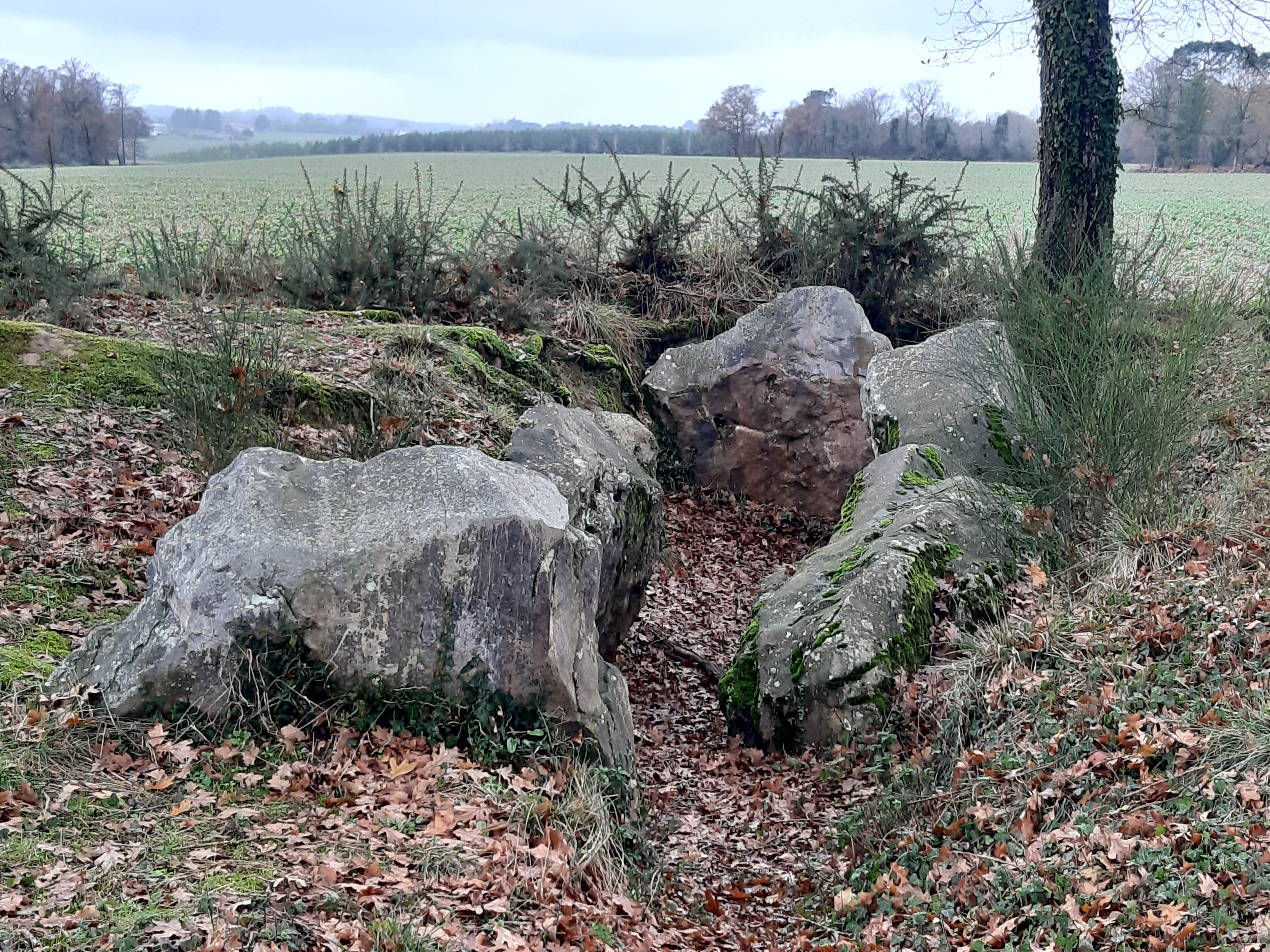
Peyre de Pithié, à Fargues.

## Protohistoire

### Age de bronze
(Vers 2300- 800 ans av. J.-C.)
Le musée archéologique municipal de Sanguinet conserve les vestiges de villages de cette époque de nos jours engloutis sous les eaux du lac de Cazaux et de Sanguinet.

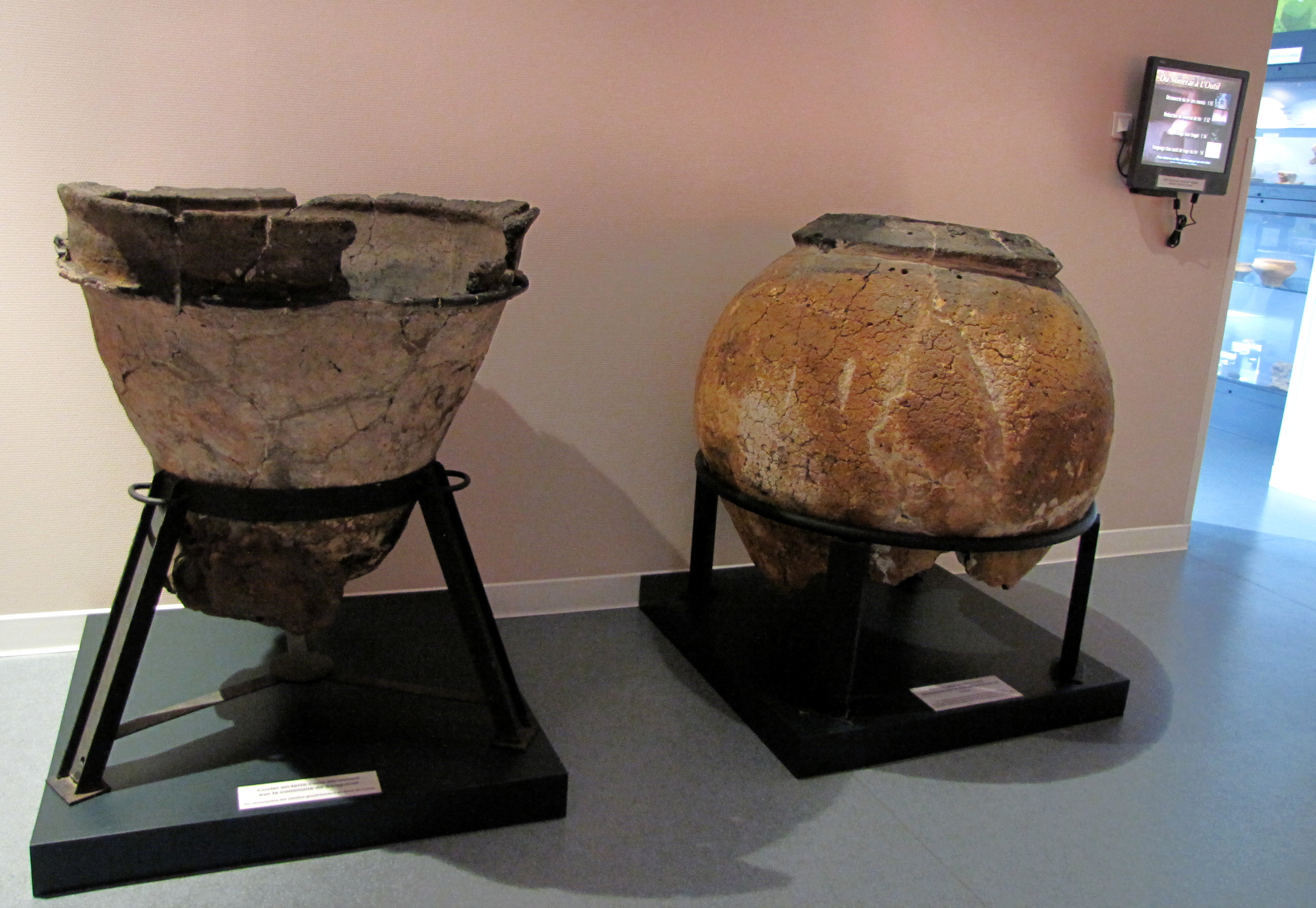
Cuvier en terre cuite (à gauche, découvert sur la commune de Sanguinet) et grande jarre en terre cuite (à droite, découverte sur le site de Losa).

### Age de fer
(Vers 800 - 50 ans av. J.-C.)
Le tumulus de Vielle-Aubagnan, daté de la Tène II (vers le fin du second âge du fer), a livré une cotte de mailles unique en France pour cette époque ; et des inscriptions celtibères qui restent en 2013 une découverte unique en Aquitaine,, : ce sont les seules inscriptions connues de cette époque qui rattachent la présence ibère à une implantation locale et pas seulement à un simple passage ; elles sont les preuves de la connaissance possible de la langue ibère par les indigènes de la région. 

Malgré ce caractère exceptionnel, Lafon écrivait en 1956 que l'inscription d'Aubagnan décrite par Dubalen « est ignorée de beaucoup de spécialistes des langues écrites en caractères ibères. Le mot — ou partie de mot? — qui la compose ne figure pas dans le Léxico de las inscripciones ibéricas (celtibérico e ibérico) », lexique encore incontournable dans cette matière de nos jours et publié par M. Antonio Tovar en 1951. La consécration vient avec la publication des inscriptions en 1980 dans le Monumenta Linguarum Hispanicarum, œuvre magistrale d'Untermann. Depuis, elles ont fait l'objet d'une abondante littérature scientifique.
Leur présence dans les Landes est particulièrement intrigante et à ce jour les débats ont encore cours quant à l'interprétation de cette découverte pour déterminer la part et les modalités de l'influence ibérique en Aquitaine avant la conquête romaine,,,.

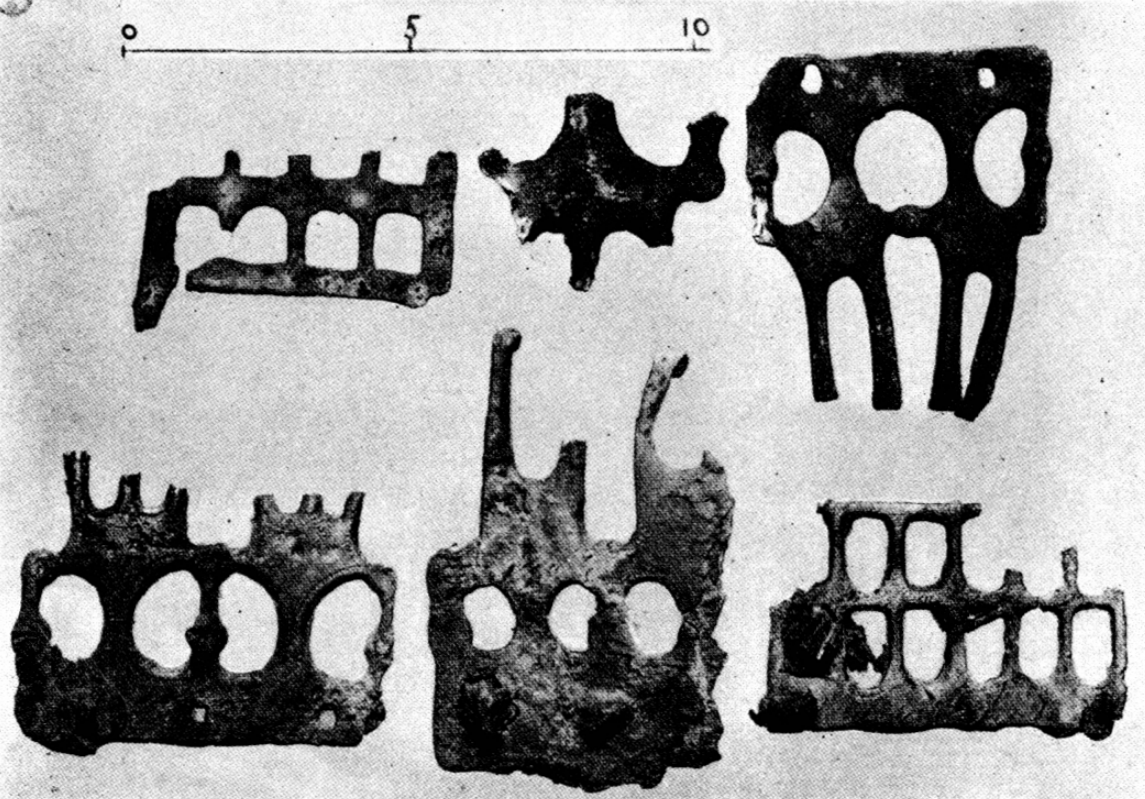
Plaques de ceinturons provenant du tumulus de Vielle-Aubagnan, conservées au musée Dubalen.

## Antiquité

### Avant Rome
Jules César, dans ses Commentaires sur la Guerre des Gaules, remarque que ce qu'il cartographie lui-même sous le terme de « Gaule aquitaine », est composé de peuples aux us et coutumes plus proches des Ibères que des Celtes (au Nord : Gaulois et Belges, respectivement répartis dans ce qu'il nomme « Gaule celtique » — grosso modo future Gaule lyonnaise — et Gaule belgique ; sans parler au Sud des Celtes d'Ibérie — Bérons, Vaccéens... — ainsi que des Celtibères).
Il pourrait s'agir d'Ibères résiduels, voire en partie réfugiés, à la suite de la conquête romaine de la péninsule Ibérique sous le coup des guerres puniques. Car on sait que l'aire aquitaine, aquitanique, aquitanienne ou encore vasconique correspond à une région où l'on parle alors des langues proto-basques : c'est probablement une seule et même variété de langues, que parlent les peuples recensés par Rome.
S'ils conservèrent leurs parlers malgré la romanisation, c'est parce qu'une partie d'entre eux s'allie avec l'Urbs pendant la guerre des Gaules. Naturellement, entourés des Celtes gaulois, des Celtes d'Ibérie et des Celtibères, ils en connaissent des influences au moins matérielles et techniques.

### LaPax romana
Crassus, le jeune lieutenant de Jules César, entreprend la conquête de l'Aquitaine historique en 56 av. J.-C.. Celle-ci réapparait au IIIe siècle sous la dénomination de Novempopulanie, ou Aquitaine des neuf peuples. Parmi eux :
- les Tarbelles, présents en Chalosse, avec comme capitale la future Dax ;
- les Tarusates du Tursan devenus les Aturenses au IVe siècle.

En marge de ces neuf peuples, d'autres ont pu être individualisés, parmi lesquels :
- les Belindes (Belindi) auxquels on attribue généralement Belin-Béliet ;
- les Cocosates du pays de Born de Linxe à Sanguinet (Cocosa, Caequosa), près de Morcenx.

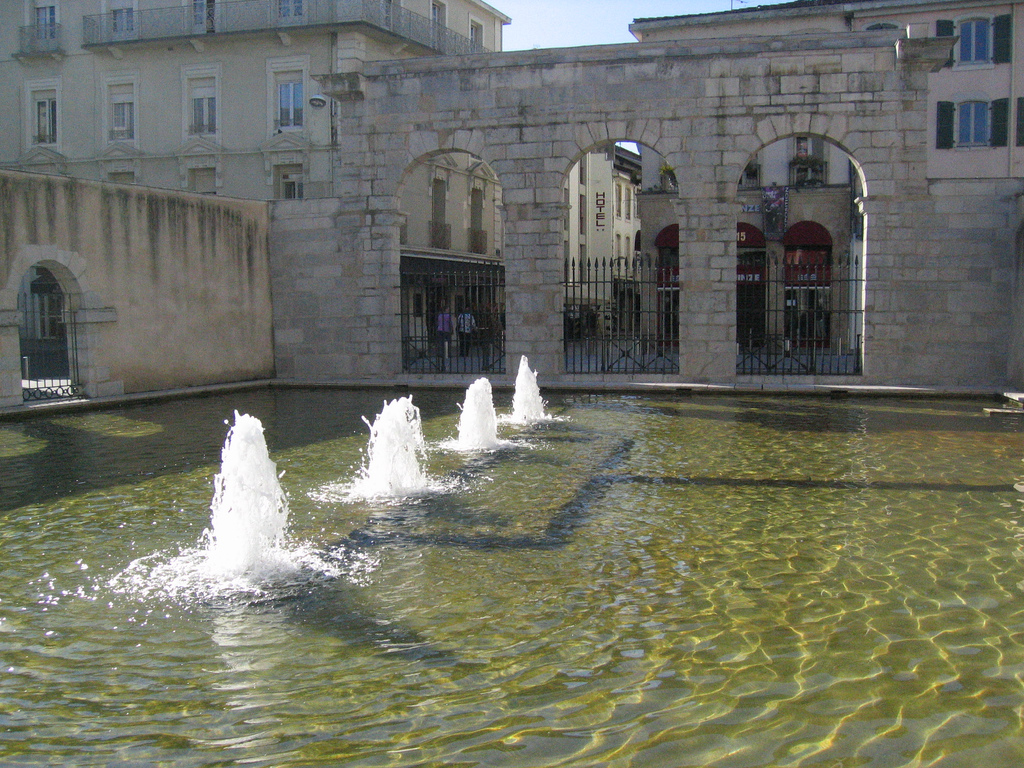
Aquae Tarbellicae (« eaux des Tarbelles » en latin), la future Dax, fondée par les Romains au Ier siècle av. J.-C. Ici, vue de la fontaine chaude.

A Saint-Sever, la butte de Morlanne est investie par les romains en 56 av. J.-C. en raison de sa situation, constituant un excellent observatoire sur la vallée de l'Adour. Au Ve siècle, le camp s'appelle le « Castrum Caesaris » et le palais du gouverneur, le « Palestrion » y est établi. Dans la vallée, les vestiges de la villa du Gleyzia d'Augreilh (350-380) témoignent de la présence gallo-romaine en ces lieux. Des mosaïques rattachées au mouvement dit de l'École d'Aquitaine y ont été retrouvées, de même que sur les sites de la villa gallo-romaine de Barat-de-Vin à Sordes-l'Abbaye, la villa gallo-romaine des Bignoulets à Pujo-le-Plan, la villa gallo-romaine de Géou à Labastide-d'Armagnac, la villa gallo-romaine de Craoustes d'Herm à Gaujacq, la villa gallo-romaine de Mouneyres à Sarbazan et la villa gallo-romaine du Frêche au lieu-dit Lous Casses de Cinna. Les voies antiques des Landes sont de nos jours les témoins de la présence romaine dans la région.

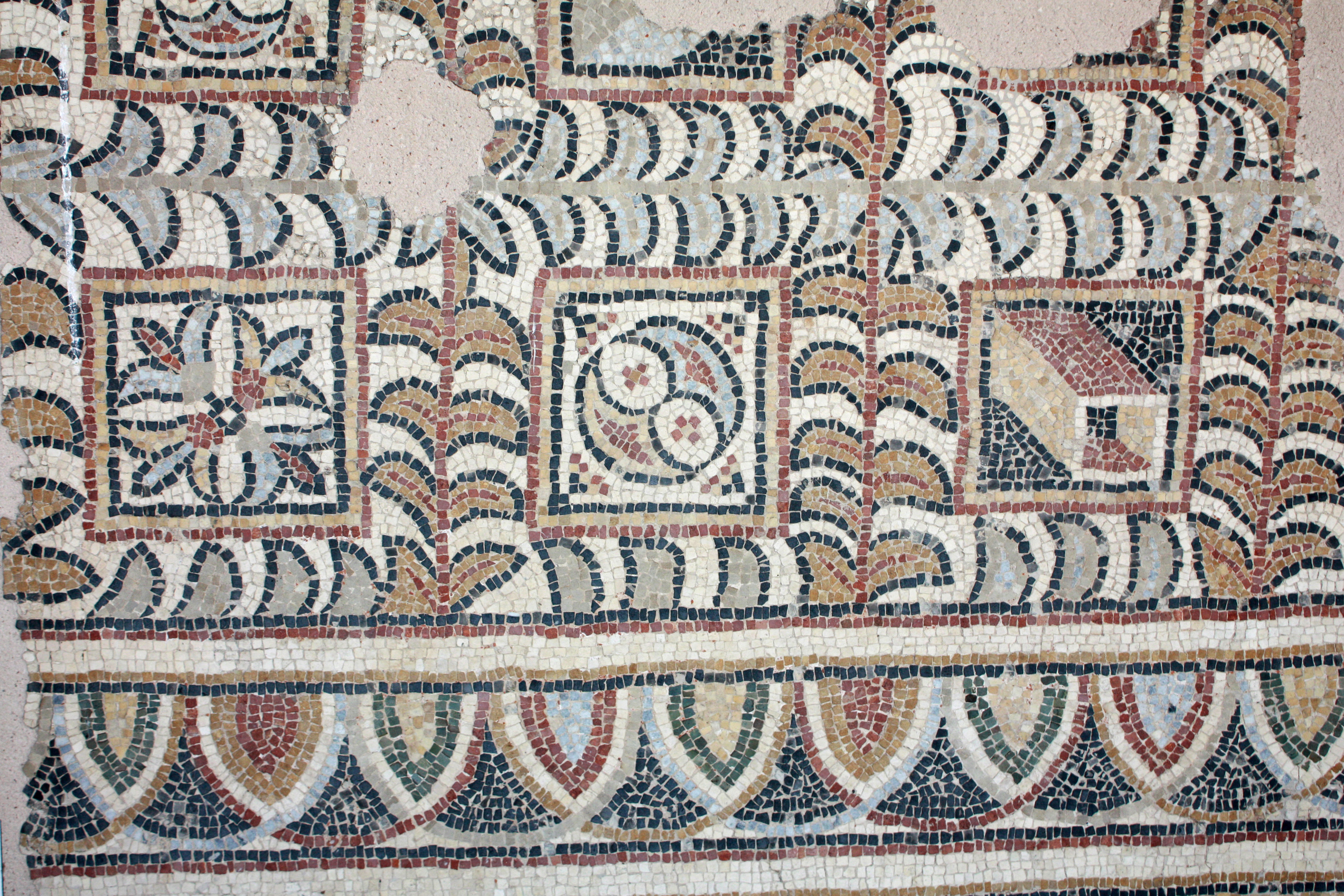
Mosaïque de la villa gallo-romaine de Mouneyres à Sarbazan conservée à l'abbaye d'Arthous.

Vincent de Xaintes, martyr chrétien du IVe siècle, est le premier évêque de Dax.

## Moyen Âge

### Les Wisigoths
L'Aquitaine passe sous la domination des Wisigoths, arrivés de Provence et d'Italie en 412-413. En 418, un traité instaure le statut de fédéré (fœdus) des Wisigoths dans l'Empire romain, qui les installe en Aquitaine. Quitterie, jeune princesse gothe, est martyrisée en 472 pour avoir refusé d'abjurer sa foi chrétienne. Elle est décapitée sur le site de la ville actuelle d'Aire-sur-l'Adour. Les évangélisateurs Severus et saint Girons subissent un sort similaire à la même époque.
Aire-sur-l'Adour devient un temps la résidence royale du royaume wisigoth de Toulouse, qui s'étend de l'Espagne à la Provence, notamment sous les règnes d'Euric (466-484) et d'Alaric II (484-507). Ce dernier y promulgua en 506 son Bréviaire d'Alaric, condensé de droit romain qui servira de référence juridique dans le midi de la France jusqu'au XIe siècle, et se trouvera être à l'origine du droit français moderne.
Le diocèse d'Aire est mentionné pour la première fois en cette même année 506 au Concile d'Agde, auquel participe également Gratien, évêque de Dax.

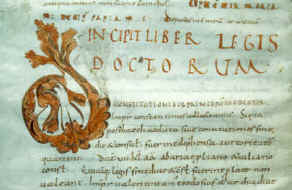
Manuscrit du Bréviaire d'Alaric, promulgué en 506 à Aire-sur-l'Adour.

### Duché de Vasconie
Le duché de Vasconie est constitué vers 601-602. À la fin du Xe siècle, Guillaume Sanche, vainqueur de la bataille de Taller, règne sur le duché. Il organise son renouveau économique et culturel en s'appuyant notamment sur la dizaine d'abbayes qu'il fonde, parmi lesquelles la puissante abbaye de Saint-Sever ou celle de Mimizan. Tandis que la sauveté de Mimizan, fondée en 1009, attire et fixe des populations, l'abbaye de Saint-Sever accumule d'innombrables possessions (domaines fonciers, vignobles etc), qui s’étendent dès le XIe siècle du Médoc jusqu’à Pampelune en Espagne.
Le duché de disparaît en tant qu'entité politique en 1063, lorsque le comte de Gascogne Bernard II Tumapaler doit abandonner la Vasconie cistérieure au duché d'Aquitaine après sa défaite devant le duc d'Aquitaine Guillaume VIII à la bataille de La Castelle.

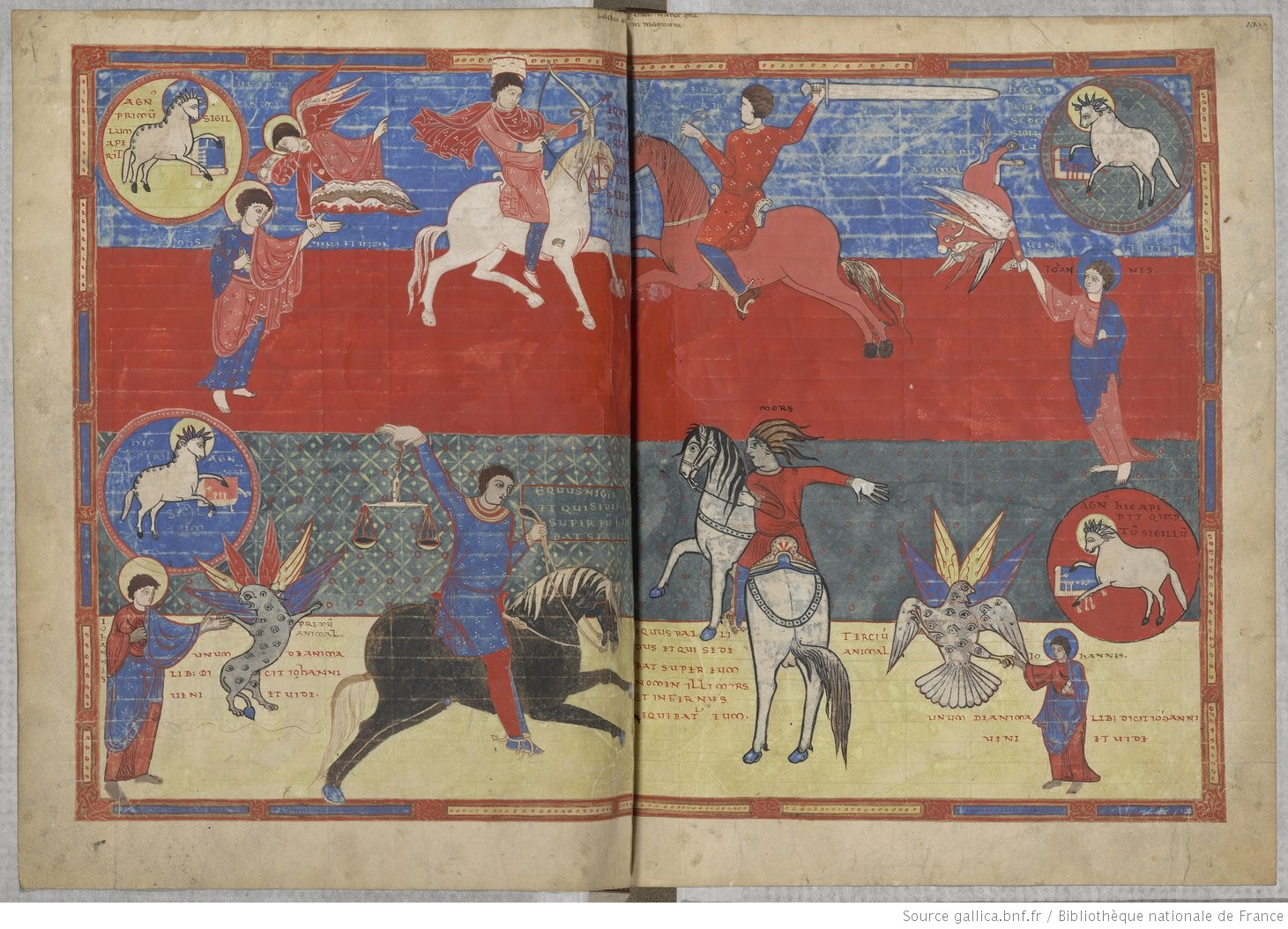
Beatus de Saint-Sever, réalisé vers 1060.

### Reflux des langues vasconiques
Bien que les Wisigoths ne parviennent jamais à dominer le territoire de l'actuel pays basque, c'est durant cette première féodalité que refluent les parlers proto-basques de l'ensemble de la Vasconie, sous le coup des guerres avec les Francs puis des Maures,,.

### Pèlerinage
En raison de sa situation géographique, les Landes sont, à partir du xe siècle, une importante zone de passage de pèlerins de Saint-Jacques-de-Compostelle en direction de la péninsule Ibérique, voyageant sur d'anciennes voies romaines, comme la voie romaine littorale par exemple, en direction de la Galice.
Or à cette époque, la région est un grand désert aride l'été et marécageux l'hiver en raison de l'abondance des eaux non drainées, offrant un horizon vide à l'infini, qui tourmente les voyageurs par la soif, la peur et l'épuisement. Il faut alors trois jours de marche à des gens déjà fatigués à travers un pays qui manque de tout, de nourriture et d'eau potable. Les villages y sont rares, les chemins parfois impraticables et les pèlerins ne reçoivent pas d'assistance en cas de d'égarement, de maladie ou d'attaques de brigands, entraînant dans certains cas leur trépas. Un couplet du livret intitulé Les Chansons des pèlerins de saint Jacques, composé vers le milieu du XVIIe siècle et imprimé en 1718 à Troyes, évoque les conditions de la traversée des Landes en ces termes :
Quand nous fûmes dedans les Landes
Bien étonnés
Avions de l'eau jusqu'à mi-jambes
De tous côtés
Compagnons nous faut cheminer
En grandes journées
Pour nous tirer de ce pays
De si grandes rosées
Le pèlerinage s'organise cependant et dès le XIIe siècle, le Guide du Pèlerin d'Aimery Picaud décrit les quatre chemins de Saint-Jacques, dont trois passent par les Landes :
- la via Turonensis
- la via Lemovicensis
- la via Podiensis[33]

Les templiers et les hospitaliers de l'ordre de Saint-Jean de Jérusalem possède à partir du XIIe siècle, des commanderies et maisons fortes dans les Landes. Après la dissolution de cet ordre, leurs biens sont distribués aux chevaliers de Saint-Jean-de-Jérusalem puis à l'ordre de Malte. Bien que leurs établissements soient essentiellement destinés à collecter des revenus fonciers pour financer la croisade en Terre Sainte, ils assurent également la sécurité des routes et accueillent voyageurs et pèlerins de passage, par respect de leur devoir de charité et d'hospitalité chrétiennes.
L'ordre de Santiago, fondé au XIIe siècle par Ferdinand II, roi de León et de Castille, pour défendre les pèlerins de Compostelle, accueille également les jacquets dans les Landes. Il reste de cette époque les vestiges de la commanderie de Bessaut ou l'hôpital de Saint-Antoine de Goloni.
Patrimoine mondial de l'Unesco
Quatre sites majeurs sont classés au patrimoine mondial de l'Unesco au titre des chemins de Saint-Jacques dans les Landes en 1998 : le clocher-porche de Mimizan, l'abbaye de Saint-Sever, l'abbaye Saint-Jean de Sorde et église Sainte-Quitterie d'Aire

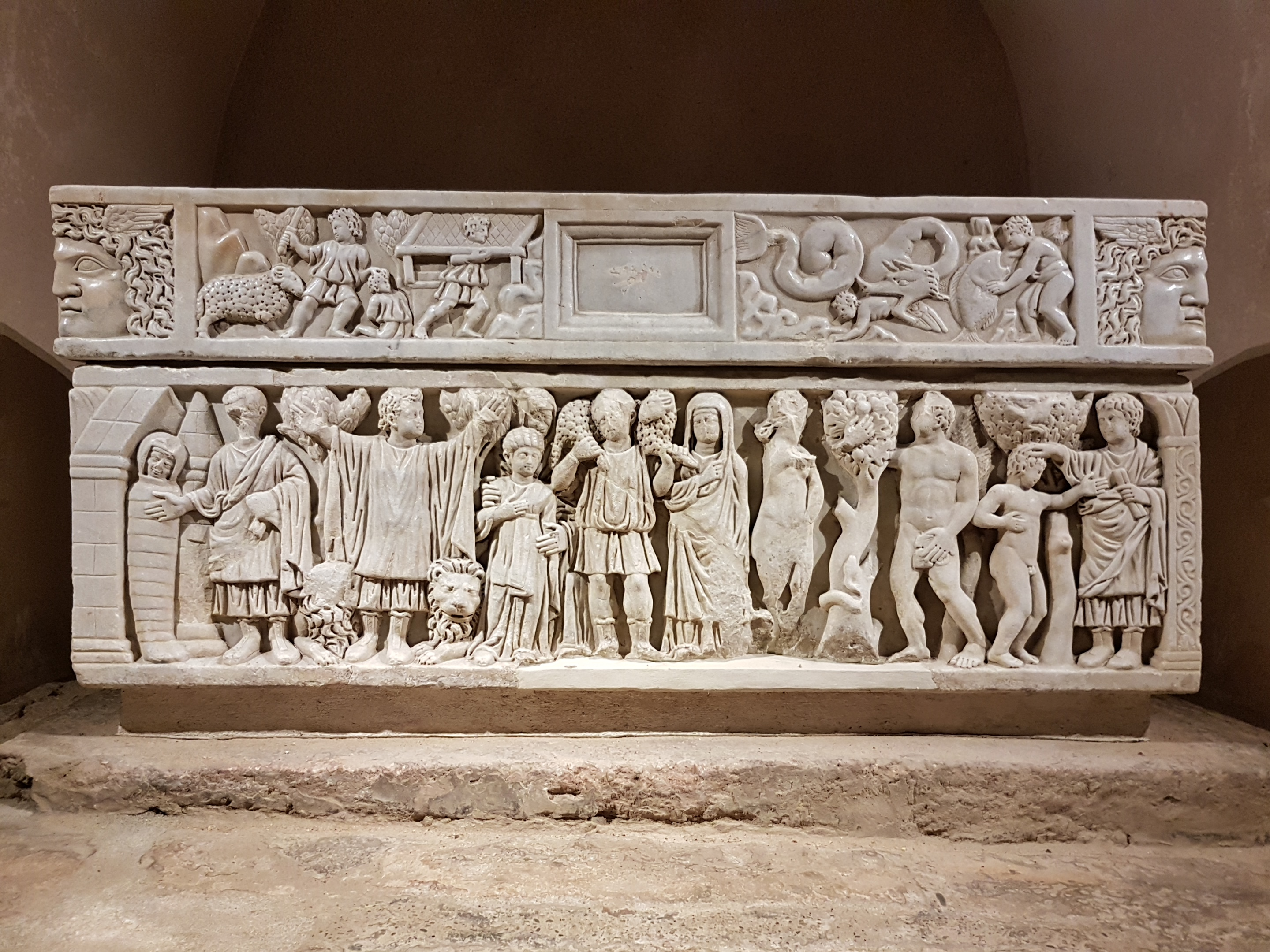
Sarcophage de sainte Quitterie datant de la fin de l'époque romaine en l'église Sainte-Quitterie d'Aire, bâtie au XIe siècle.
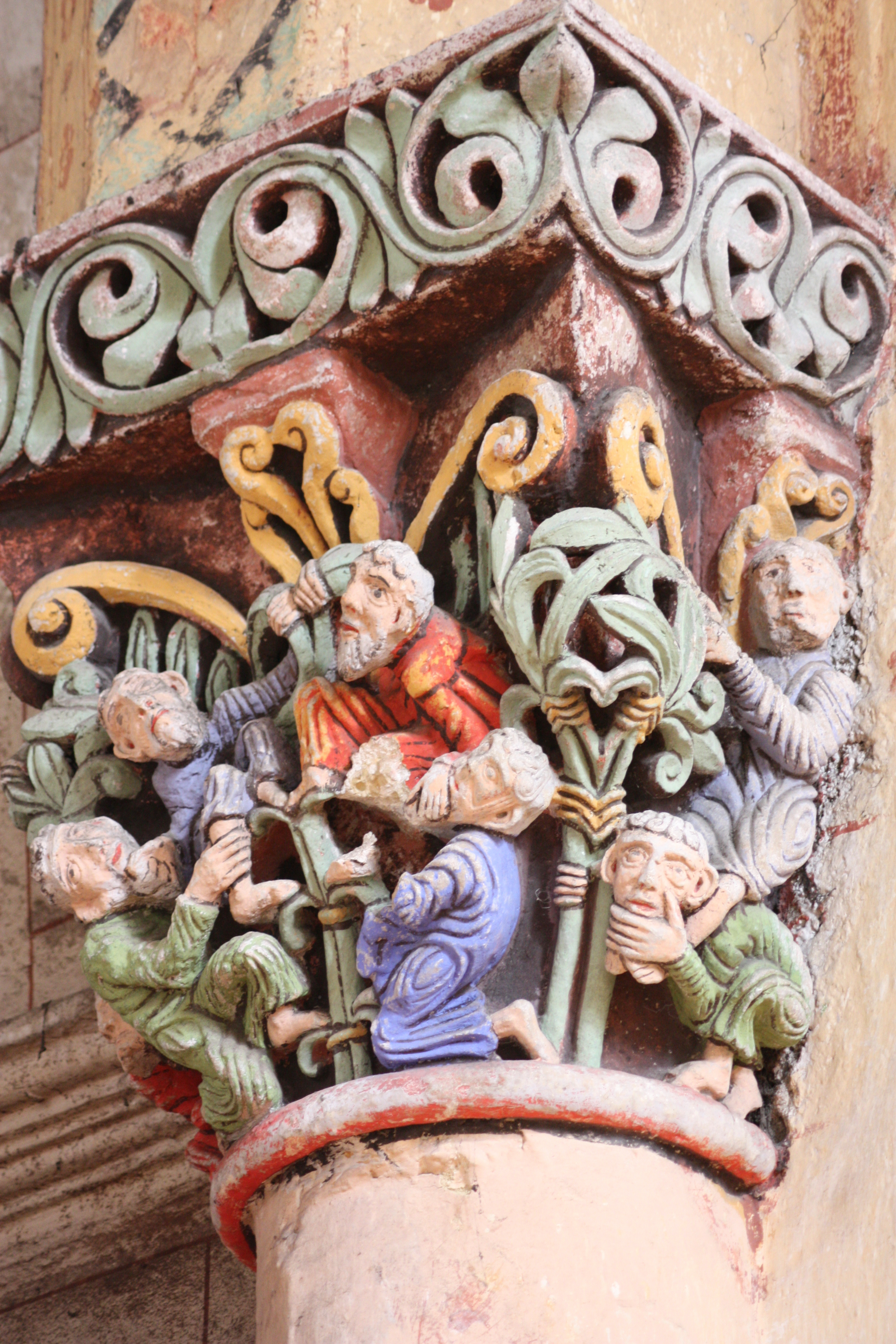
Chapiteau polychrome de l'abbaye de Saint-Sever, fondée à la fin du Xe siècle.
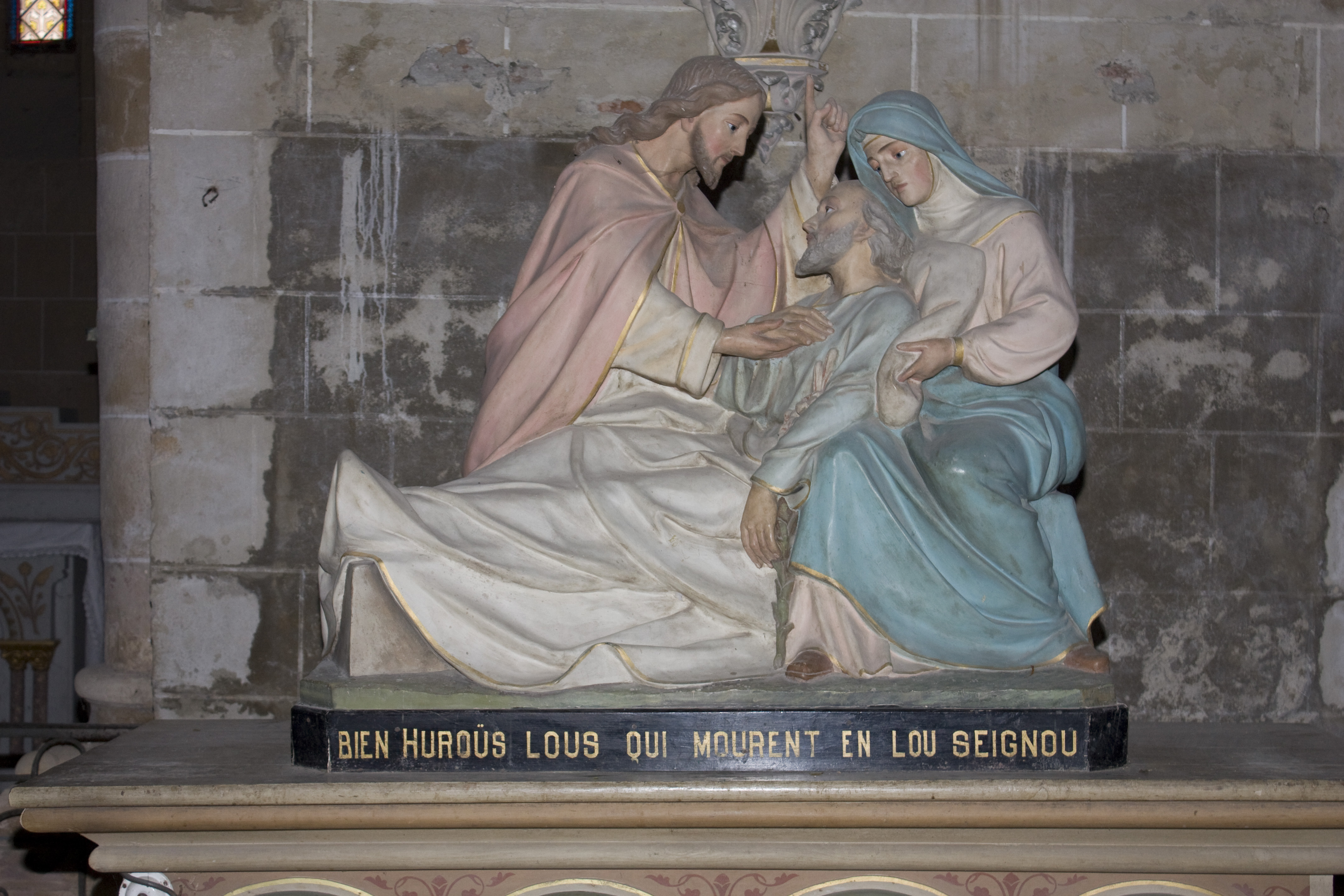
Groupe sculpté de l'abbaye Saint-Jean de Sorde portant l'inscription en gascon « Bien huroüs lous qui mourent en lou Seignou » (Bienheureux ceux qui meurent dans le Seigneur).
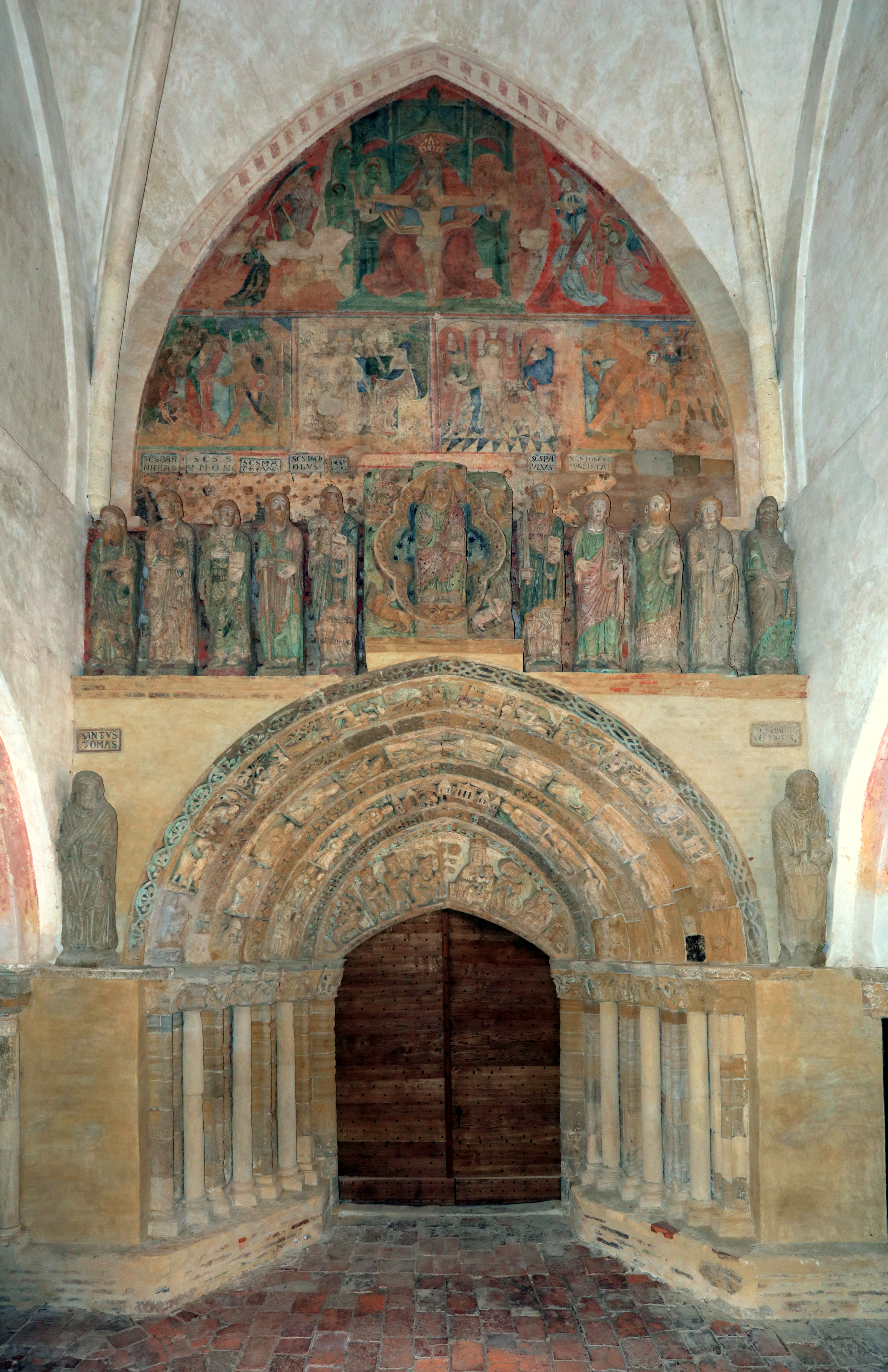
Portail du clocher-porche de Mimizan, érigé au XIIe siècle.

### Urbanisme
Le peuplement des Landes se structure essentiellement entre les VIe et XIVe siècles, autour des premières églises et abbayes de la chrétienté. Pour attirer et fixer les populations, certains établissements religieux érigent un périmètre d'extraterritorialité autour d'eux appelés sauvetés (sauveté de Mimizan (1009), Lüe, Saint-Girons).
Certains fiefs sont défendus par des mottes castrales érigés à partir du XIe siècle (enceinte médiévale de Castets , Tuc de Houns), d'autres villes naissent autour de leur château. Elles prennent dans le sud ouest le nom de  castelnaux (Mugron).
La fondation de Mont-de-Marsan date des années 1133-41. Elle s'organise autour du château vicomtal établi par Pierre de Marsan, dont la famille était précédemment établie au château de Marsan à Roquefort. Le vicomte de Marsan tire profit de la situation géographique du site sur la voie limousine des chemins de Saint-Jacques-de-Compostelle pour tirer des revenus et sur la Midouze pour établir le port de Mont-de-Marsan.
Autre puissante dynastie du sud ouest, la maison d'Albret édifie en 1225 le château de Labrit qui devient le siège de son fief. Cette famille arrivera à se hisser jusqu'au trône de France en la personne d'Henri III de Navarre, devenu le roi Henri IV en 1589.
De 1268-1346, des bastides sont créées soit par le camp anglais, soit par le camp français. Conçues comme des villages fortifiés, elles attirent les « poblants » et sont fondées principalement aux confins des Landes en limite avec les provinces frontalières de Béarn et de Guyenne. Elles constituent le noyau des communes suivantes : Baigts, Betbezer-d'Armagnac, Bonnegarde, Buanes, Castandet, Cazères-sur-l'Adour, Coudures, Duhort-Bachen, Geaune, Grenade-sur-l'Adour, Hastingues, Hontanx, Labastide-Chalosse, Labastide-d'Armagnac, Miramont-Sensacq, Montégut, Montfort-en-Chalosse, Pimbo, Port-de-Lanne, Roquefort, Saint-Gein, Saint-Geours-d'Auribat, Saint-Justin, Saint-Sever, Sarron, Sorde-l'Abbaye, Souprosse, Toulouzette, Villenave, Villeneuve-de-Marsan.

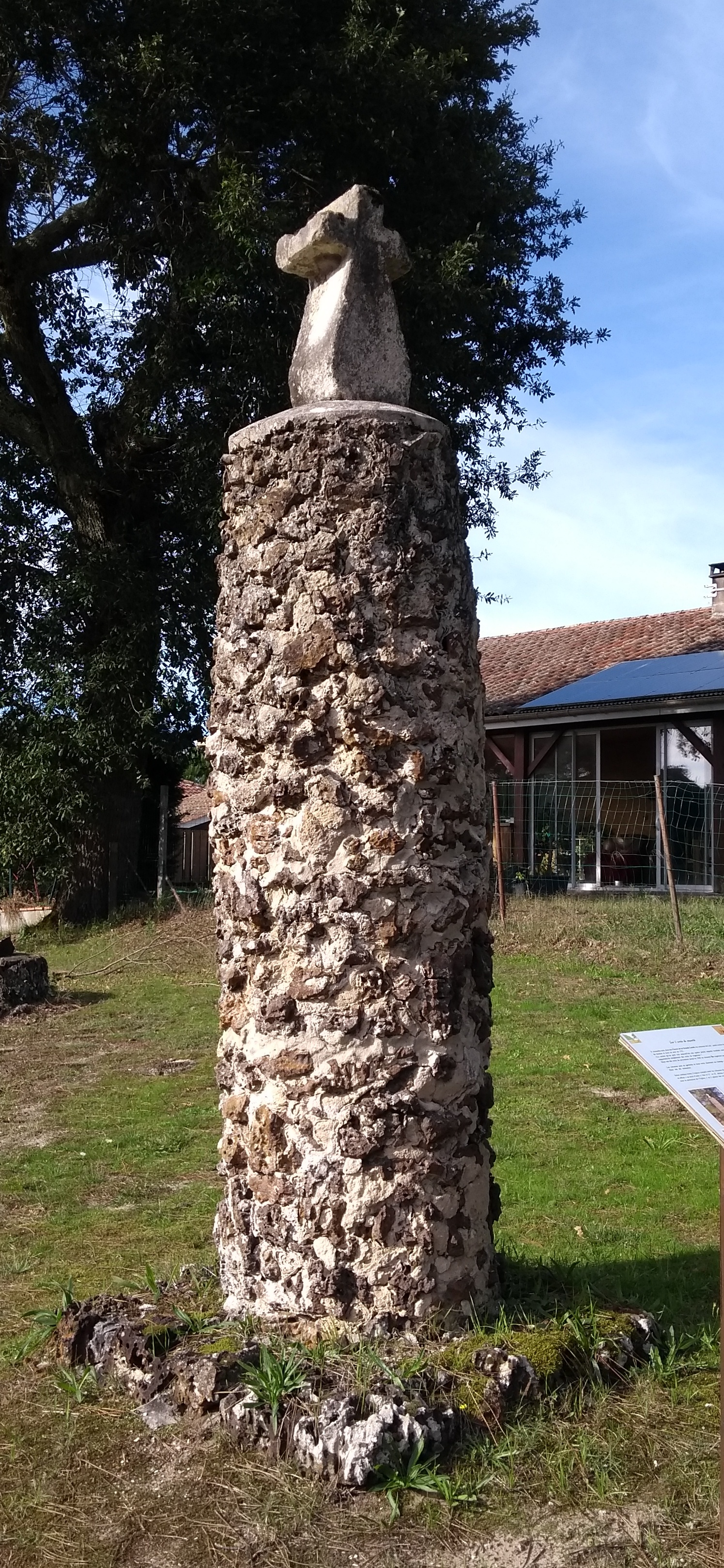
Borne de sauveté de Lüe et sa croix.
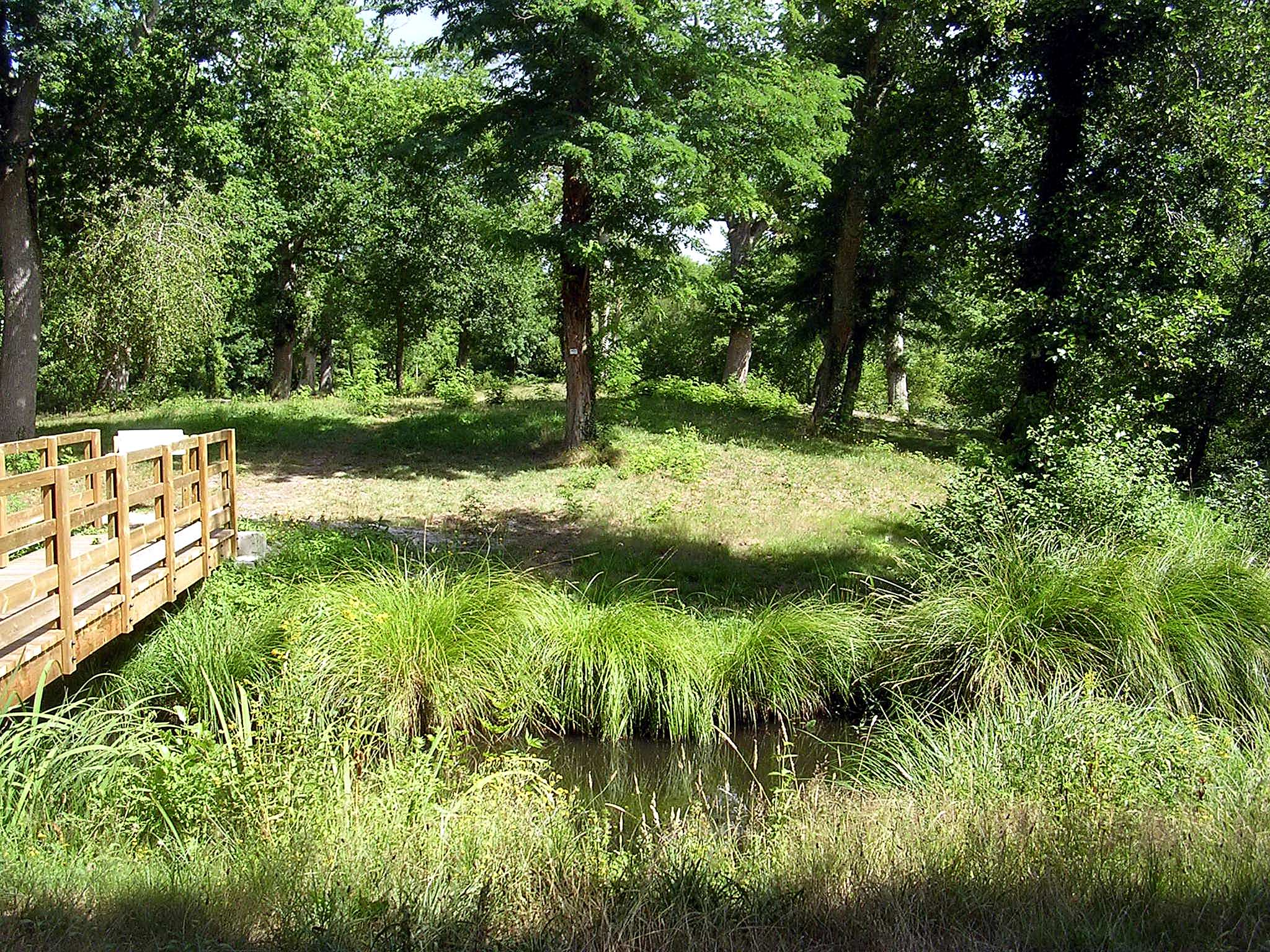
Vestiges de la motte castrale de Saint-Paul-en-Born dite tuc de Houns.
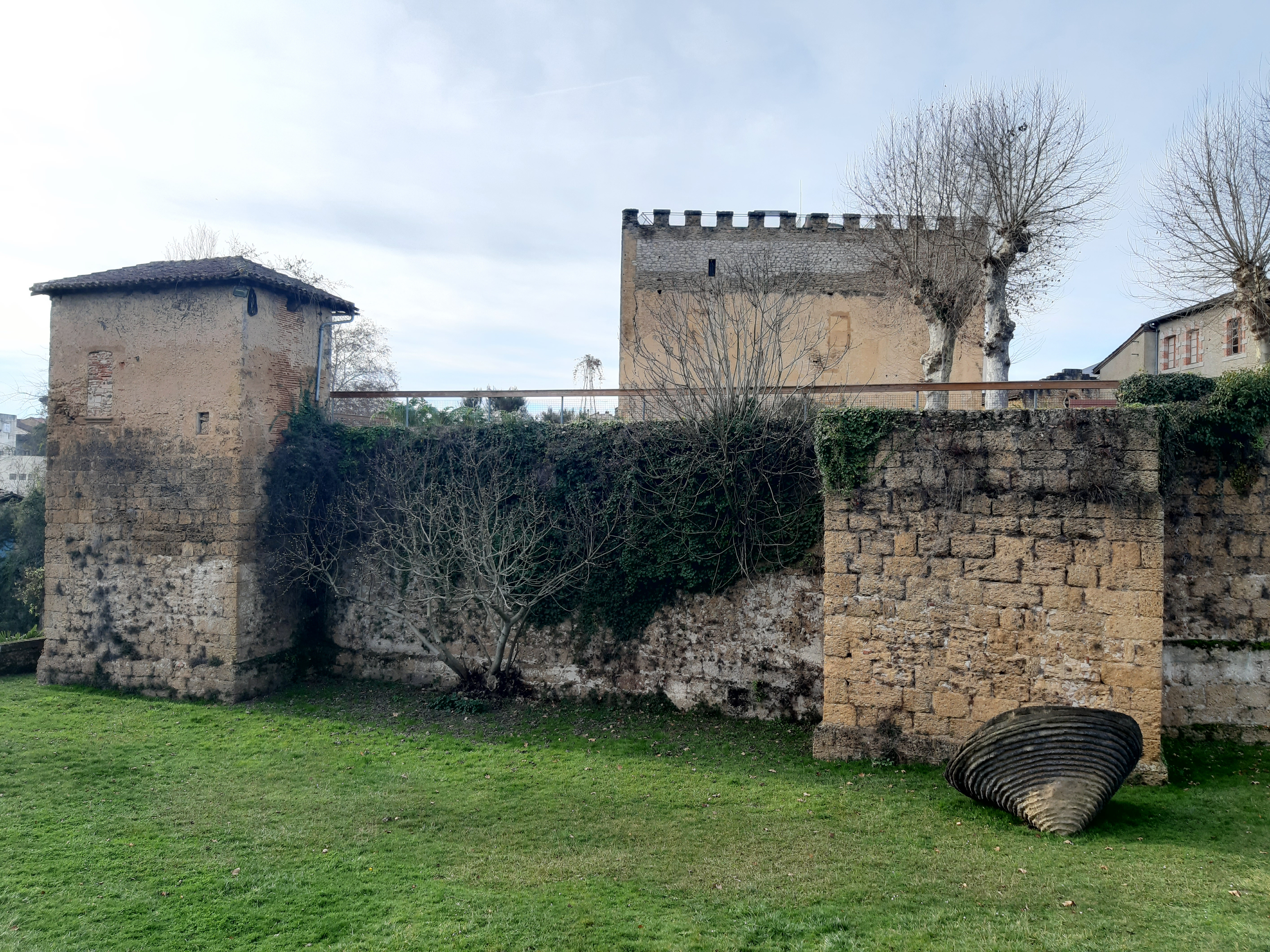
Vestiges des remparts de Mont-de-Marsan.
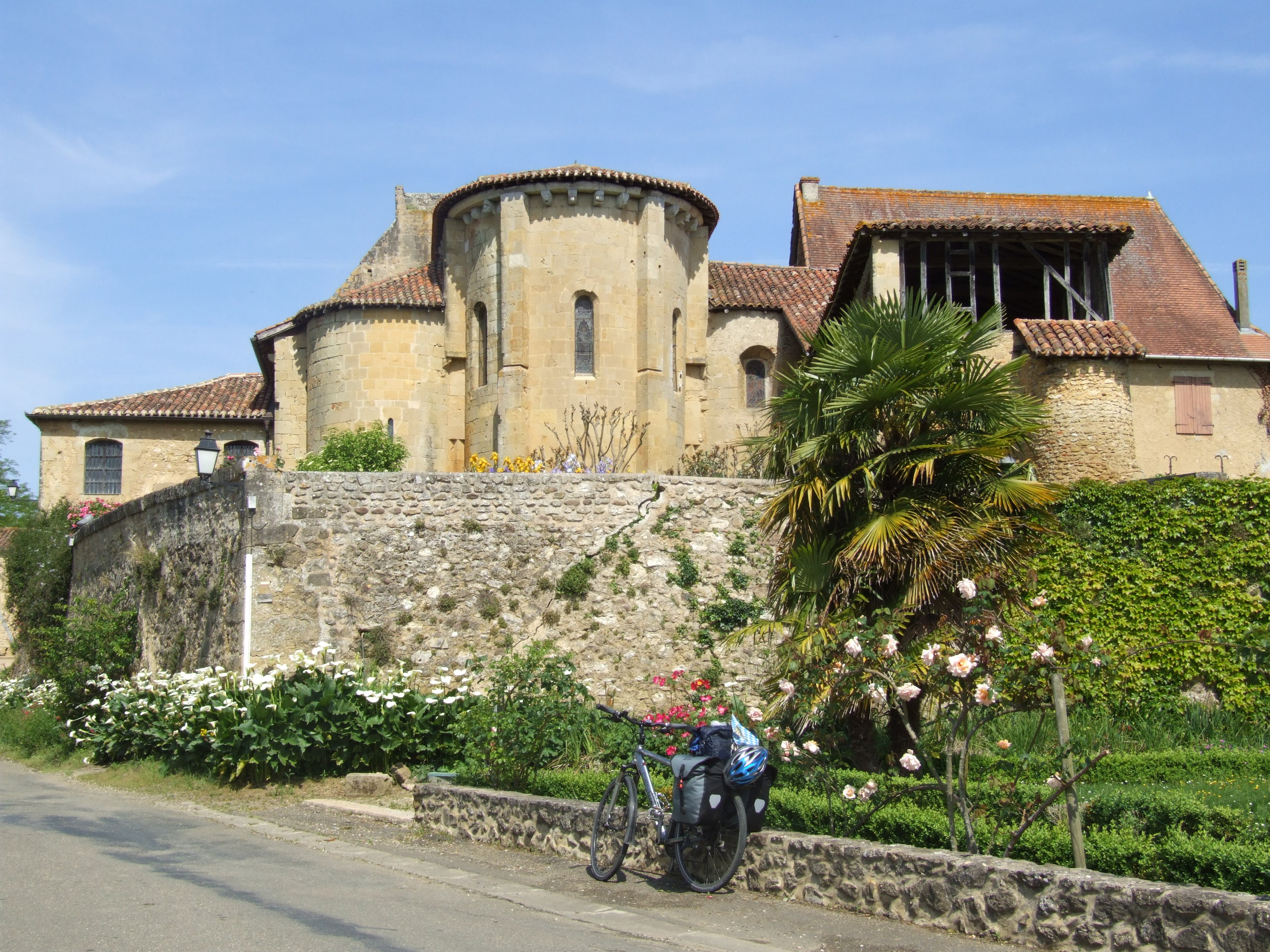
Pimbo, bastide la plus ancienne des Landes.

Sur le plan commercial, dans les Landes de Gascogne où l'habitat est plus dispersé, de vastes foires appelées assemblades réunissent en un lieu de dévotions maquignons, marchands, commerçants, forains et visiteurs en pèlerinage. De cette coutume persistent de nos jours la foire d'Ousse-Suzan à la saint Michel et la fête de Bouricos à la saint Jean-Baptiste.

### Guerre de Cent Ans
À la suite du mariage d'Aliénor d'Aquitaine avec Henri Plantagenêt, devenu Henri II d'Angleterre en 1154, les Landes, constitutives du duché d'Aquitaine, passent sous domination anglaise pendant près de trois siècles. La population trouve refuge derrière les murailles des cités durant les troubles de la guerre de Cent Ans, pendant que s'élevaient des bastides dans les environs. 
Le routier au service de l’Angleterre Pierre de Fontans se fait construire une maison forte près de Brassempouy, devenant un des principaux maillons de la présence anglaise dans la région. Lors d’une campagne éclair contre les routiers gascons en 1387, le duc Louis II de Bourbon prend Brassempouy et Hagetmau. Finalement, avec la trêve de Leulinghem, le pays d'Aicz (Dax) et le pays d'Aire (Aire-sur-l’Adour) sont restitués au roi d’Angleterre. 
L'issue victorieuse du siège de Tartas (1441 et 1442) pour le camp français amorce la fin de la présence anglaise dans les Landes. Les rôles gascons témoignent de l'organisation de la société et de la vie quotidienne de la Gascogne anglaise.

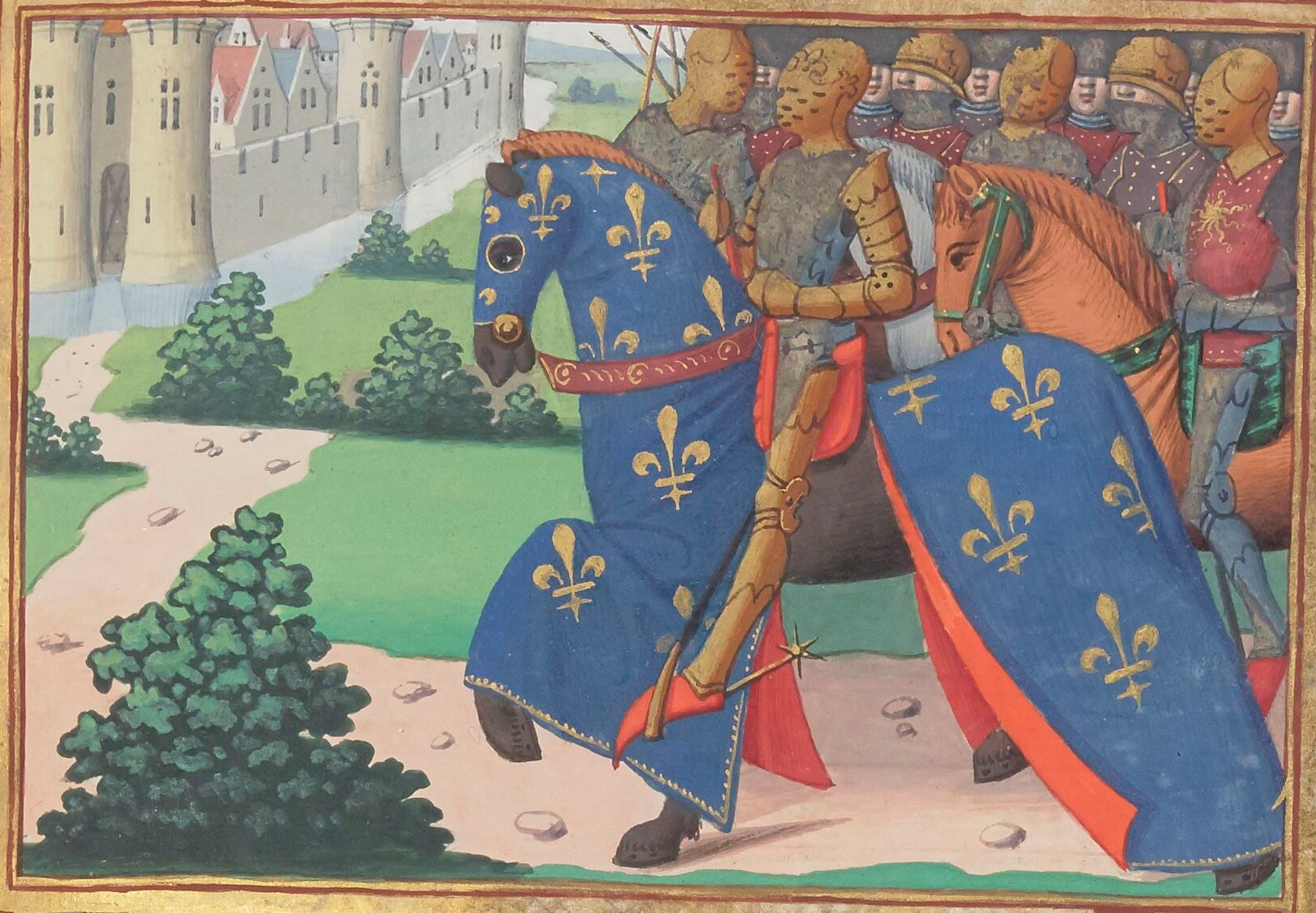
Le siège de Tartas, par Martial d'Auvergne, enluminure issue de l'ouvrage Vigiles de Charles VII, Paris, France, XVe siècle.

## Époque moderne

### XVIesiècle
En 1530, François Ier épouse en secondes noces Éléonore de Habsbourg au couvent des Clarisses de Mont-de-Marsan, . La sœur aînée du roi, Marguerite de Navarre, séjourne souvent au donjon Lacataye de Mont-de-Marsan, son « ermitage ». Connue pour ses dons de poétesse ainsi que sa piété, son esprit d'ouverture et de tolérance religieuse, elle se convertit aux idées portées par la Réforme protestante et y intéresse toute la région. Ces idées sont propagées par des « prédicants » dans toutes les classes de la société. Ainsi sont convertis dans les Landes des religieux à Aire-sur-l'Adour, des nobles comme Charles de Castelnau-Tursan à Geaune, Jehan de Mesmes à Mont-de-Marsan, le sire de Lucbardez, Rolland de Chauveron, seigneur de Benquet, mais également de nombreux magistrats, bourgeois, artisans ou encore paysans.

#### Guerres de religion
Les Landes, en grande partie soumises à l'influence des Albret, subissent les effets de ces bouleversements nationaux liés au mouvent de la Réforme. Après sa mère Marguerite de Navarre, Jeanne d'Albret, attirée par la clarté et l'austérité de cette doctrine, se convertit à la religion réformée. Par l'ordonnance du 19 juillet 1561, elle autorise le calvinisme dans son royaume de Navarre et son duché d'Albret. Si le protestantisme est accueilli favorablement en Navarre et Béarn, la majeure partie de la noblesse de Gascogne reste fidèle à sa foi catholique et au roi de France. La situation devient de ce fait conflictuelle et deux camps ennemis se forment, mêlant fanatisme religieux et enjeux politiques de souveraineté. Il s'ensuit une guerre civile qui va durer trente six ans de 1562 à 1598, décomposée en huit guerres de religion qui marquent profondément les Landes.
Première guerre
La première est déclenchée par le massacre de protestants à  Wassy, en 1562. Blaise de Monluc capture Jehan de Mesme, s'empare de Labastide-d'Armagnac et massacre ses habitants réfugiés dans l'église de Saint-Justin. En 1563, la paix d'Amboise permet à Geaune, Montgaillard, Renung, Meilhan et Arjuzanx) d'exercer librement le nouveau culte. Dans un voyage d'apaisement, dit Grand tour de France, la régente et Charles IX traversent les Landes en 1565. Le souverain et sa cour font notamment étape à Roquefort (8-9 mai), Mont-de-Marsan (9 au 24 mai), Tartas (24 au 28 mai), Dax (28-29 mai) ; puis Peyrehorade (13-14 juillet), à nouveau 
Dax (14 au 17 juillet), Tartas (17-18 juillet), Mont-de-Marsan (18 au 23 juillet) et Cazères-sur-l'Adour (23-24 juillet).
Deuxième guerre
La deuxième guerre dure six mois en 1567. Montluc confie la défense de Dax et Saint-Sever à Bertrand de Poyanne.
Troisième guerre
La troisième, très éprouvante pour les Landes, commence en 1568. Les catholiques fondent la « Sainte Ligue Chrétienne et Royale ». Catherine de Médicis interdit le culte réformé et confisque tous les domaines de Jeanne d'Albret. Les protestants sont battus à Jarnac. À Bordeaux, 579 hérétiques sont condamnés à mort. Parmi eux, 12 landais, dont le seigneur de Benquet, Rolland de Chaveron. Montluc, assisté de Terride, combat en Béarn les troupes de Jeanne d'Albret, commandées par d'Arros. Celle-ci, aidée par l'Angleterre, réunit une nouvelle troupe, confiée à Gabriel de Montgomery. Il ravage diverses régions, dont les Landes. En 1569, il saccage à Aire-sur-l'Adour deux abbayes et massacre deux prêtres. Son coreligionnaire Thoiras pille et brûle en quatre jours trente églises landaises dont Saint-Médard de Mauco. Mont-de-Marsan est prise, la collégiale des chanoines de Saint-Girons à Hagetmau et les bâtiments du couvent des Jacobins de Saint-Sever sont ravagés, ainsi que Nerbis et toute la Chalosse, où deux cents moines et prêtres sont massacrés.
Montluc, après avoir repris Grenade-sur-l'Adour, s'installe à Saint-Maurice. Il reprend Mont-de-Marsan, la saccage et la pille après avoir massacré ses défenseurs. De leur côté, les bandes huguenotes incendient les monastères de Sorde-l'Abbaye et Geaune, ravagent Saint-Justin et Labastide-d'Armagnac, ainsi que l'abbaye de Pontaut à Mant, où le prieur est brûlé vif dans son lit. À la paix de Saint-Germain-en-Laye en 1570, deux cents églises landaises sont détériorées, quatre-vingt-un prêtres massacrés, quatorze mutilés ou rançonnés. Des laïques sont tués à Benquet et Samadet et l'ensemble des Landes est touché.
Le 9 juin 1572, Jeanne d’Albret meurt à Paris, où s'est négocié le mariage de son fils Henri (futur Henri IV) avec Marguerite de Valois (la future reine Margot), sœur du roi. Le 24 août 1572, jour de la Saint Barthélemy, les chefs protestants venus au mariage sont massacrés. C’est un carnage, à Paris mais aussi en province. À Dax, 14 protestants sont abattus. Le roi Charles IX interdit le culte réformé.
Quatrième guerre
En 1573 a lieu la quatrième guerre. À Hagetmau, soixante catholiques sont tués.
Cinquième guerre
La mort de Charles IX en 1574 n’empêche pas la cinquième guerre, qui dure presque deux ans, jusqu’à l'édit de Beaulieu.
Sixième guerre
La sixième guerre en 1576 voit Henri de Navarre combattre en Gascogne. Mont-de-Marsan se montre tolérante. La paix de Bergerac de 1577 ne rétablit pas le calme, notamment dans les Landes. Le couvent des Clarisses de Mont-de-Marsan est saccagé en 1577.
Septième guerre
Henri de Navarre déclare la septième guerre au roi Henri III fin 1579. Mont-de-Marsan est reprise par Bertrand de Poyanne. Le traité de Fleix, signé en 1580, ne rétablit pas une paix durable. Les bandes de pillards sont nombreuses dans la région. Henri de Navarre la parcourt et s'empare de Tartas ainsi que de Mont-de-Marsan fin 1583. En 1584, il devient l'héritier du trône de France.
Huitième guerre
En 1585 éclate la huitième et dernière guerre. Elle va durer treize ans. Elle est marquée par les assassinats de duc de Guise en 1588 et d'Henri III en 1589, la conversion puis le sacre du roi de Navarre sous le nom d'Henri IV avant son entrée à Paris.

#### Fin des guerres de religion
En 1598, le roi signe l'édit de Nantes, qui accorde de nombreux avantages aux réformés. La France a retrouvé son calme lorsque François Ravaillac l'assassine en 1610. Les Landes retrouvent la paix, et s'amorce alors le mouvement de la Contre-Réforme qui se matérialise par l'embellissement de nombreuses églises que l'on restaure, agrandit et décore surabondamment. Le style baroque s'impose dans les lieux de culte les plus modestes à travers l'édification de maîtres-autels parfois somptueux. Afin d'éviter que Mont-de-Marsan ne redevienne une place forte huguenote comme La Rochelle, et en réaction au soulèvement dirigé par le marquis huguenot Antonin de Castelnau, le roi Louis XIII envoie une ordonnance datée du 24 mai 1627 au lieutenant général de la ville, Adam de Prugue ainsi qu'au maire de Mont-de-Marsan, exigeant le « rasement et démolition de fond en comble du château de Nolibos et des Tenailles.

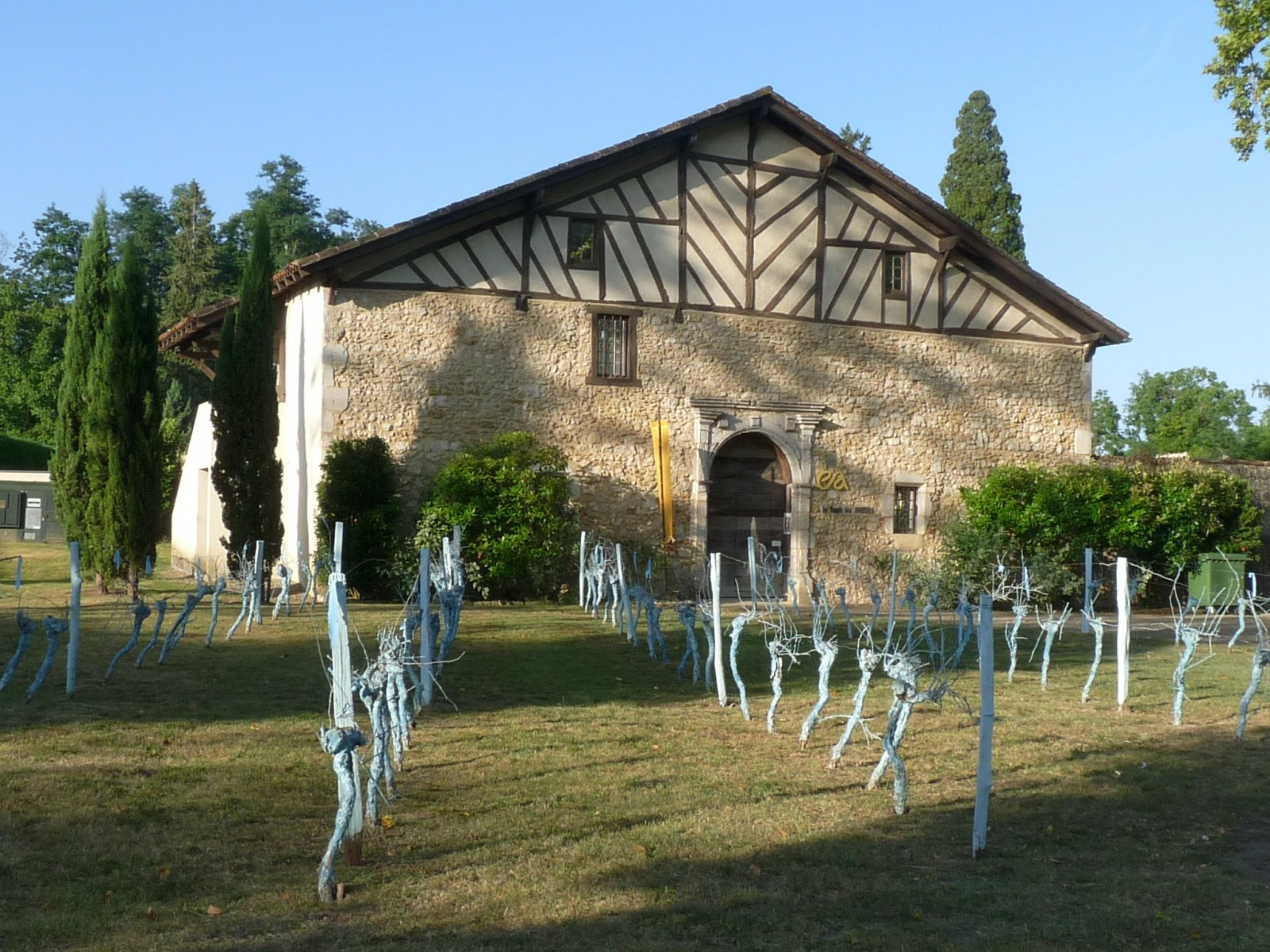
Temple des Bastides, à Labastide-d'Armagnac, fondé en 1607 après les guerres de religions sous le règne d'Henri IV.
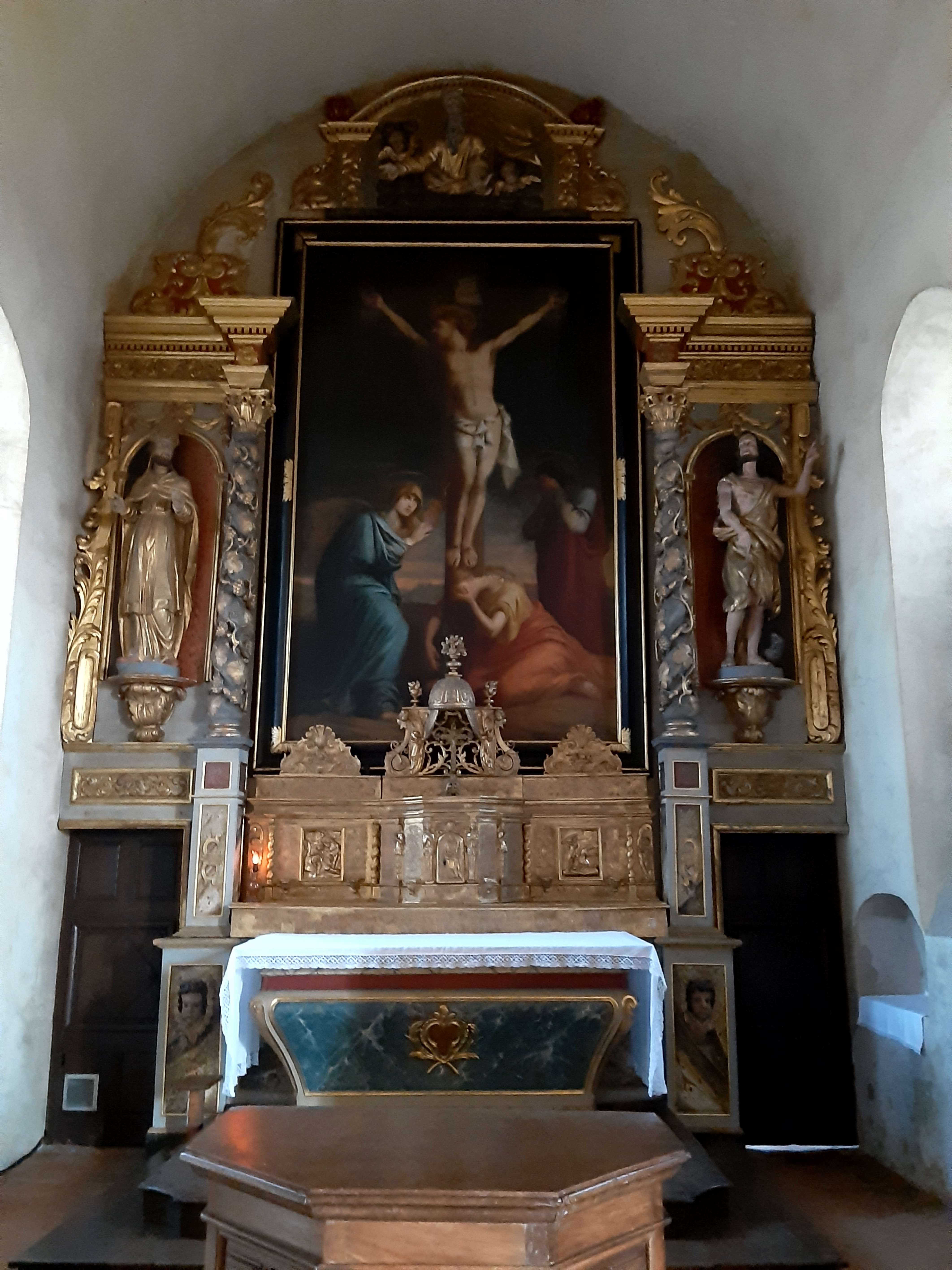
Retable baroque de l'église Saint-Médard-de-Beausse.

### XVIIesiècle
Fondée à Milan en 1530, la congrégation des Barnabites gagne le Béarn en 1608 et les Landes en 1639, où elle établit un premier collège à Dax. La municipalité de Mont-de-Marsan signe avec elle un accord le 20 septembre 1656 à la suite duquel le couvent des Barnabites est fondé en 1657 pour l'enseignement des garçons, celui des filles étant assuré en 1658 par les religieuses du couvent des Ursulines.
De 1664 à 1670, Bernard d'Audijos se révolte contre la gabelle du sel imposée par Jean-Baptiste Colbert. Avec ses « Invisibles », de simples paysans locaux exaspérés par cet impôt, il assaille les convois royaux avant de se replier dans les forêts des environs d'Hagetmau.
En 1660, Louis XIV et l'infante Marie-Thérèse d'Autriche se marient le 9 juin 1660 en l'église Saint-Jean-Baptiste de Saint-Jean-de-Luz. Le passage de la cour à Mont-de-Marsan sur le chemin aller s'effectue du 27 au 29 avril 1660. Retournant à Paris, le roi et sa cour passent par Dax, Tartas (18 juin 1660) puis Mont-de-Marsan les 19 et 20 juin 1660. En 1696, l'hôpital de la ville de Mont-de-Marsan, qui prendra ultérieurement le nom d'hôpital Lesbazeilles, est fondé. Sa vocation est autant de contenir la mendicité résultant de la monté de l'indigence en raison des guerres menées par Louis XIV que de soigner les malades.

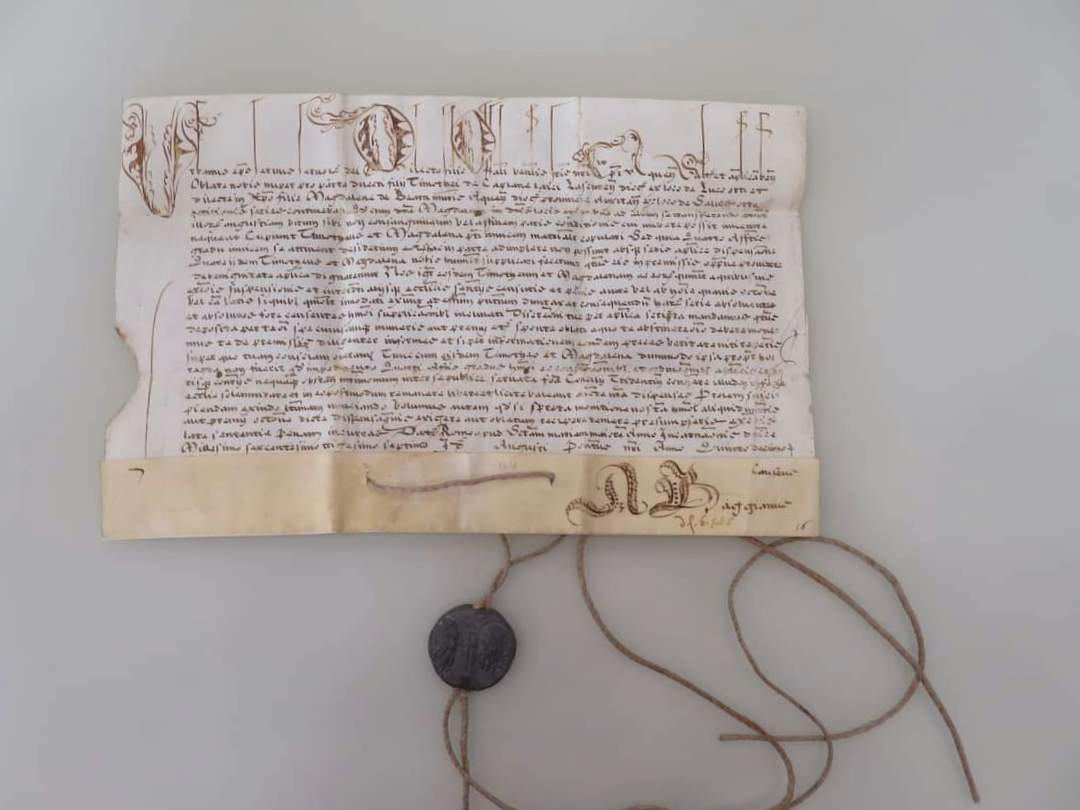
Bulle du pape Urbain VIII à l'évêque des Landes en 1638.

## Époque contemporaine

### XVIIIesiècle
Développement de l'économie rurale
Une proto-industrialisation se met en place dès le Moyen Âge, comme en témoignent de petites entreprises en milieu rural de production de poterie de Cagnotte ou de poterie de Castandet. Le mouvement se poursuit et s'amplifie au cours du XVIIIe siècle. Il est le fait d'aristocrates soucieux de valoriser leur domaine et d'en exploiter les ressources pour en tirer de meilleurs revenus. C'est notamment le cas du baron du Bouzet de Roquépine, qui crée en 1730 la faïencerie de Samadet, du marquis de Lur-Saluces qui fonde en 1759 la forge d'Uza ou du comte de Rollye qui établit la manufacture de porcelaine de Pontenx en 1772. Après la révolution française, certaines de ces industries naissantes sont développées par une bourgeoisie d'affaire (à l'exemple de Dominique Larreillet et de son fils Adolphe Larreillet), qui fait notamment prospérer l'industrie de la sidérurgie dans les Landes. Encouragée par la pensée des Lumières, l'agriculture réalise elle-aussi des progrès. C'est ainsi que le gentilhomme Jean-François Capot de Feuillide (1750-1794) fait drainer ses marais du Gabardan pour y créer de nouvelles métairies.

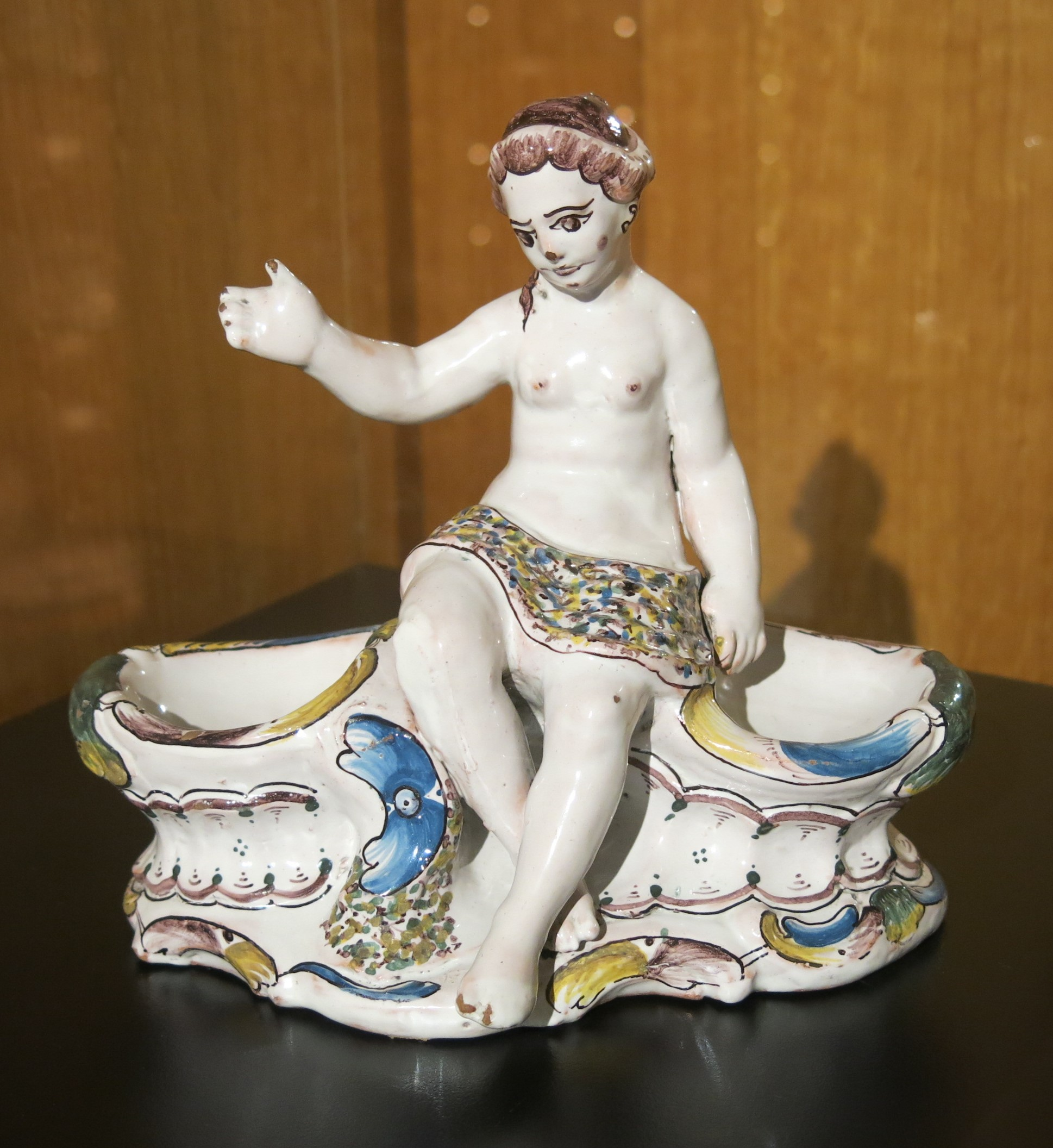
Faïence de Samadet, salière double à motif de Vénus (1770-1790).
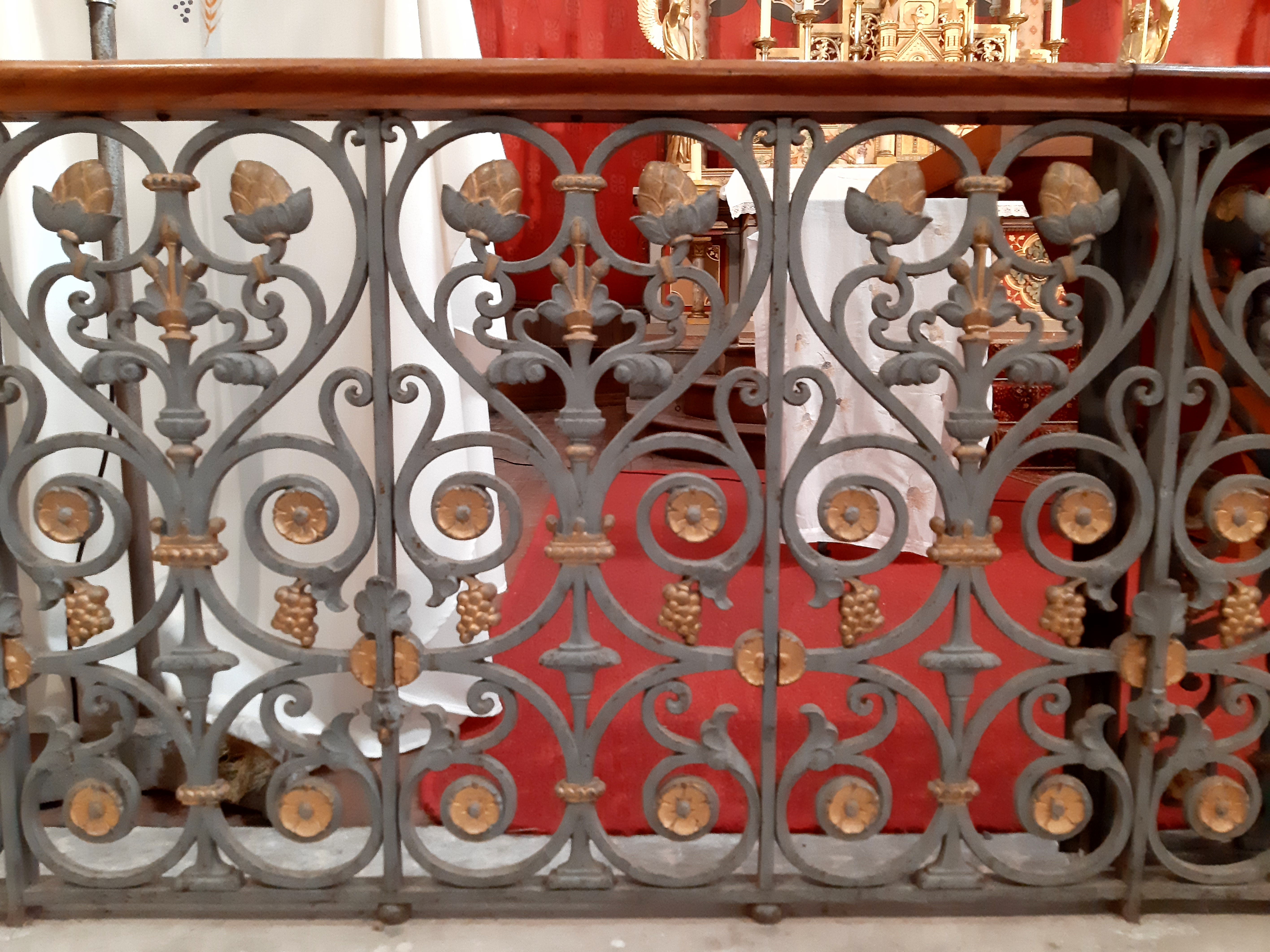
Ouvrage de ferronnerie en l'église Saint-Louis d'Uza, réalisé à la forge d'Uza.
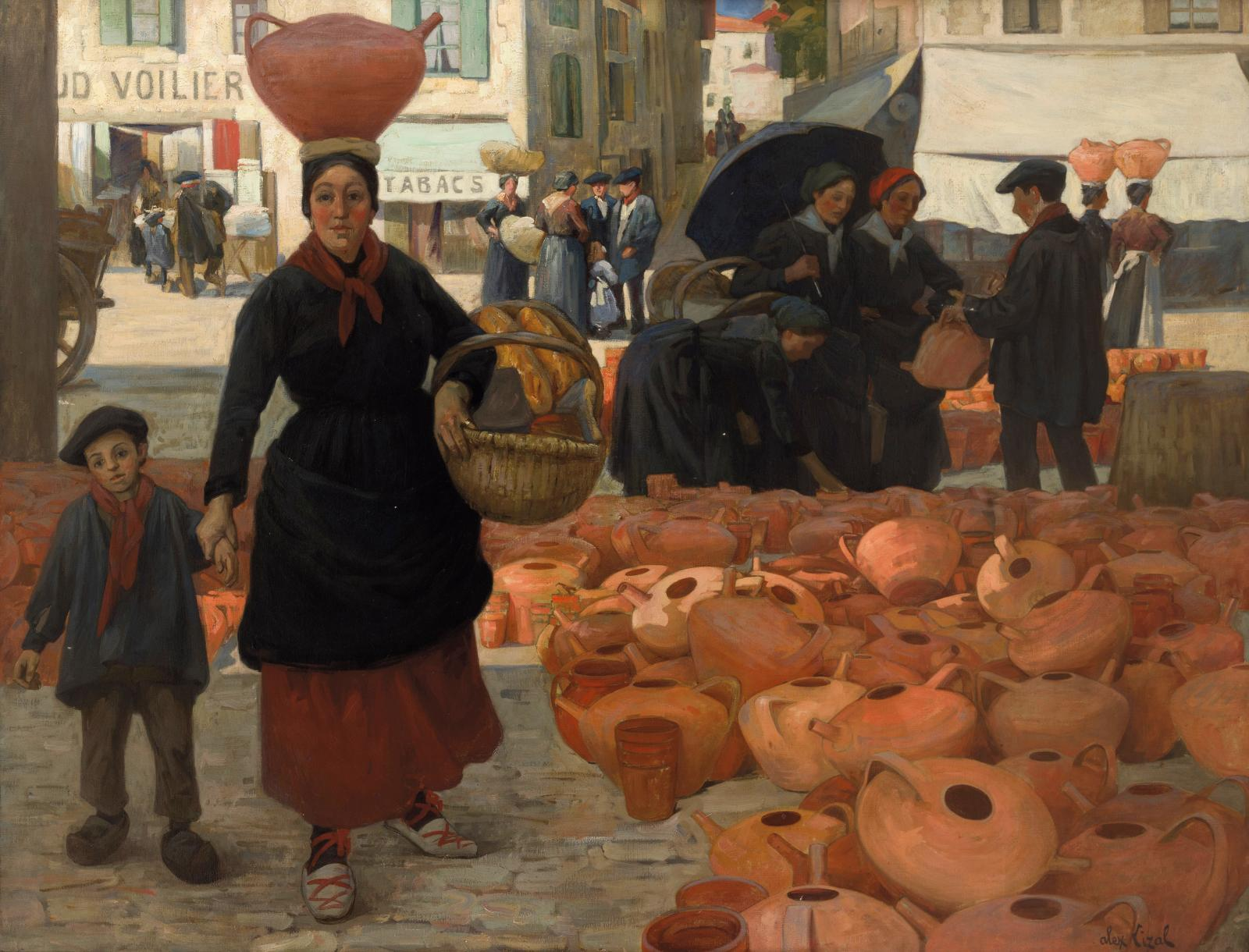
Le Marché aux cruches à Dax par Alex Lizal, 1903. Les poteries de l'étal sont des pégas de type « Cagnotte ».

Révolution française
À la Révolution française, les départements sont créés le 4 mars 1790 par l'Assemblée constituante afin de remplacer les anciens territoires du royaume de France. Le département des Landes est érigé à cette époque, à partir d'ensembles hétérogènes, situés de part et d'autre de l'Adour. Il est le seul à recevoir un nom tiré d'une formation végétale. Mont-de-Marsan est choisie comme préfecture au détriment d'autres cités comme Dax ou Tartas, notamment grâce à la détermination du député Antoine Dufau ; Dax devient sous-préfecture.
De 1791 à 1793, les quatre districts (Dax, Mont-de-Marsan, Saint-Sever et Tartas) du département des Landes fournissent six bataillons de volontaires nationaux pendant la Révolution. Un nombre très limité d'exécutions capitales sont dénombrées et celles qui sont prononcées sont principalement destinées à produire un effet dissuasif chez les ecclésiastiques réfractaires à la constitution civile du clergé. Ainsi, pendant la Terreur, six prêtres réfractaires, un diacre, une jeune fille accusée de complicité ont la tête tranchée à Saint-Sever, Tartas ou Mont-de-Marsan. C'est la même guillotine  et le même échafaud qui sont utilisés dans ces différentes villes. Ils sont réalisés par les charpentiers Pierre et Michel Siosse, lauréats d'une procédure de mise en concurrence, en suivant les plans fournis par l'ingénieur en chef du département des ponts-et-chaussées, Claude-Antoine Gagelin. Les éléments numérotés sont démontés et transportés de ville en ville au gré des besoins. A Mont-de-Marsan, échafaud et guillotine sont installés à deux reprises place Saint-Roch. Le premier condamné est Dominique Cabiro, curé de Samadet, exécuté le 29 octobre 1793. A Dax, la religieuse Marguerite Rutan est guillotinée le 9 avril 1794. Dans un même temps, quelques communes sont renommées de manière éphémère pour gommer ce qui pourrait rappleler l'ancien régime ou la vie des saints : Mont-de-Marsan devient ainsi Mont-Marat (en hommage à Jean-Paul Marat), Saint-Sever devient Montadour et Capbreton devient Brutus.
Entre la fin du XVIIIe siècle et le Premier Empire au début du siècle suivant, quelques Landais se distinguent :
- Simon d'Artigues, originaire de Grenade-sur-l'Adour, participe à la Guerre d'indépendance des États-Unis ;
- Roger Ducos, originaire de Montfort-en-Chalosse, participe au coup d'État du 18 brumaire an VIII (9 novembre 1799) avant d'être nommé consul provisoire (avec Napoléon Bonaparte et l'abbé Sieyès) ;
- Jean-Baptiste Papin, natif d'Aire, exerce des fonctions politiques qui lui valent l'honneur d'être inhumé au Panthéon ;
- Le général Lamarque compte parmi les piliers de Napoléon. A ce titre, son nom est gravé  sous l'arc de triomphe.

### XIXesiècle
Mont-de-Marsan - ville préfecture
La ville change peu de visage pendant la période révolutionnaire (1789-1799), hormis la vente du couvent des Cordeliers en différents lots. Durant cette période, la continuité des services attachés au nouveau statut de chef-lieu de département (préfecture, justice, prison, conseil général, etc.) est assurée grâce au réemploi de bâtiments existants (Conseil général dans le couvent des Barnabites, palais de justice dans le château Vieux, prison et gendarmerie dans le couvent des Clarisses, caserne dans le couvent des Ursulines, etc.). Le 13 avril 1808, Napoléon Ier fait étape à l'hôtel Papin de Mont-de-Marsan sur sa route vers Bayonne, à la suite de quoi il rédige le 12 juillet 1808 un décret favorable à l'aménagement des Landes et en particulier de sa préfecture. Forte de ce décret, la ville de Mont-de-Marsan arase au cours du Premier Empire bâtiments conventuels et vestiges de fortifications devenues obsolètes, tournant le dos à ses origines médiévales et libérant l'espace foncier nécessaire pour édifier des bâtiments dignes de son statut, affirmant ainsi sa vocation administrative et tertiaire, essentiellement sous la responsabilité de l'architecte et urbaniste David-François Panay : prison de Mont-de-Marsan (1809), palais de justice de Mont-de-Marsan (1811), gendarmerie de Mont-de-Marsan (1816), préfecture des Landes (1818).
Anthropologie et ethnologie
Les physiocrates prônent l'accroissement de la richesse par le progrès agricole. Ils ont notamment le souci de nourrir la population croissante par l'agrandissement des surfaces cultivables, rendant nécessaire l'assainissement des marais afin de pouvoir les exploiter. Les étendues marécageuses des Landes de Gascogne se prêtent à cette réflexion. Ce courant de pensée prépare les esprits à la nécessité de « coloniser » ce territoire métropolitain pour le bien même de ses habitants, ces derniers n'ayant pas réussi jusque-là à le mettre en culture de manière jugée satisfaisante. La Haute-Lande et les Landais qui y vivent principalement du maigre système agro-pastoral dans les Landes de Gascogne, font alors l'objet des descriptions suivantes :
« Les habitants des Landes sont des espèces de sauvages, par la figure, par l'humeur et par l'esprit. Ils ont tous le visage jaune et plombé; leurs vêtements sont faits de peaux de mouton ». (L'intendant de Guyenne de 1709 à 1720, Guillaume-Urbain de Lamoignon de Courson, 1714)
« L'air est très malsain dans tous les lieux qui bordent les marais et les étangs. Dans l'été et surtout dans l'automne, les naturels mêmes du pays y sont incommodés de violents maux de tête et de fièvres très difficiles à extirper ». (Guillaume Desbiey, 1776)
« Les paysans landais sont peu civilisés ; le genre de vie qu'ils mènent les rend tout à fait rustiques et presque sauvages. Ils vivent seuls et comme ignorés du genre humain ». (Jacques Grasset de Saint-Sauveur, 1798)
« Le Landais forme dans le département une peuplade à part, il est inaccessible aux tendres émotions de l'âme ». (Jean Thore, 1810)
« Je comparai ces grands espaces vagues aux plaines incultes de l'Afrique ». (Colonel Lugan, 1836)
Assainissement et mise en valeur
Fréquemment assimilées à des étendues dépeuplées, les terres landaises souffrent jusqu'au milieu du XIXe siècle d'une image de désert et de dénuement, un « Sahara français, poudré de sable blanc » tel que décrit dans les premiers vers du poème de Théophile Gautier, Le Pin des Landes, écrit en 1840. La mise en valeur du territoire opérée essentiellement au cours du Second Empire s'articule en deux temps :
- la fixation des dunes en Aquitaine, pilotée dès la fin du XVIIIe siècle par Nicolas Brémontier, met fin aux menaces d'ensablement et d'inondation pesant sur les communes du littoral. La flore des dunes d'Aquitaine contribue au maintien de ce milieu fragile et mouvant ;
- la loi du 19 juin 1857 voulue par Napoléon III, également appelée loi d'assainissement et de mise en culture des Landes de Gascogne, encourage le drainage, la plantation de pins, le développement de l'économie sylvicole, tout en condamnant en l'espace d'une génération le système agro-pastoral. Cette profonde mutation socio-économique ne se fait pas sans heurts et les gemmeurs remplacent peu à peu les bergers landais.

L'objectif de créer une riche contrée là où il n'y avait qu'un désert est atteint, ce qui fait dire au géographe Élisée Reclus : 
« Le territoire français s'est enrichi de toute une province. Et, pour avoir été pacifique, pour n'avoir point coûté de sang, cette conquête des Landes n'en sera pas moins utile et moins durable que celle de bien des colonies lointaines achetées au prix de milliers de précieuses vies ».
Le couple impérial formé par Napoléon III et Eugénie de Montijo s'attachent à la région, qu'ils connaissent en voisin puisque Biarritz est leur lieu de villégiature. L'empereur crée la station thermale d'Eugénie-les-Bains, ainsi nommée en hommage à son épouse, commande la modernisation du port de Capbreton, la construction du phare de Contis, de canaux, routes et de ponts et fonde en 1857 le domaine impérial de Solférino, entreprises qui collent à son image, lui qui déclare :
« Mes amis les plus sincères ne sont pas dans les palais, ils sont sous les chaumes, ils ne sont pas sous les lambris dorés, ils sont dans les ateliers, les campagnes ».
En 1852, la corrida acquiert droit de cité en France lorsque Eugénie de Montijo assiste à Saint-Esprit, alors commune des Landes, à une course de taureaux « corsée à l'espagnole » par la mise à mort de l'animal. Les 21, 22 et 24 août 1853, des corridas s'y déroulent à nouveau, cette fois-ci en présence du couple impérial. 

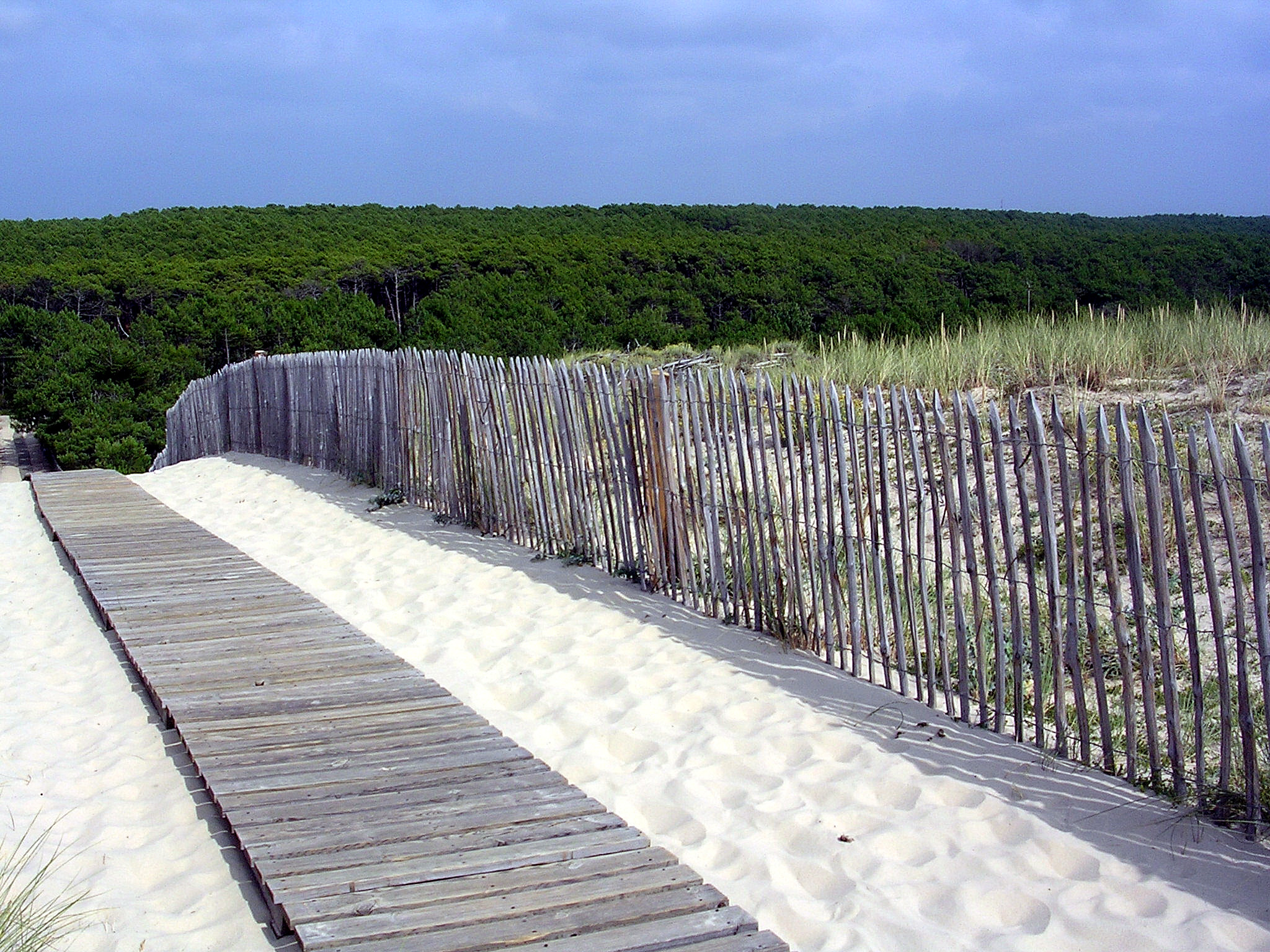
Dune et forêt rétro littorale des Landes.
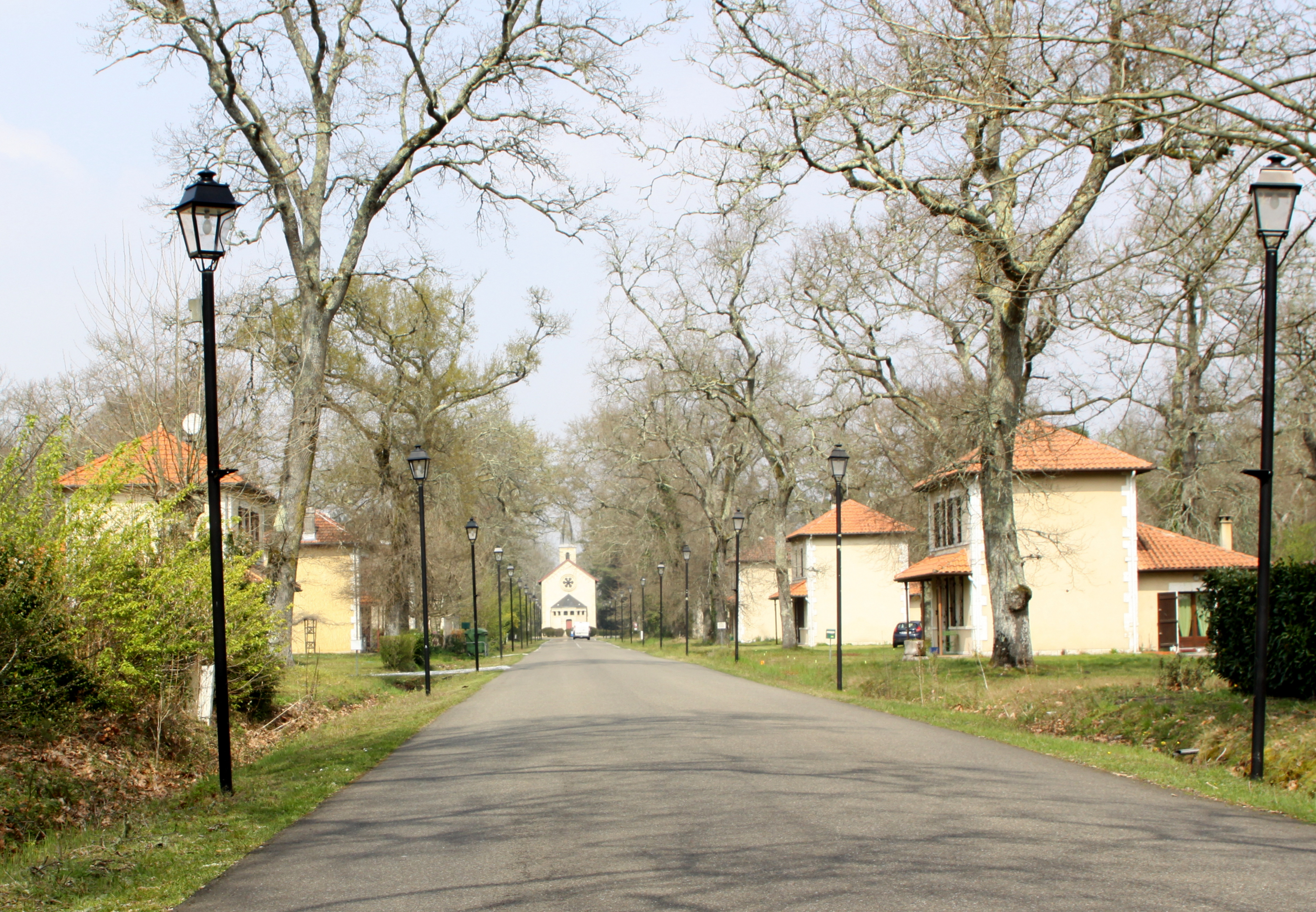
Domaine impérial de Solférino.
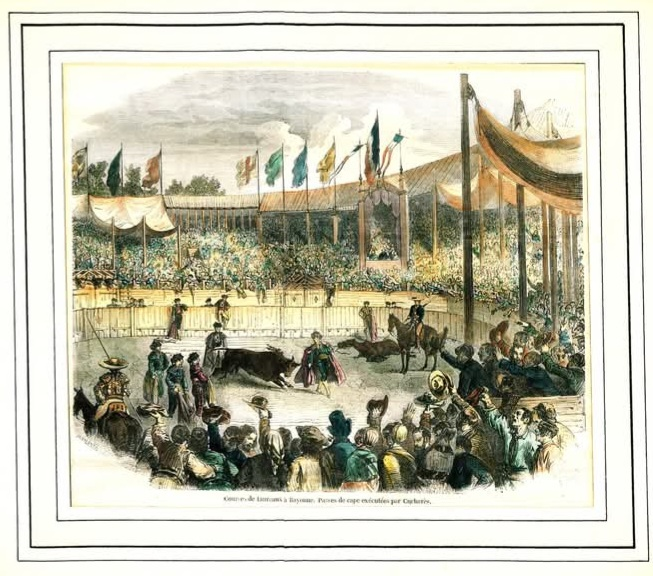
Gravure de la première corrida de l'époque moderne en France organisée le 21 août 1853 sur la place de la Course à Saint-Esprit, alors commune du département des Landes.

Mutations économiques et sociales
L'avènement du transport ferroviaire de marchandises et de passagers entraîne de profondes mutations économiques et sociales. La ligne de Bordeaux à Bayonne traverse le département : le tronçon de Lamothe à Dax est inauguré le 12 novembre 1854 et celui de Dax à Bayonne, le 25 mars 1855. La gare de Mont-de-Marsan, raccordée via la ligne secondaire à Morcenx, est mise en service le 6 septembre 1857.
Des personnalités telles que le marquis de Cornulier (1789-1862) œuvrent pour le développement économique et social de la région pendant la révolution industrielle. L'économiste Frédéric Bastiat (1801-1850), dont la famille est originaire de Mugron, développe une pensée libérale, caractérisée par la défense du libre-échange ou de la concurrence et l'opposition au socialisme et au colonialisme. L'ethnographe et photographe Félix Arnaudin (1844-1921), sauve de l'oubli la société de la Haute-Lande alors en pleine mutation par des recueils de contes et des photographies de paysages et d'habitants avant la disparition du système agro-pastoral et la généralisation de la forêt des Landes. Dans les villages de la Haute-Lande, la vie politique s'anime dans les cercles de Gascogne, apparus aux lendemains de la Révolution française.

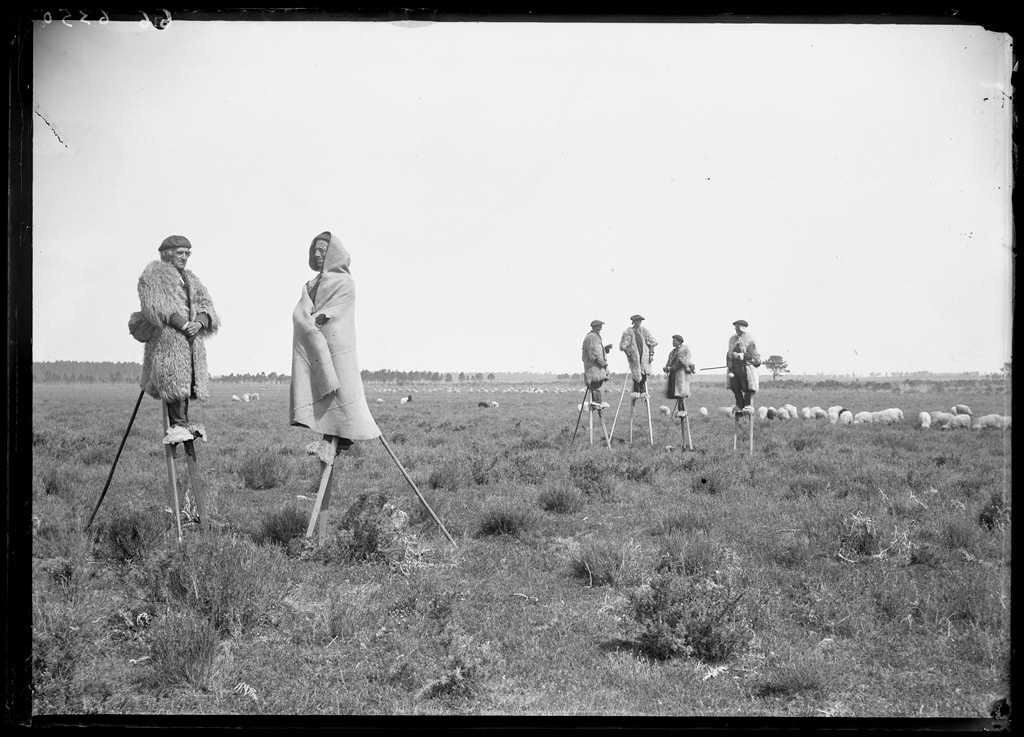
Commensacq, la Mouleyre. Bergers avec cape ou pelisse sur échasses. Photo de Félix Arnaudin.
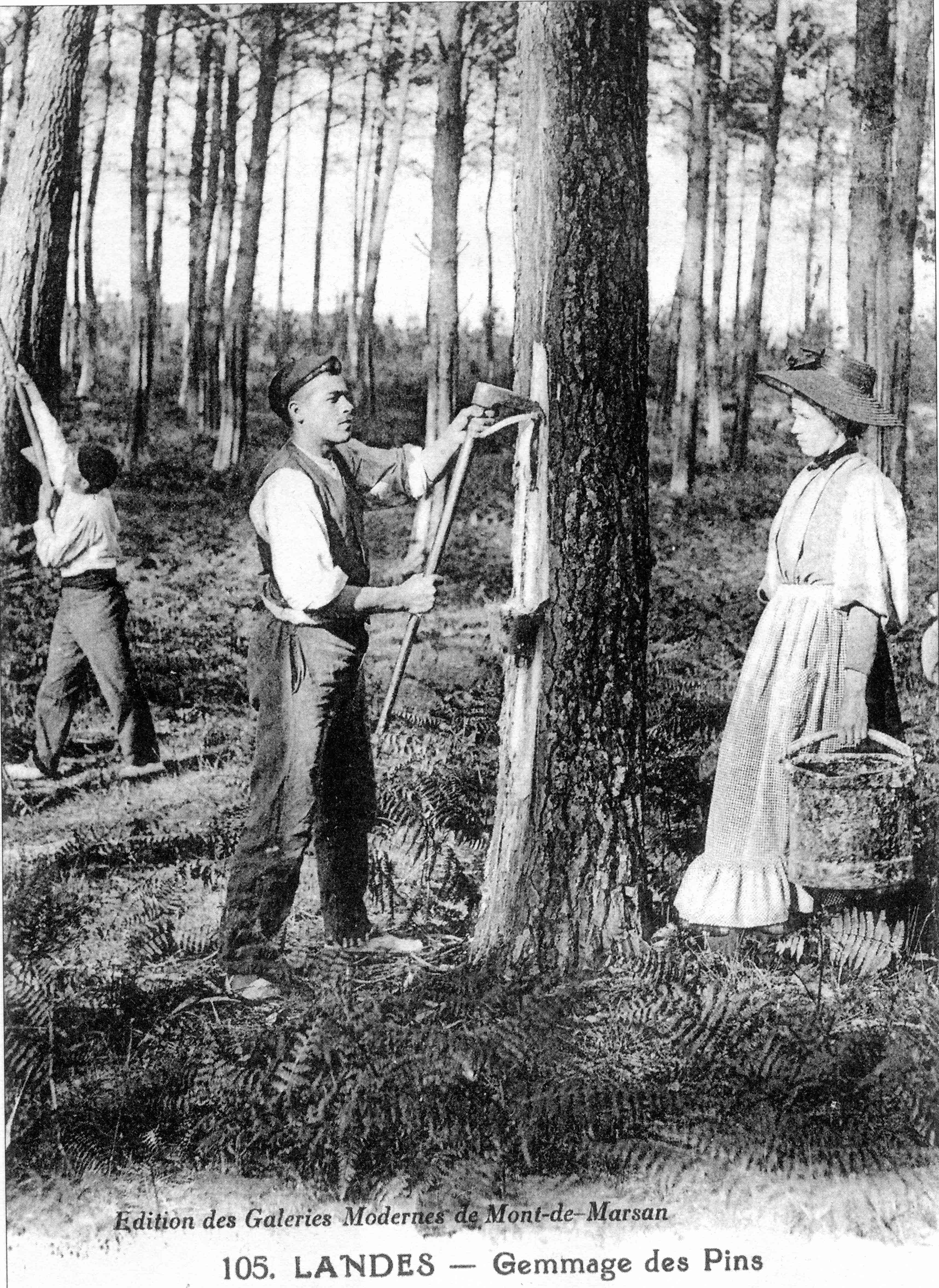
Gemmage des pins.
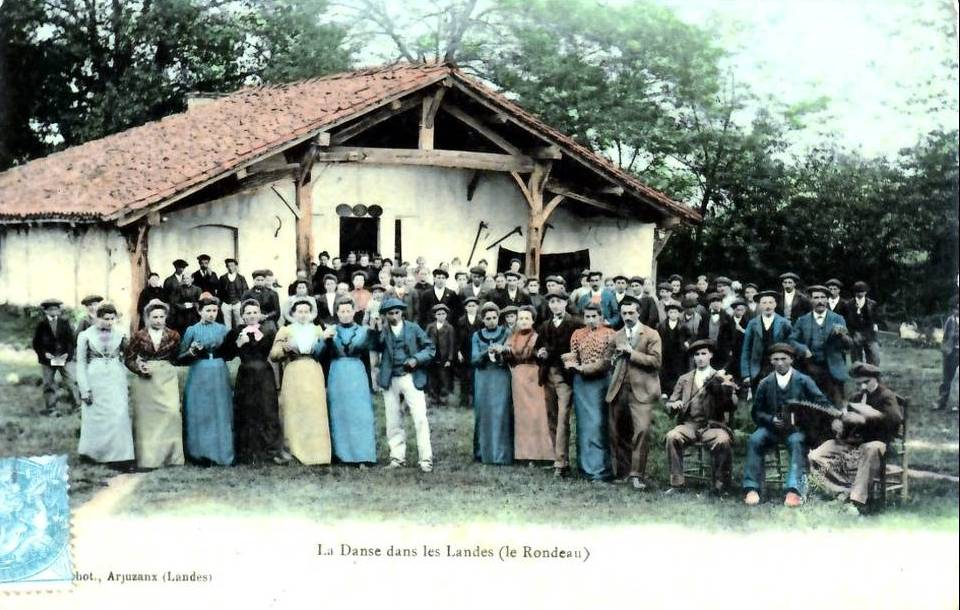
Villageois dansant le rondeau devant une maison landaise. Photo de Ferdinand Bernède.

Enseignement
Afin d'accompagner ces changements, le département se dote d'établissements d'enseignement secondaire et supérieur, tels que l'école normale de Dax en 1834 pour les garçons, le lycée Victor-Duruy en 1866 et l'école normale de Mont-de-Marsan en 1886 pour les filles. Le sport fait partie intégrante dès la fin du XIXe siècle de l'enseignement dans les lycées, qui fondent des associations sportives de rugby, cousin de la barette aquitaine, d'où émaneront des clubs comme Union sportive dacquoise en 1904 et le Stade montois en 1908.

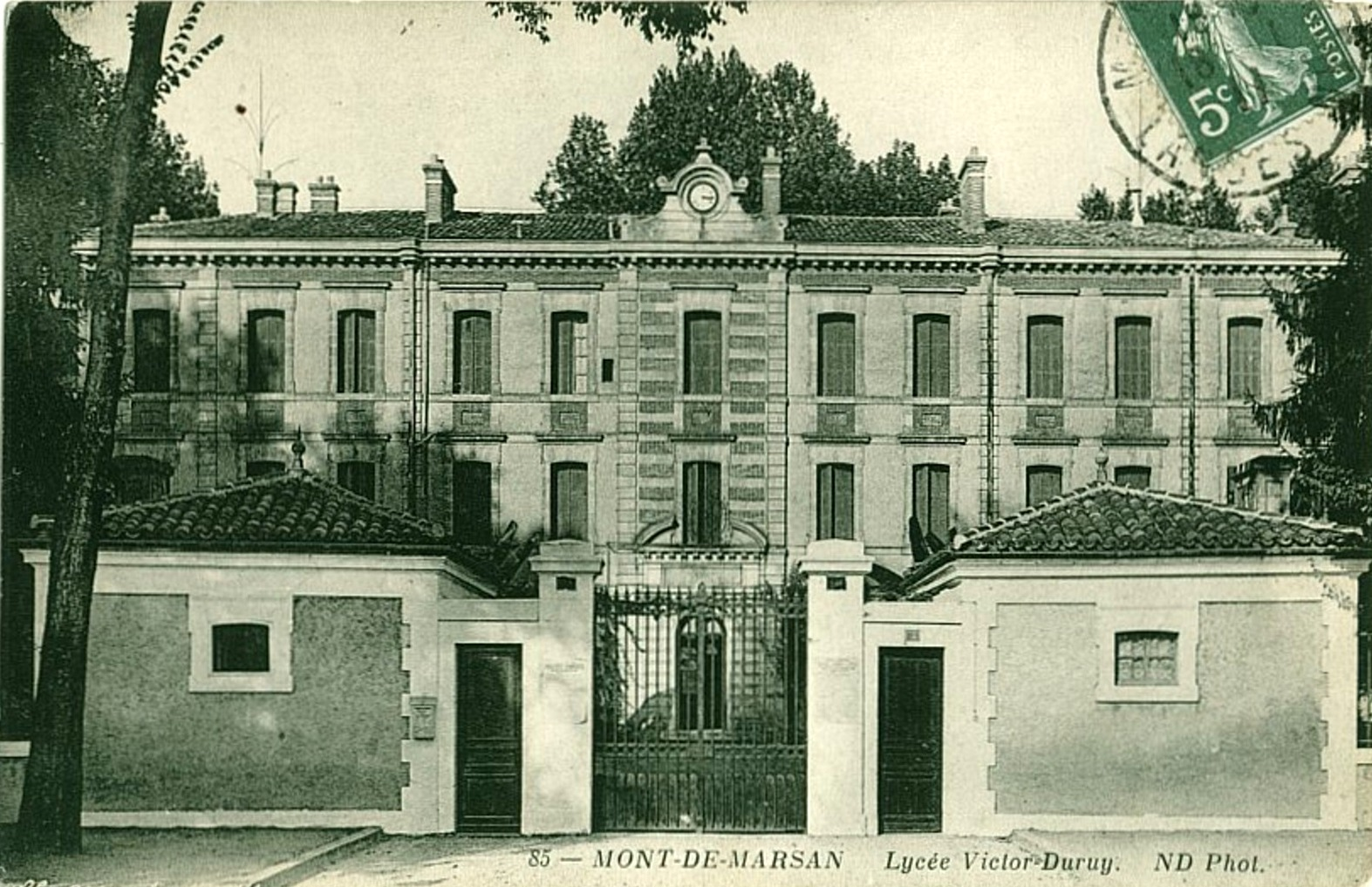
Lycée Victor-Duruy.
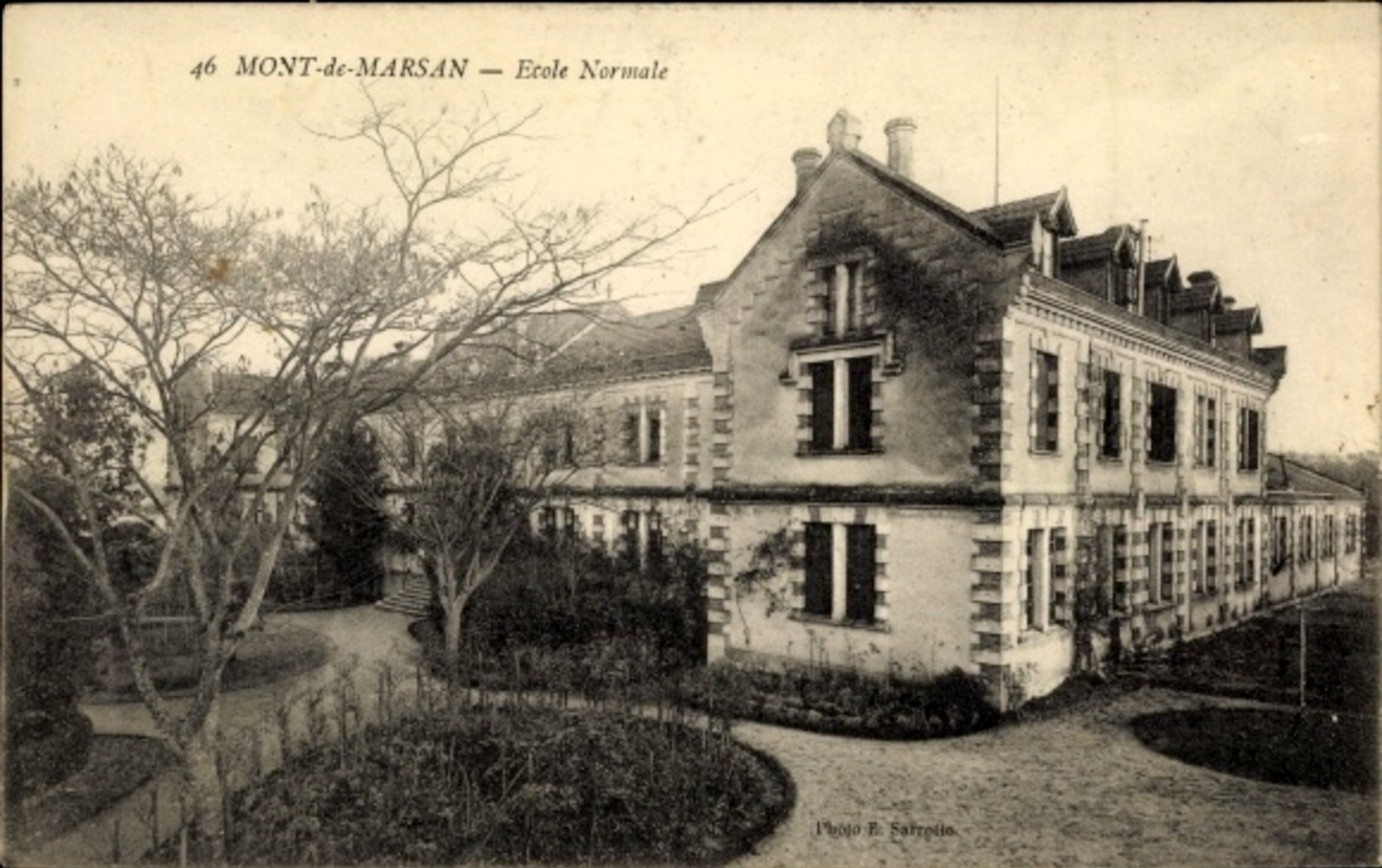
École normale de filles.

### XXesiècle
Belle Époque
Les progrès du transport ferroviaire tout au long de la seconde moitié du XIXe siècle ont raison du port de Mont-de-Marsan, actif depuis le XIIe siècle et qui cesse toute activité en 1903. Les Landes bénéficient de la plus grande plage de France, avec 106 km de sable fin, entre les stations de Biarritz et d'Arcachon. Profitant de sa situation géographique, le département voit à son tour le tourisme balnéaire éclore dès la fin du XIXe siècle, d'abord à des fins thérapeutiques (le préventorium Sainte-Eugénie est inauguré à Capbreton dès 1888), notamment grâce à la fixation de ses dunes, la stabilisation des courants landais et le développement du chemin de fer. Son littoral est baptisé Côte d'Argent en 1905. Le développement économique s'accompagne de l'implantation de grands magasins, comme les Galeries Lafayette à Dax ou les Nouvelles Galeries de Mont-de-Marsan en 1910. La santé publique fait également des progrès et l'hôpital Sainte-Anne, premier établissement psychiatrique du département, est créé par décision du Conseil général des Landes et ouvre en 1912.
Première Guerre mondiale
Bien qu'étant éloigné des combats, le département des Landes est affecté par le conflit. Dès le début de la mobilisation française en août 1914, 9000 hommes du 34e régiment d'infanterie, 234e régiment d'infanterie et 141e régiment d'infanterie territoriale partent de la caserne Bosquet de Mont-de-Marsan vers le front. Dans leurs rangs se trouve le dessinateur Marcel Canguilhem, incorporé en décembre 1914 et qui réalisera des croquis de la vie du front ou Jean Cassaigne. Plus de 4000 d'entre eux y perdront la vie. L'hippodrome des Grands Pins est réquisitionné dès le début du conflit et pendant toute sa durée pour servir de terrain d'entraînement des pilotes de l'armée de l'air, tels que la capitaine Georges Guynemer.

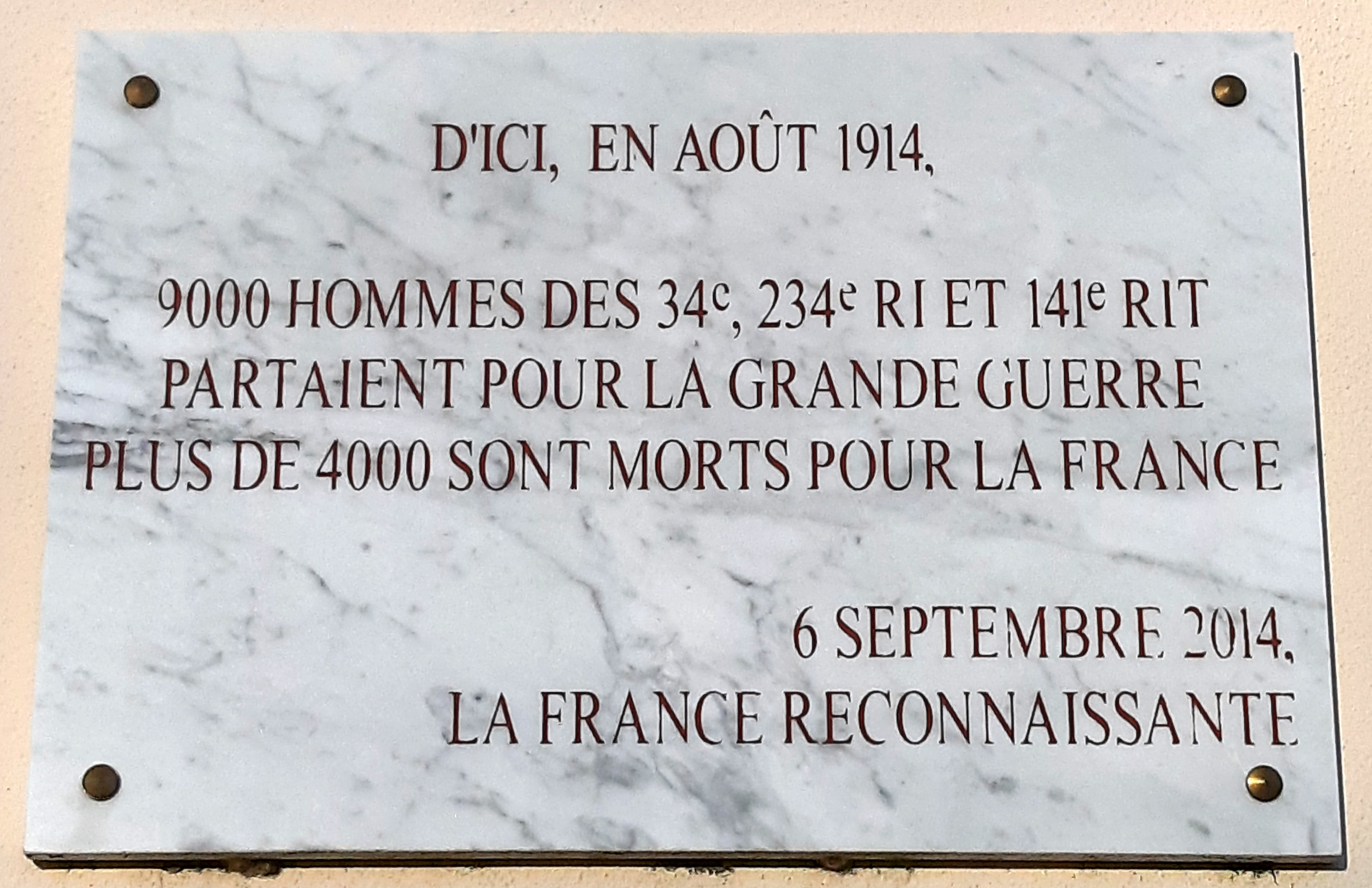
Plaque commémorative apposée sur la façade de la caserne Bosquet, à Mont-de-Marsan.

À partir de septembre 1914, des prisonniers de guerre allemands sont évacués par l'armée française loin du front, à Mont-de-Marsan. Dans l'urgence, les soldats valides sont détenus dans les arènes du Plumaçon, les blessés sont soignés au lycée Duruy, transformé pour l'occasion en hôpital de fortune. Ceux qui décèdent sont enterrés au cimetière militaire allemand de Mont-de-Marsan.
L'entrée des États-Unis dans la Première Guerre mondiale a lieu le 6 avril 1917. Cet allié de la France mobilise dans l'Hexagone des unités de génie militaire spécialisées dans l'exploitation forestière, afin de répondre aux besoins en bois qu'entraîne le conflit et de pallier le manque de main-d'œuvre locale, les hommes en âge de travailler ayant été mobilisés. Le premier bataillon du 10th Engineers arrive à Pontenx-les-Forges le 1er novembre 1917. En février 1918, une grande scierie produisant des poteaux (préfigurant le futur camp du Poteau) ouvre entre le nord des Landes et le sud de la Gironde. Trois grosses scieries et une plus petite sont installées en périphérie de Pontenx et dans le quartier de Bouricos. Les opérations de coupe se poursuivent jusqu'au 30 décembre 1918, date à laquelle les unités américaines quittent définitivement la commune. Pendant le conflit, le courant de Sainte-Eulalie est quant à lui utilisé par les troupes américano-canadiennes pour le flottage du bois jusqu'à une scierie.
Le département des Landes déplore au total la perte de 12 000 soldats, morts au combat ou des suites de leurs blessures ou d'intoxication au gaz. Dans les années qui suivent l'armistice, les communes érigent leur monument aux morts (le monument aux morts de Mont-de-Marsan est achevé en 1922, celui celui d'Onesse-et-Laharie en 1925).

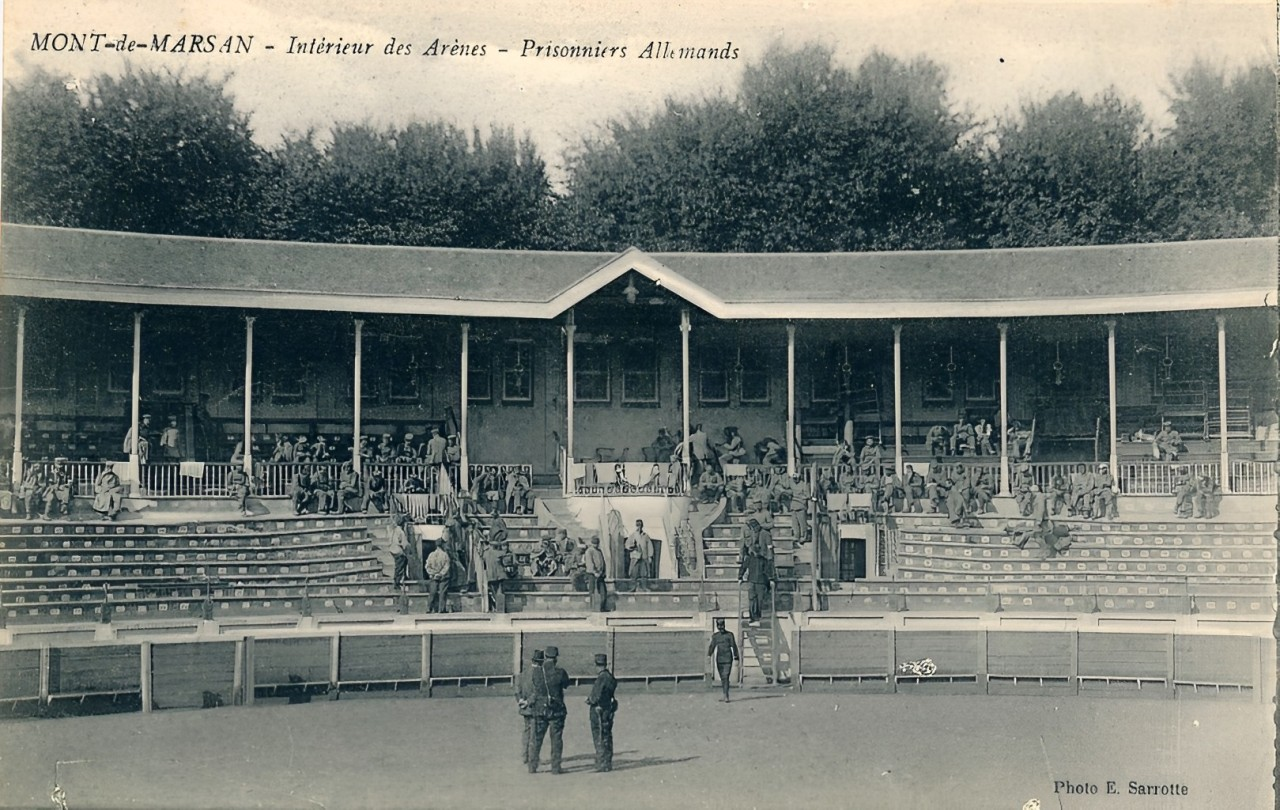
Prisonniers de guerre allemands détenus dans les arènes de mont-de-Marsan en 1914.
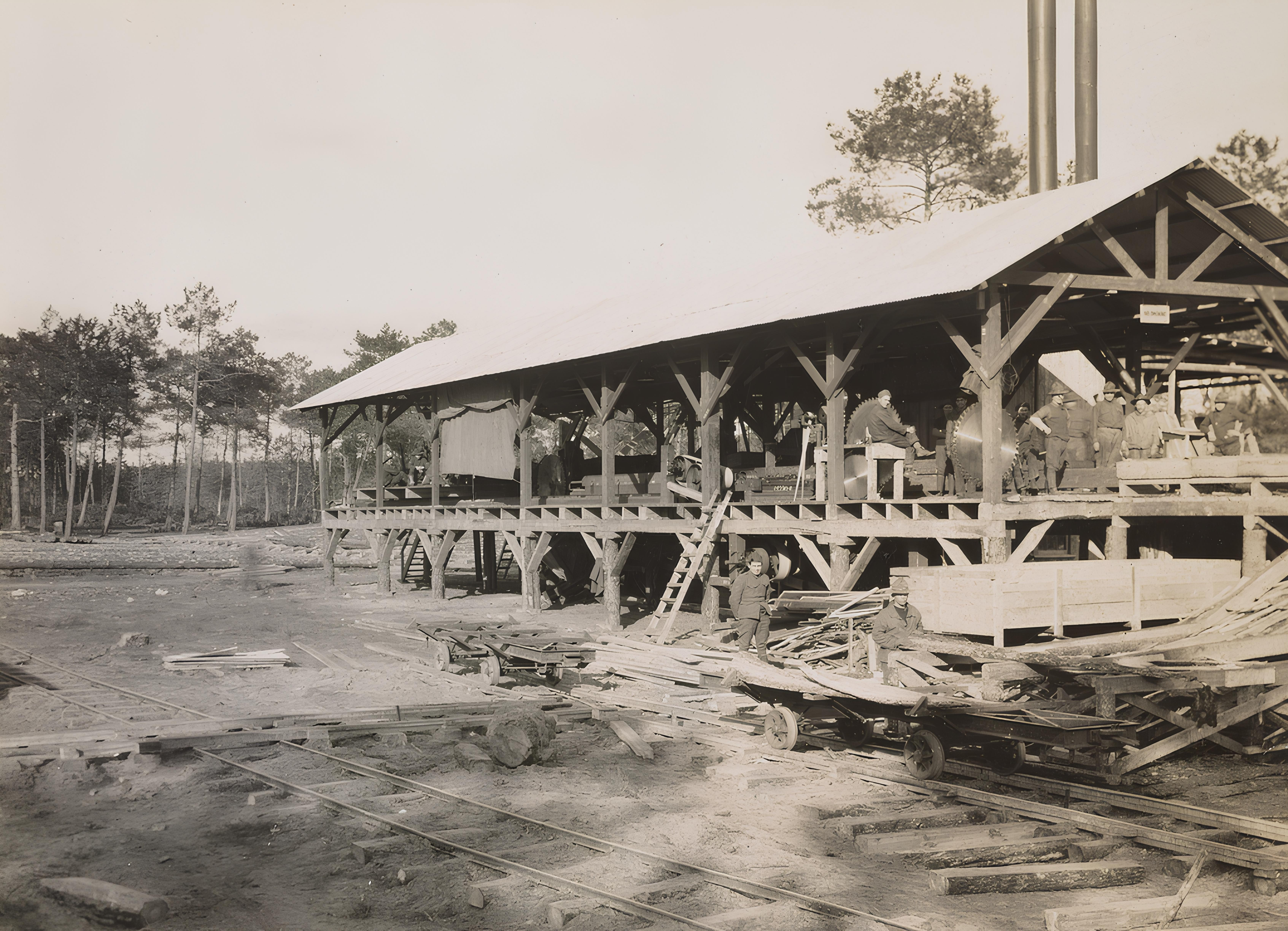
Scierie américaine à Pontenx en avril 1918.
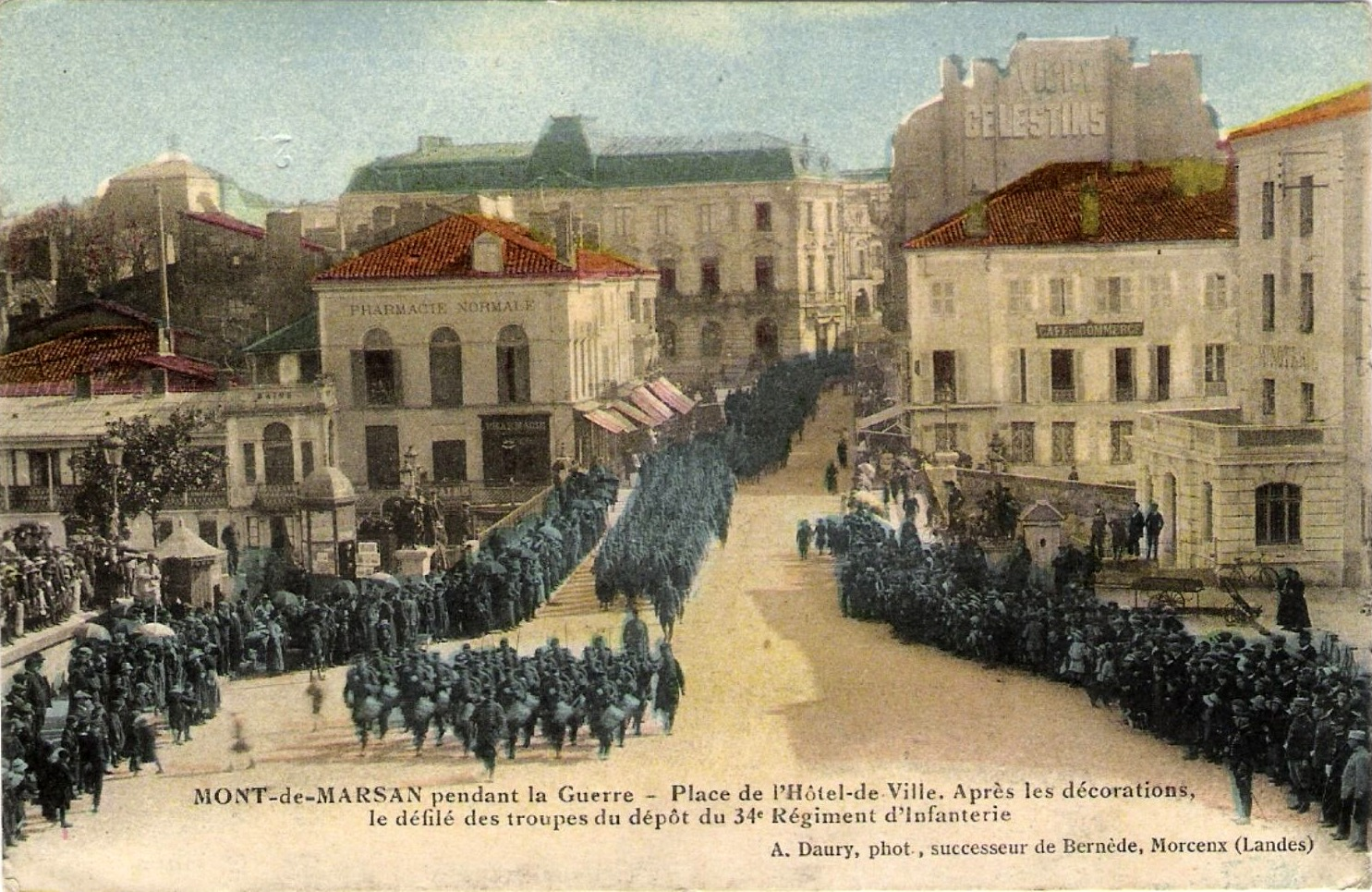
Mont-de-Marsan pendant la Première Guerre mondiale : remise de décorations et défilé des troupes du 34e régiment d'infanterie.

Entre-deux-guerres
Le tourisme balnéaire poursuit son développement et les stations se dotent d'équipements, tels que l'hydrothérapie de Mimizan en 1923 ou le Sporting Casino d'Hossegor en 1927. L'avènement des congés payés en 1936 et de la société des loisir d'après-guerre accélèrera le phénomène. En 1930, Pierre-Georges Latécoère fonde la base d'hydraviation de Biscarrosse dédiée au montage et aux essais des plus grands appareils français. Le château Woolsack, bâti en 1911 sur les berges de l'étang d'Aureilhan, devient un lieu de modanités où le duc de Westminster, son propriétaire, reçoit Coco Chanel et d'autres invités de marque tels que Charlie Chaplin, Salvador Dalí, Suzanne Lenglen, Lloyd George, Georges Carpentier, le roi d'Espagne Alphonse XIII, le dessinateur Sem, sir Anthony Eden ou encore Winston Churchill.

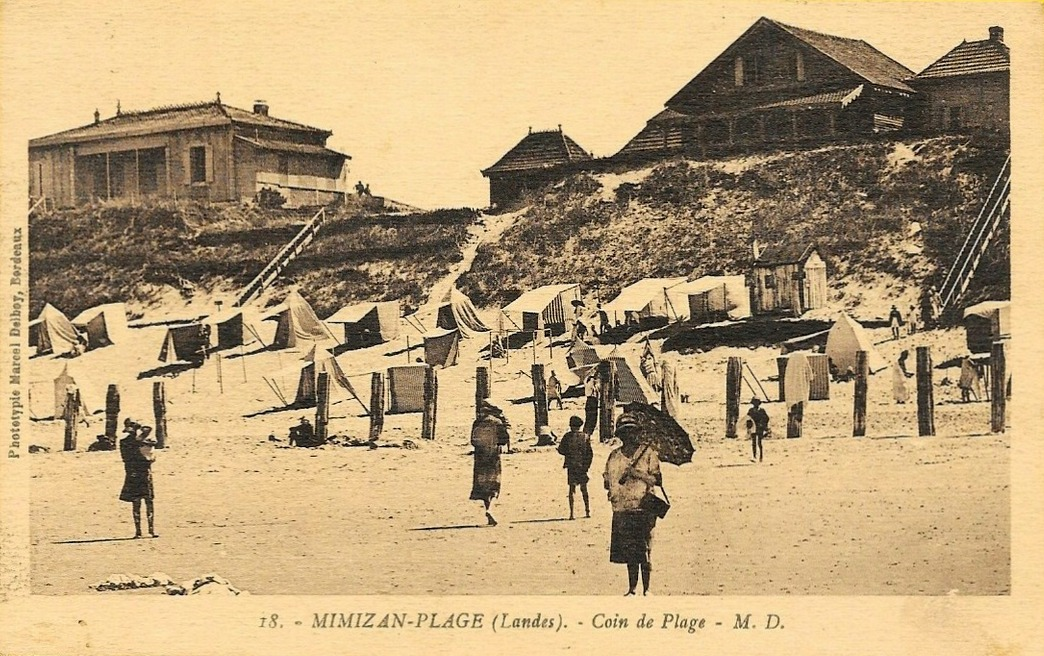
Tourisme balnéaire à Mimizan-Plage, surnommée la « Perle de la Côte d'Argent ».
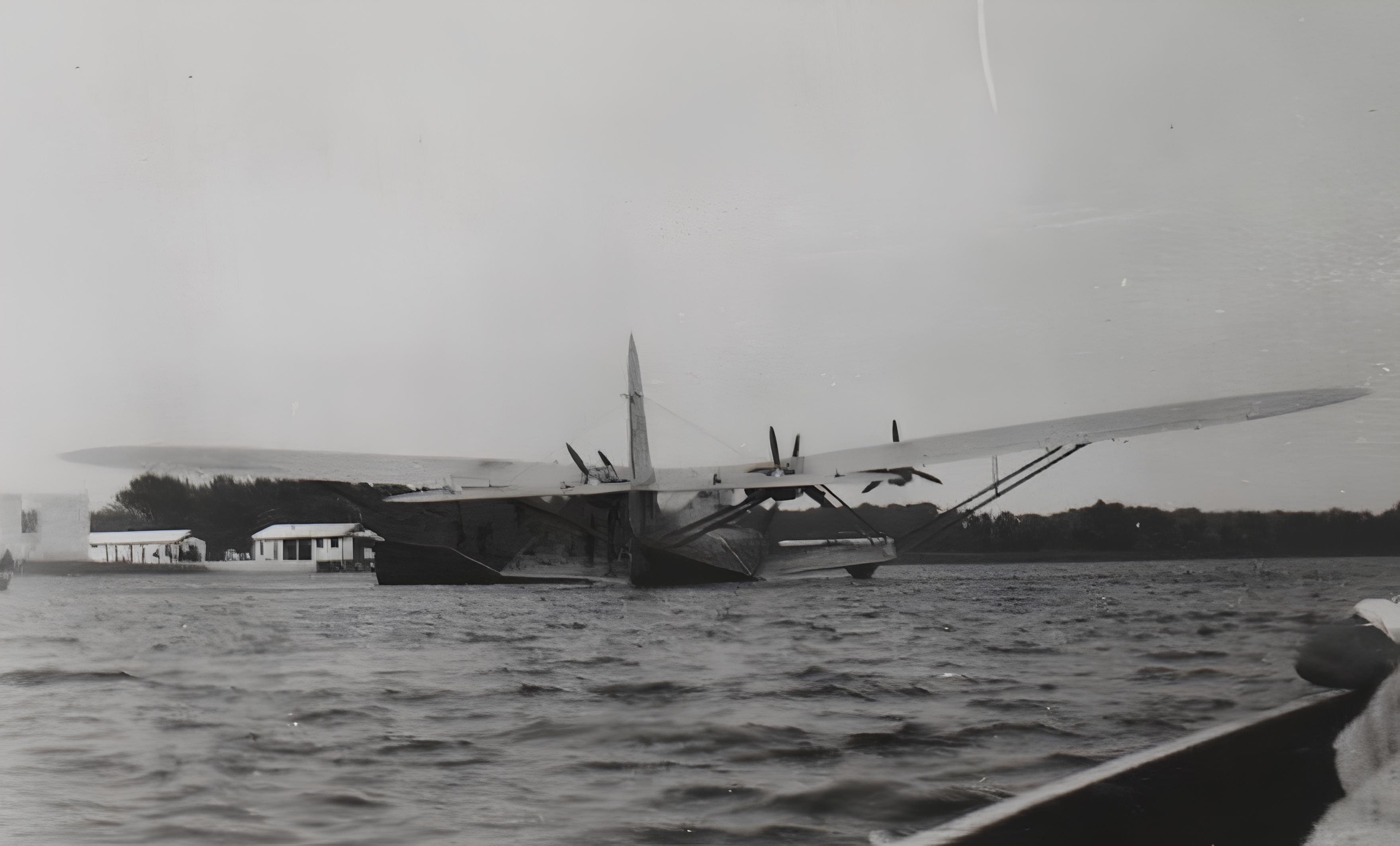
Hydravion sur le lac de Biscarrosse en 1934.

Seconde Guerre mondiale
En septembre 1939, quand débute la drôle de guerre, des habitants du Haut-Rhin sont évacués dans l'urgence de leur région et trouvent refuge dans les Landes. Ils y restent neuf mois, pendant lesquels ils doivent apprendre à vivre dans une culture bien différente de la leur. Ils repartent chez eux après l'armistice de juin 1940, naturalisés de force allemands. Les jumelages entre villages landais et alsaciens témoignent de nos jours  de cet épisode de la Seconde Guerre mondiale. Toujours à partir de juin 1940, la ligne de démarcation scinde le département des Landes en deux et passe par Roquefort, Mont-de-Marsan, Saint-Sever, Hagetmau, jusqu'à Orthez. Le littoral fait partie du dispositif du mur de l'Atlantique mis en place par l'occupant et se couvre à ce titre de bunkers le long des dunes, à l'image des blockhauss de Capbreton. Les zones militaires françaises passent aux mains de l'occupant (Biscarrosse et Cazaux), qui s'installe aussi à Escource et à Mimizan (Kriegsmarine). Des camps de prisonniers sont édifiés non loin de là : Castets, Labenne, Parentis-en-Born, Pissos (soldats des troupes coloniales), Pontenx-les-Forges et Ychoux. Entre 1943 et 1944, des avions britanniques réalisent des opérations de parachutage d'armes, argent et matériels divers aux confins de Pissos et de Trensacq destinés aux maquisards de Parentis, Pissos ou Ychoux, comme en témoigne le mémorial en garluche au carrefour de Boutoura. Dans les Landes, plus de 500 Juifs sont arrêtés, soit en tentant de franchir la ligne de démarcation, soit accusés d'infractions diverses, ou bien encore victimes des sept rafles effectuées dans le département. Parmi eux, 200 sont internés dans les prisons de Dax, Bayonne, Mont-de-Marsan ou Orthez, avant d'être transférés vers le camp de Mérignac ou le camp de Gurs, puis au camp de Drancy d'où ils sont déportés vers les camps d'extermination, pour la très grande majorité celui d'Auschwitz.
La libération de Mont-de-Marsan se déroule du 20 au 21 août 1944. Le 25 août 1944, le « Bataillon nord-landais » se forme à Pissos. Il se compose de jeunes âgés de 20 ans voulant participer à la poursuite de la libération du département. Ces 250 hommes de toute la vallée de la Leyre forment une partie du 7e R.I.C. et du 38e R.I. À cette date, les FFI du département comptent 12 962 membres. Parmi les résistants du département figurent les noms de Joseph Bordes, Renée Darriet, Jean de Laborde-Noguez, Léonce Dussarrat, Charles Lamarque-Cando ou André Soussotte.

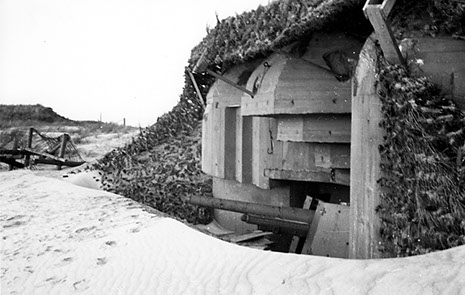
Bunker à Capbreton, vers 1943.
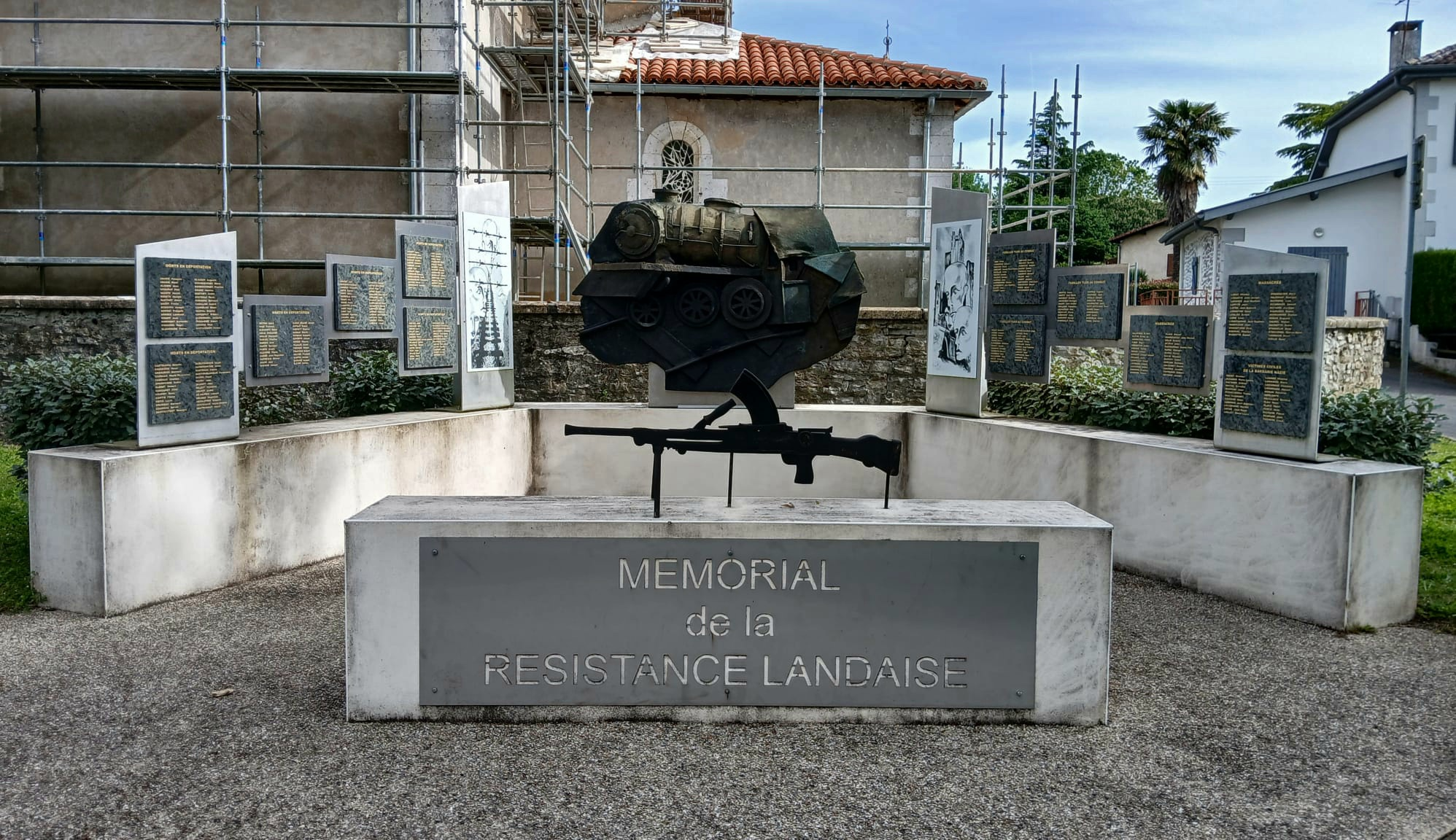
Mémorial de la Résistance landaise à Téthieu, portant le nom des résistants des Landes fusillés, assassinés ou morts en déportation.

Par manque d'entretien pendant la guerre, la forêt des Landes subit de grands dégâts causés par des incendies de 1942 à 1949 : août 1942 à Trensacq, novembre 1942 à Soustons, avril 1943 à Arjuzanx et deux fois Pissos, etc. Sur la seule année 1942, 66 000 hectares sont ravagés par les flammes, dont 45 000 en un mois. Lors du repli des troupes d'occupation en août 1944, le feu prend sur la route nationale 10 vers Liposthey et se propage jusqu'à la Leyre. Entre 1945 et 1946, 30 000 hectares sont la proie des flammes. L'année la plus terrible est 1949 avec deux grands incendies : celui du 7 août, parti de la Grande Leyre, ravage la lande de Bern et Gruey à Pissos et anéantit les communaux de Sore. Mais le plus grand et sinistre est l'incendie de la forêt des Landes de 1949 du 20 août dans le département voisin de la Gironde, qui s'étend du Barp à Marcheprime et Saucats, faisant 82 victimes parmi les sauveteurs.
Après-guerre
Après guerre, le département amorce sa modernisation et de nouvelles activités voient le jour. L'armée renforce sa présence dans le département avec la création de la future base aérienne 118 à Mont-de-Marsan en 1945, l'implantation de l'École de l'aviation légère de l'Armée de terre à Dax en 1959 et le Centre d'essai des Landes à Biscarrosse en 1962. Le lac de Parentis devient en 1954 le principal site de production pétrolière en France métropolitaine et en 1958 débute l'exploitation de lignite sur le site d'Arjuzanx.

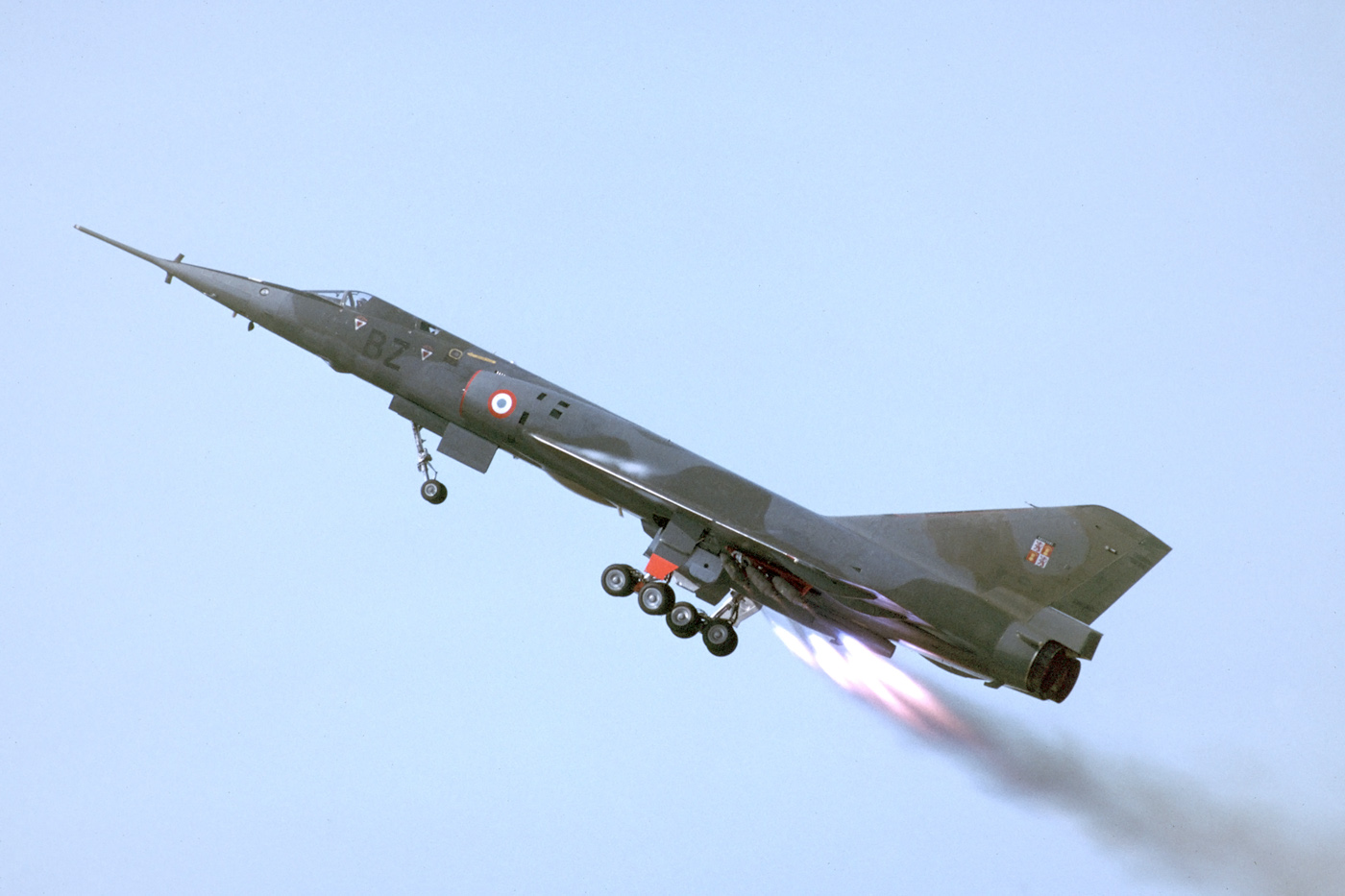
Mirage IV à la base aérienne de Mont-de-Marsan.
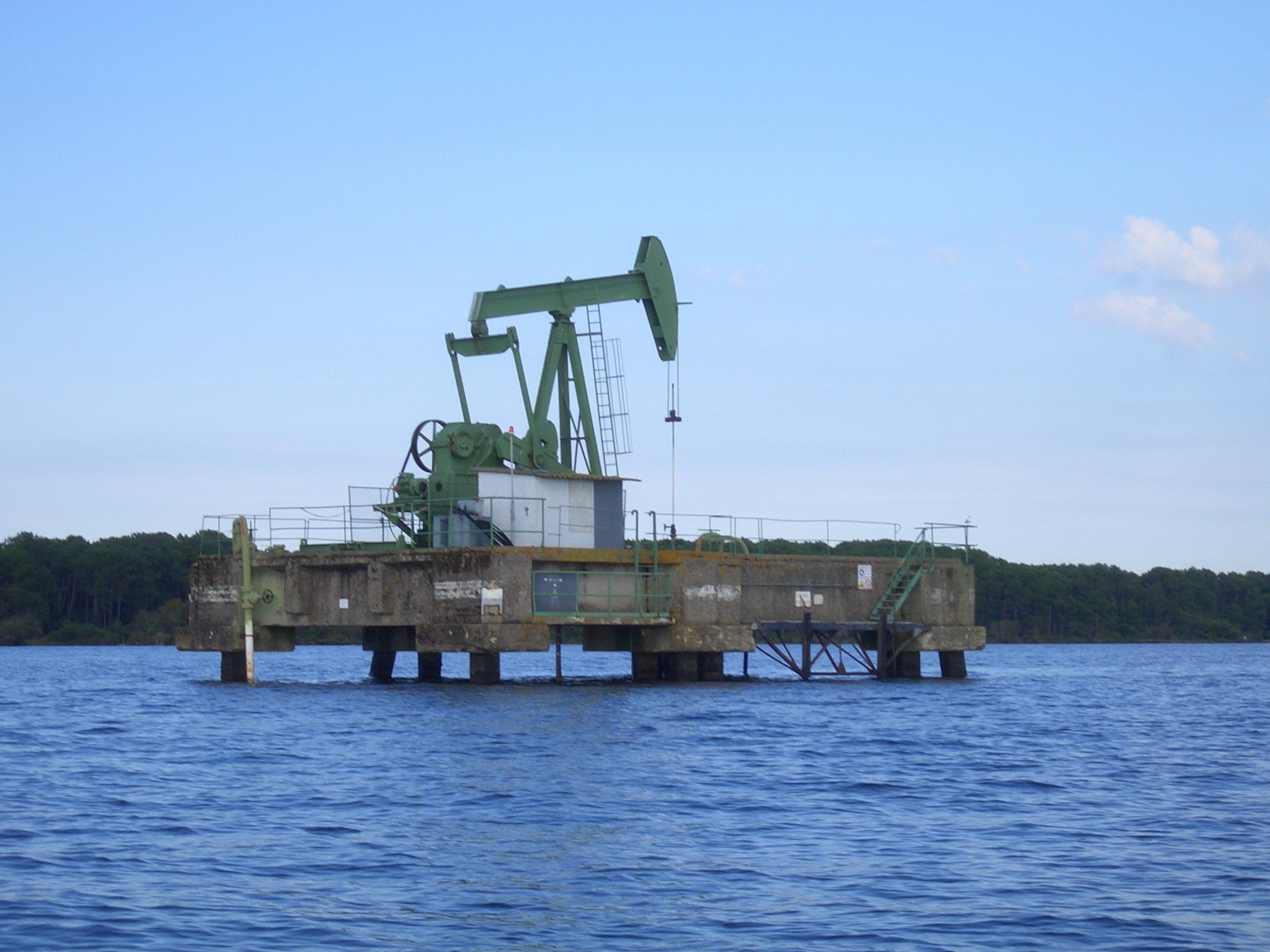
Chevalet de pompage à Parentis.

Après les destructions liées à la Seconde Guerre mondiale et l'avènement de la modernité, la prise de conscience de la nécessité de conserver le patrimoine culturel et environnemental émerge dès la fin des années 1950. Dans les Landes, cela se traduit par différentes actions : trois sanctuaires sportifs, placés sous la protection de la Vierge, sont fondés (Notre-Dame-des-Cyclistes (1959) à Labastide-d'Armagnac, Notre-Dame-du-Rugby (1967) à Larrivière-Saint-Savin et Notre-Dame-de-la-Course-Landaise (années 1970) à Bascons), des productions agricoles sont labellisées (les volailles des Landes sont les premières à obtenir le Label rouge en 1965), le Parc naturel régional des Landes de Gascogne est fondé en 1970 et la réserve naturelle nationale de l'étang Noir, première du genre dans le département, est créée en 1974. Des projets de renaturation d'anciens sites exploités par l'agriculture (assèchement du marais d'Orx sous le Second Empire pour sa mise en culture) ou par l'industrie (extraction de lignite sur le site d'Arjuzan) aboutissent à la création de la réserve naturelle nationale du marais d'Orx en 1995 et de la réserve naturelle nationale d'Arjuzanx en 2022. Les fontaines des Landes, fréquentées de manière séculaire jusqu'au milieu du XXe siècle pour leurs vertus jugées curatives ou miraculeuses, sont à nouveau mises en valeur dans un but patrimonial et touristique. La liste des sites Natura 2000 des Landes est établie à la toute fin du millénaire.

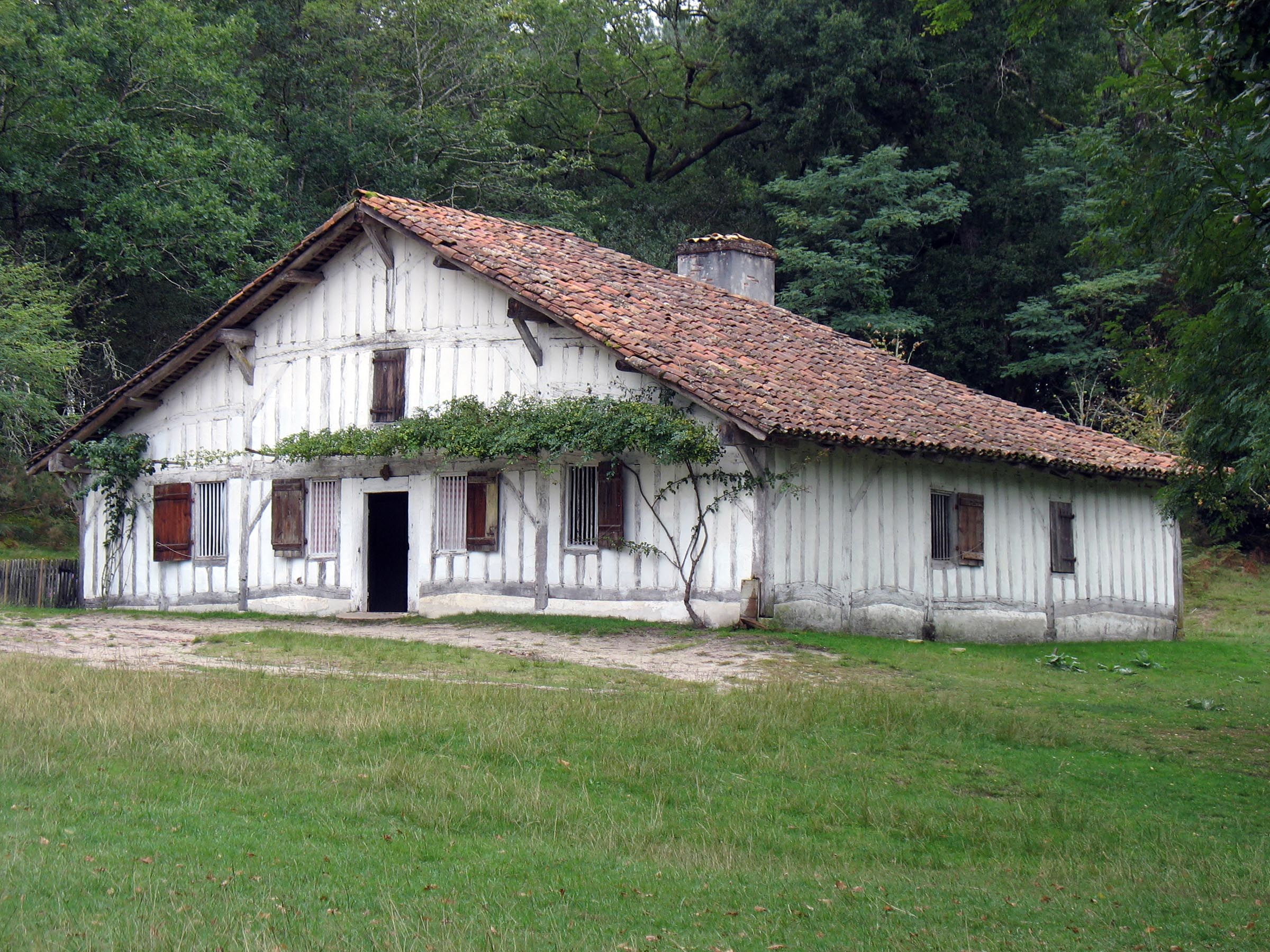
La maison du meunier de l'écomusée de Marquèze à Sabres.
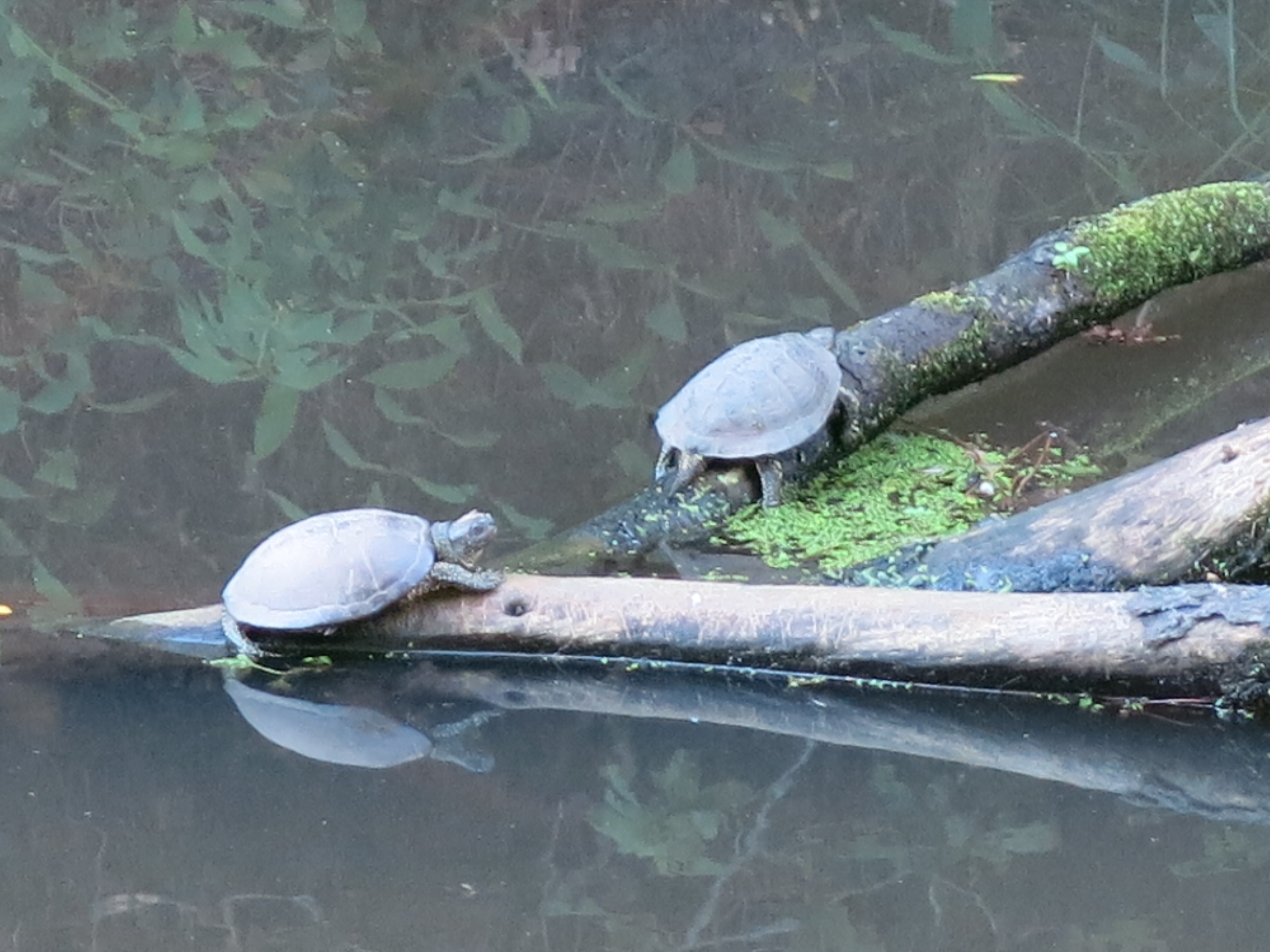
Cistudes, espèce protégée de tortues au marais d'Orx.

### De nos jours
Le département des Landes est rattaché à la région de la Nouvelle-Aquitaine depuis le 1er janvier 2016. Avant cette date, il faisait partie de la région Aquitaine, créée en 1972.
Les principaux piliers de l'économie des Landes sont aujourd'hui :
- la filière bois (voir : papeteries de Gascogne)
- l'agriculture : le maïs principalement (voir : Maïsadour)
- la gastronomie des Landes est portée par de grands chefs étoilés, tels que Hélène Darroze, Alain Ducasse, Alain Dutournier, héritiers de cuisiniers d'exception tels que Paul Saint-Martin ou  Michel Guérard.  Elle est également popularisée par des personnalités médiatiques telles que Maïté. L'industrie agro-alimentaire est présente avec de grands groupes tels que Labeyrie, Delpeyrat ou Bonduelle. Le département produit entre autres du foie-gras, confit, magrets, asperge des Sables des Landes, kiwis de l'Adour, volailles des Landes, vins (vins de pays de terroirs landais, vins de Tursan), armagnac, etc. [27].
- le thermalisme (stations thermales de Dax, Eugénie-les-Bains autour des sources d'Eugénie, Gamarde-les-Bains, Préchacq-les-Bains, Saint-Paul-lès-Dax, Saubusse, Tercis-les-Bains)[34]
- le secteur du tourisme dans les Landes[34]

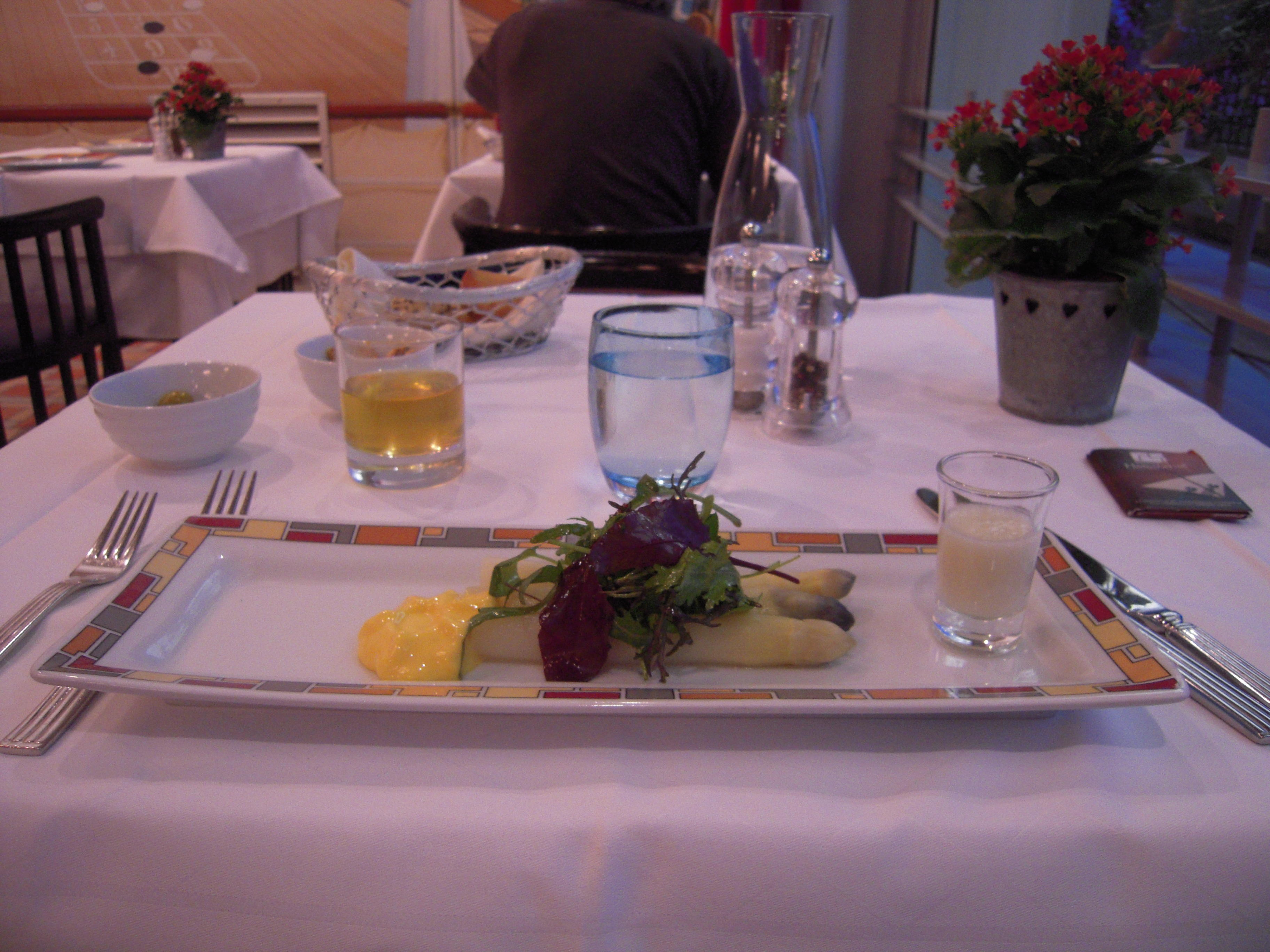
Asperges blanches des sables des Landes.
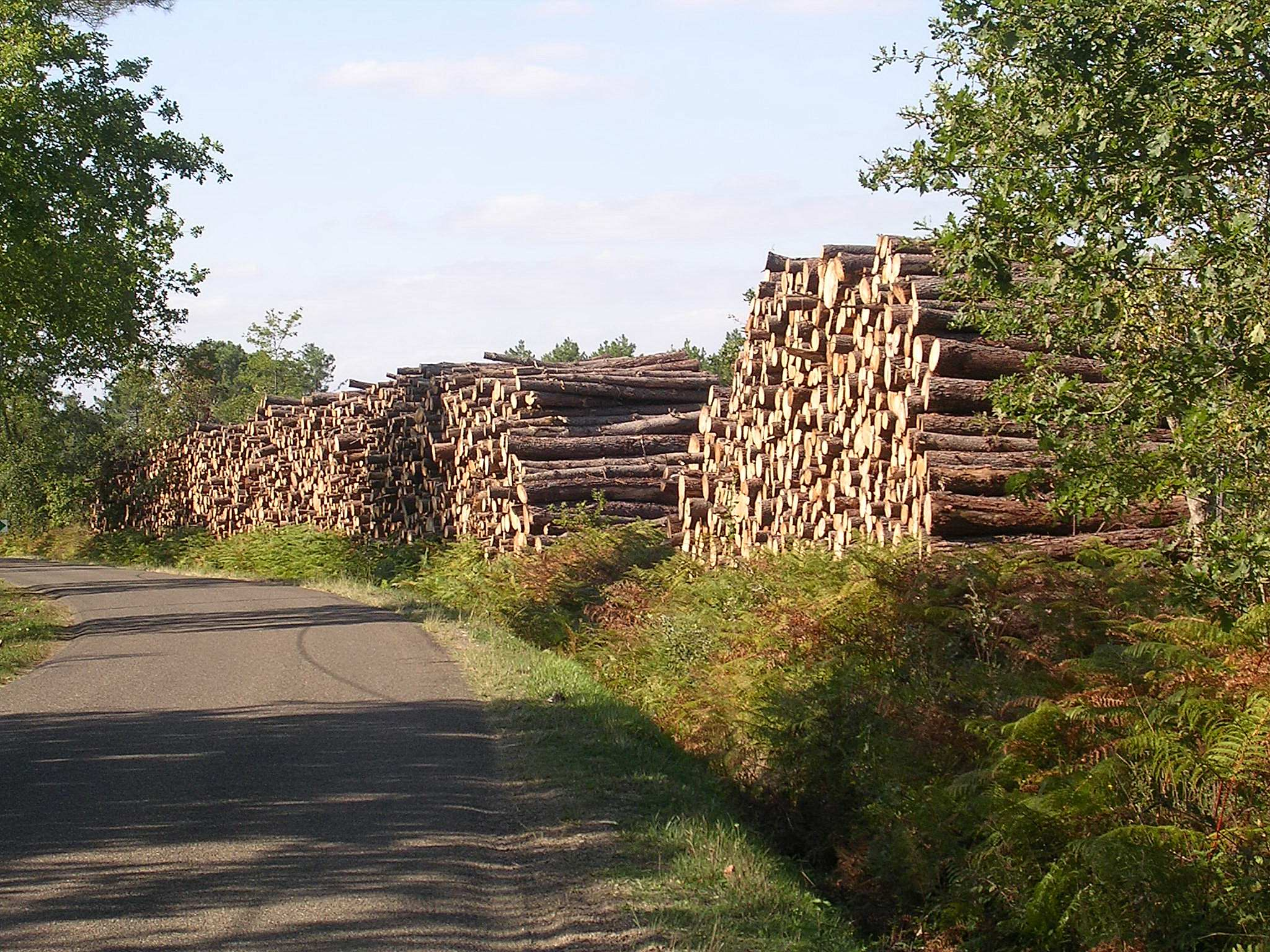
Filière bois : grumes stockées à Saint-Perdon.
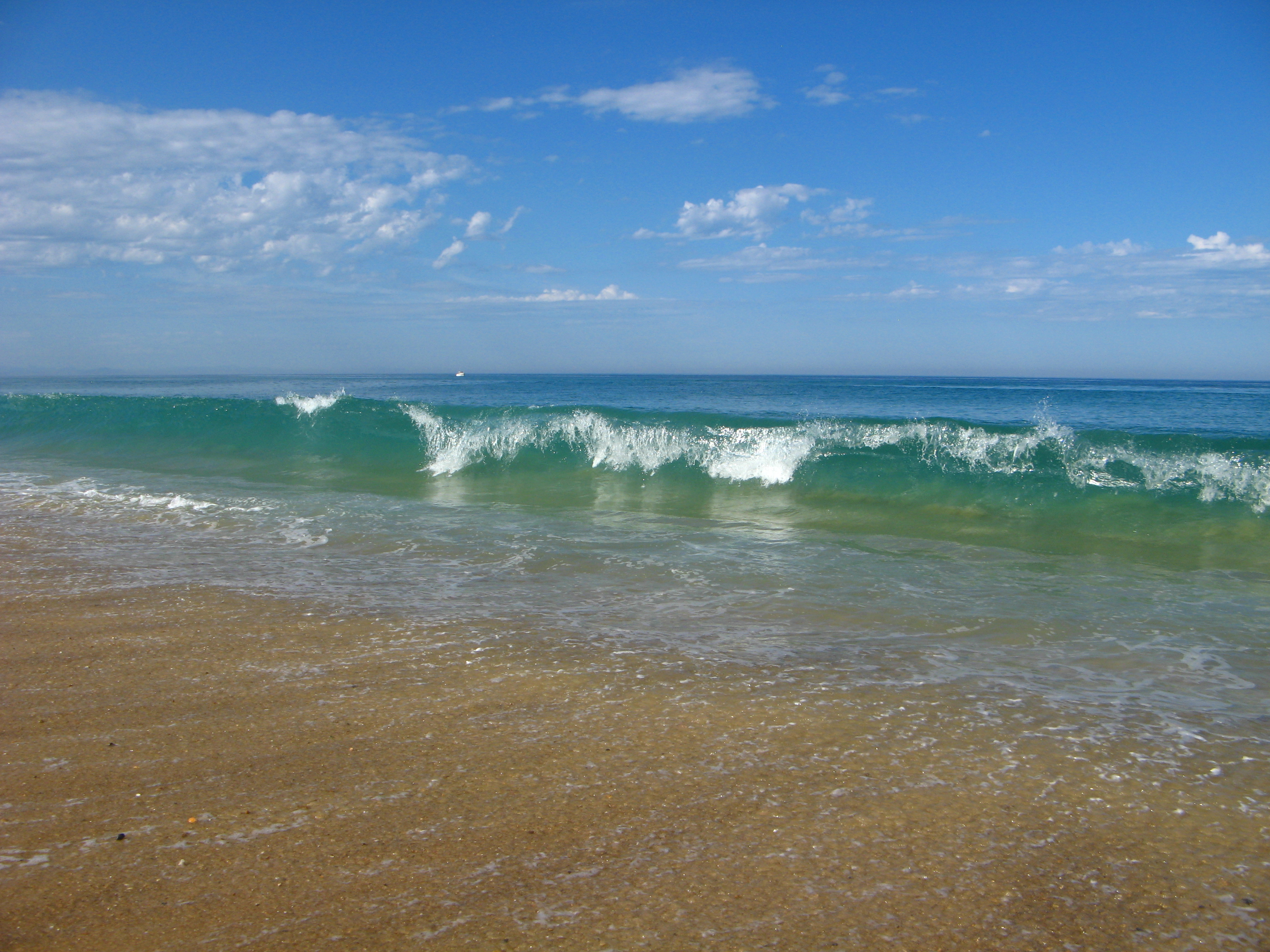
Côte landaise à Messanges.

## Dans les arts
Le peintre Théodore Rousseau, de l'école de Barbizon a visité les Landes en 1844. Ses œuvres sont inspirées des paysages de l'époque.

Landes au XIXe siècle par Théodore Rousseau
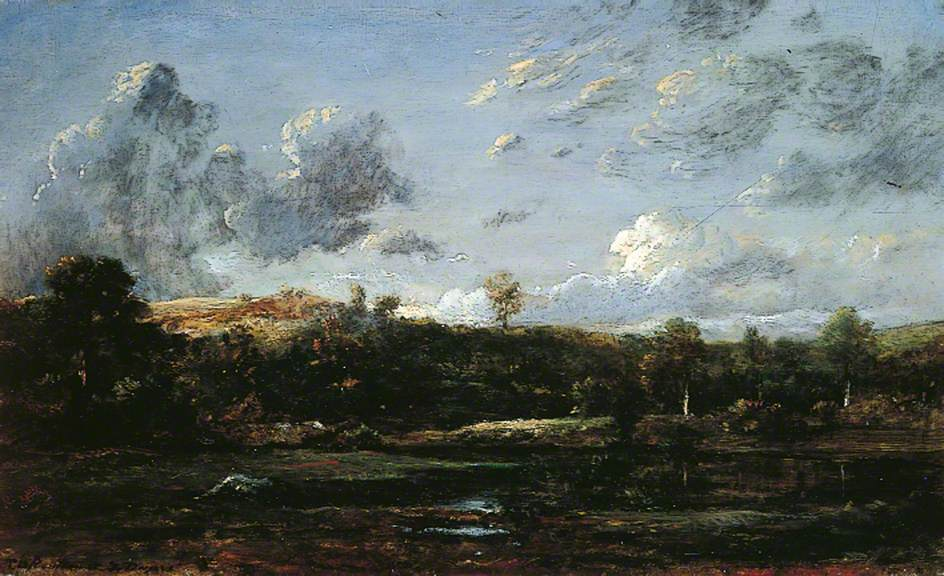
Dans  les Landes, 1840-1867, Leeds Art Gallery.
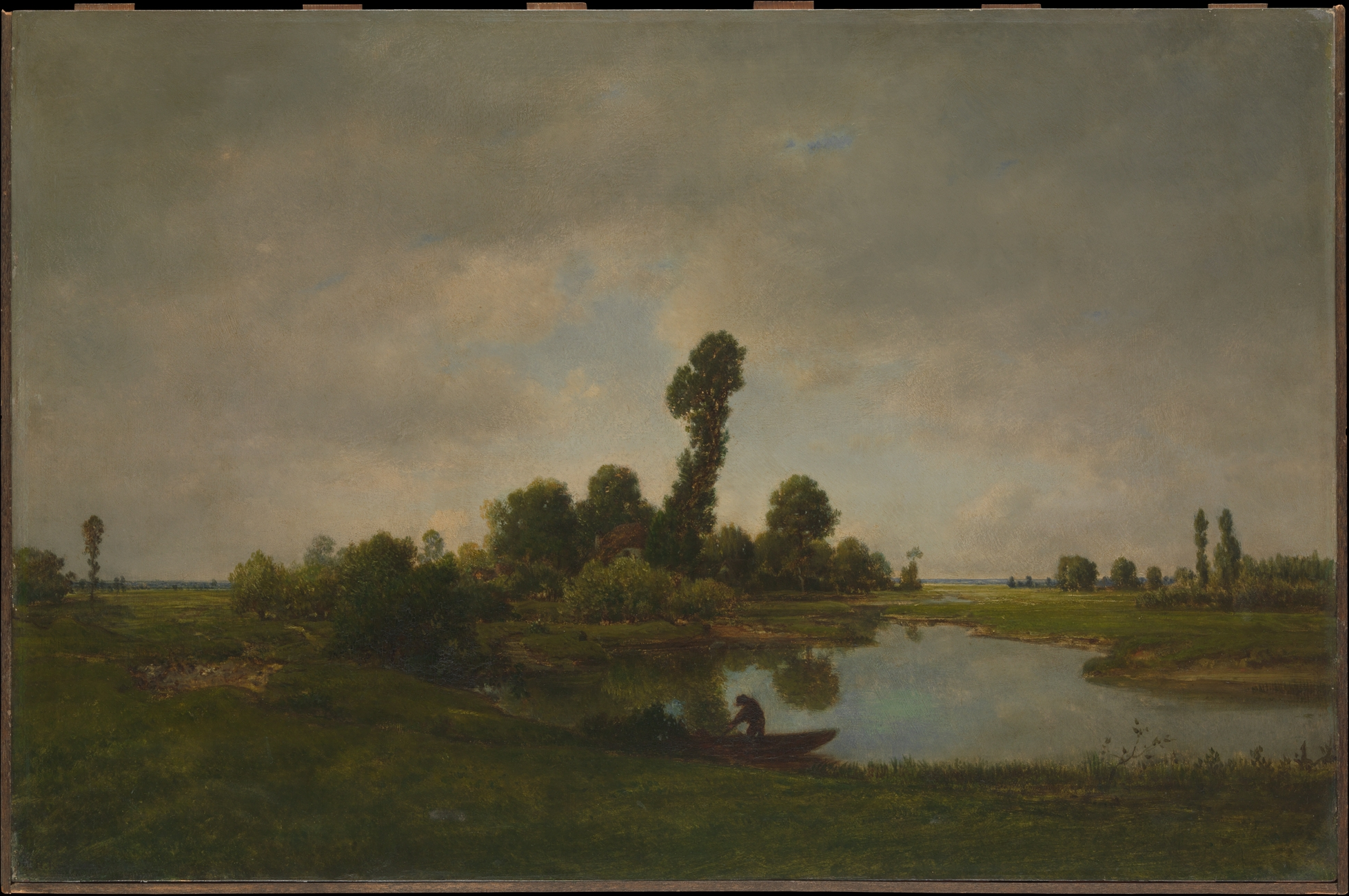
Paysage fluvial, Landes, 1842-1843, Metropolitan Museum, New York.
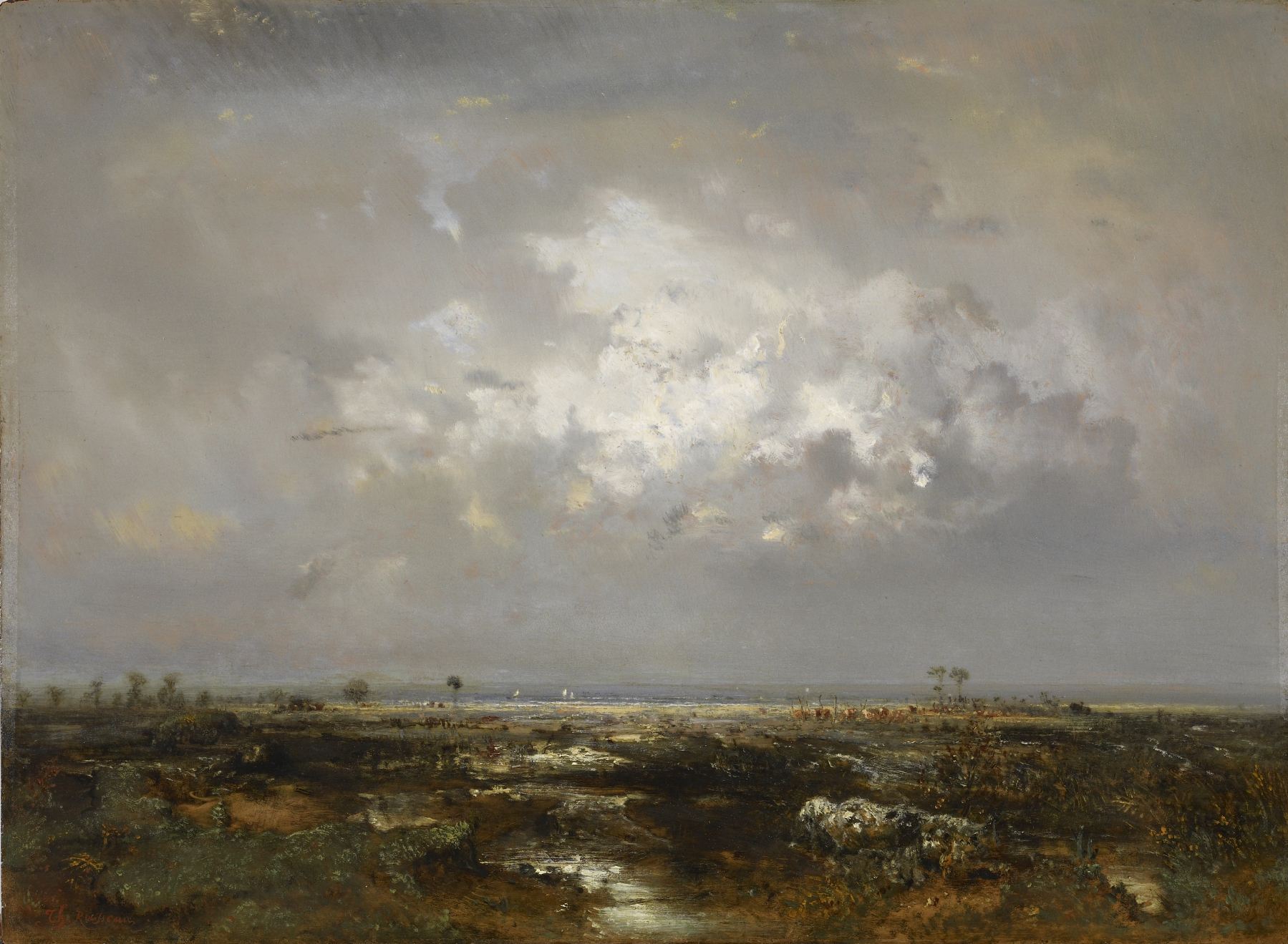
Un marais dans les Landes, après 1844, Walters Art Museum, Baltimore.
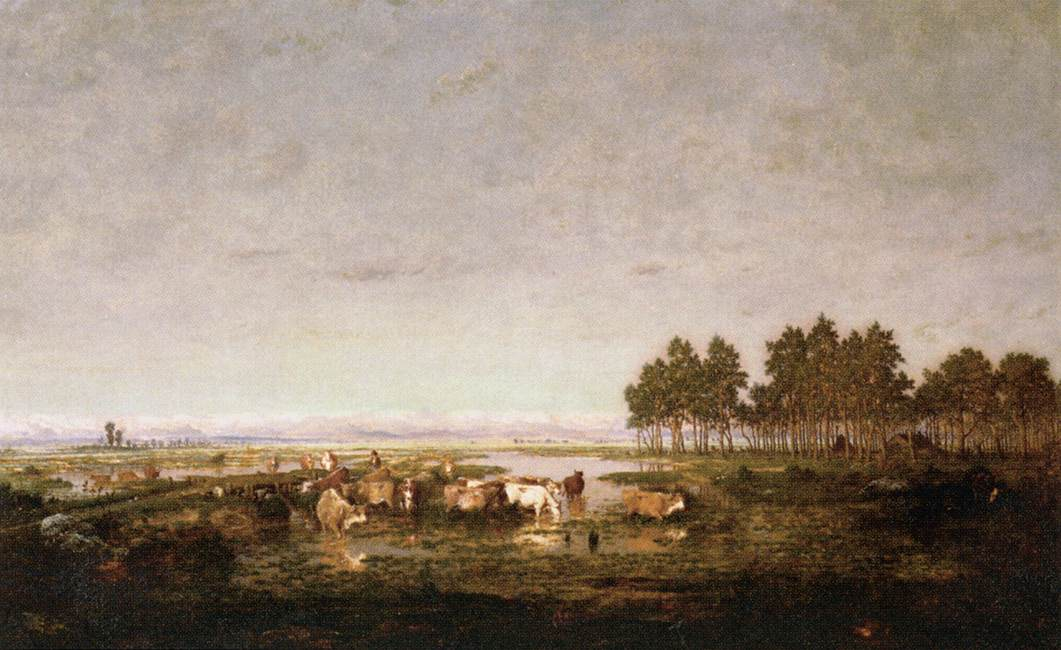
Un marais dans les Landes, 1852-1853, musée du Louvre, Paris.
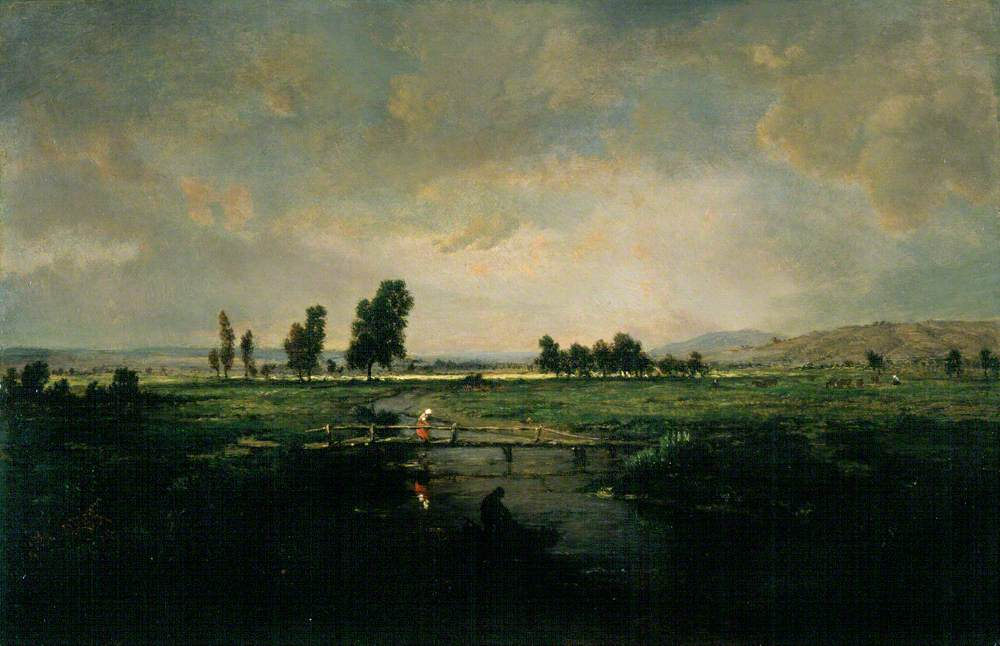
Un marais dans les Landes, vers 1853, Aberdeen Art Gallery.
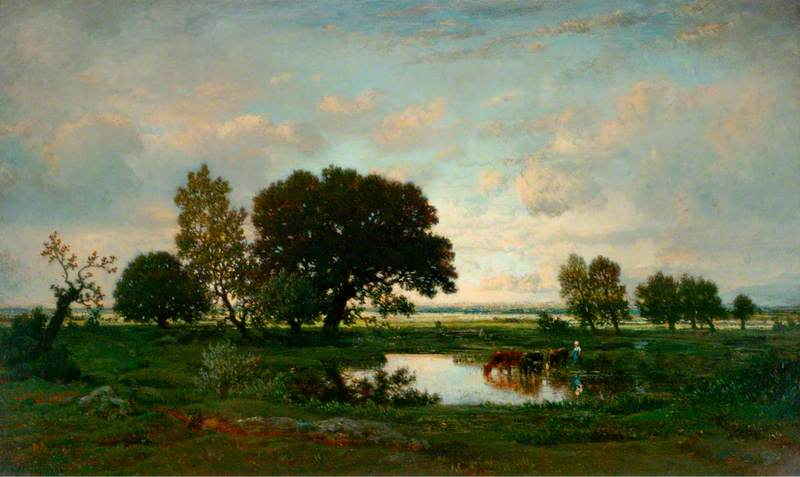
L'Étang, 1855, Victoria & Albert Museum, Londres.